# S-Bahn Hamburg

Logo der S-Bahn Hamburg GmbH

Die S-Bahn Hamburg ist ein Eisenbahnsystem für den Personennahverkehr im Großraum Hamburg. Sie gehört mit der U-Bahn, der AKN und den Zügen des Regionalverkehrs (RB und RE) zum Angebot des Schienenpersonennahverkehrs in der Hansestadt und ihrem Umland. Als einzige S-Bahn Deutschlands verwendet das Hamburger System sowohl Gleichspannung (1200 V), die von einer neben dem Gleis angebrachten, seitlich bestrichenen Stromschiene entnommen wird, als auch – auf der Außenstrecke nach Stade – Wechselspannung (15 kV, 16,7 Hz), die über konventionelle Oberleitung bezogen wird. Das Hamburger S-Bahn-Netz ist durchgehend normalspurig.

## Netz und Betrieb

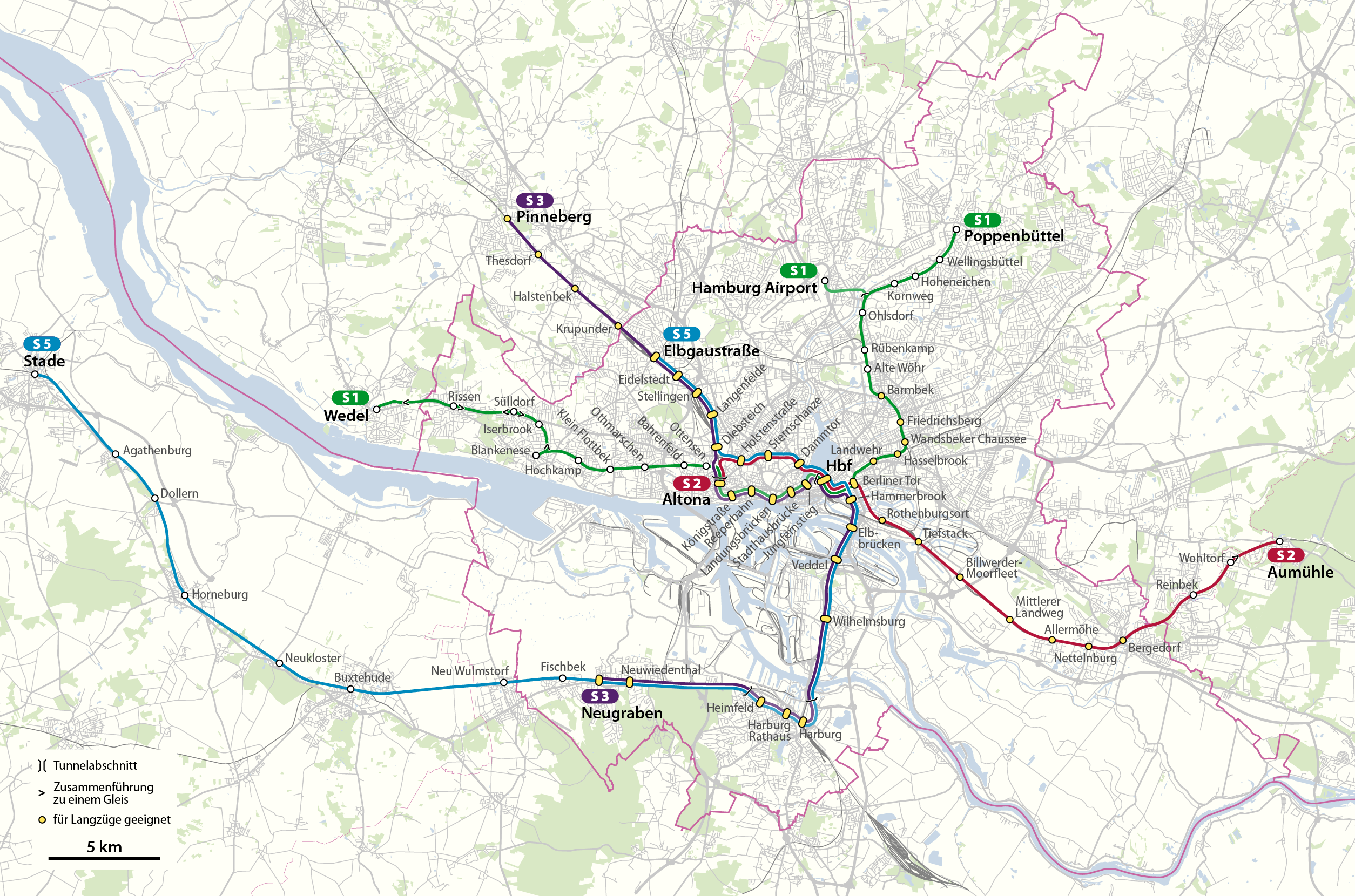
Karte mit den Linien des S-Bahn-Netzes

### Streckennetz
Das Streckennetz der Hamburger S-Bahn hat eine Länge von rund 144,4 km (exakte Streckenlängen s. u.), davon rund 100 km in Hamburg, rund 28,4 km in Niedersachsen und rund 16 km in Schleswig-Holstein.
Das Netz ist im Wesentlichen radial strukturiert mit zwei in Ost-West-Richtung verlaufenden Stammstrecken – der nördlichen Verbindungsbahn und der südlichen City-S-Bahn –, die zwischen dem Hauptbahnhof und dem Bahnhof Altona die innere Stadt erschließen und an die sich im Westen zwei und im Osten drei Streckenäste anschließen, die bis auf eine in das Hamburger Umland reichen.
Wie zahlreiche andere deutsche S-Bahn-Netze ist auch das System in Hamburg durch seine hohe Taktfrequenz und die gute Erschließung des Stadtgebiets ein bedeutender Träger des städtischen Nahverkehrs. Die Bedeutung für den Regionalverkehr ist bislang gering, da das Netz hauptsächlich auf Hamburger Stadtgebiet liegt und lediglich der südwestliche Streckenast der Linie S5 weiter in das Umland reicht. Mit den in Umsetzung befindlichen Erweiterungen des Netzes nach Bad Oldesloe und Kaltenkirchen (siehe hier) sowie durch weitere geplante Erweiterungen in das schleswig-holsteinische Umland (siehe hier) wird die Rolle der S-Bahn im Regionalverkehr jedoch absehbar wachsen.
Etwa 113,4 km des Netzes sind über Stromschiene für den Gleichstrombetrieb elektrifiziert und vom sonstigen Eisenbahnverkehr getrennt. Der rund 30½ km lange Streckenabschnitt zwischen Neugraben, Buxtehude und Stade wird im Mischbetrieb mit dem Regional- und Güterverkehr bedient und über Oberleitung mit Wechselstrom betrieben. Innerhalb des Gleichstromnetzes sind rund 12½ km als Tunnelstrecken angelegt und 8,8 km eingleisig ausgeführt. Auf der im Mischbetrieb betriebenen Außenstrecke finden sich keine Tunnelabschnitte und mit Ausnahme der Stumpfgleise an den Endpunkten Buxtehude und Stade keine eingleisigen Abschnitte.
Das Streckennetz der Hamburger S-Bahn besteht aus folgenden Strecken und Streckenabschnitten:
| DB-Strecke | Streckenname             | Verlauf                                                    | Gesamtlänge | Gleichstrom | Gleichstrom | Gleichstrom | Wechselstrom | Wechselstrom | Linie(n) |
| ---------- | ------------------------ | ---------------------------------------------------------- | ----------- | ----------- | ----------- | ----------- | ------------ | ------------ | -------- |
| DB-Strecke | Streckenname             | Verlauf                                                    | Gesamtlänge | gesamt      | im Tunnel   | eingleisig  | gesamt       | Mischbetrieb | Linie(n) |
| 1240       | Verbindungsbahn          | Hauptbahnhof – Dammtor – Altona                            | 6,228 km    | 6,228 km    | –           | –           | –            | –            |          |
| 1241       | Stadtbahn                | Hauptbahnhof – Berliner Tor (unten) – Ohlsdorf             | 11,208 km   | 11,208 km   | –           | –           | –            | –            |          |
| 1241       | Alstertalbahn            | Ohlsdorf – Poppenbüttel                                    | 5,888 km    | 5,888 km    | –           | –           | –            | –            |          |
| 1224       | Altona-Blankeneser Bahn  | Altona – Blankenese                                        | 8,544 km    | 8,544 km    | –           | –           | –            | –            |          |
| 1226       | Blankenese-Wedeler Bahn  | Blankenese – Wedel                                         | 9,043 km    | 9,043 km    | –           | 6,348 km    | –            | –            |          |
| 1244       | Bergedorfer S-Bahn       | (Hauptbahnhof –) Berliner Tor (oben) – Bergedorf – Aumühle | 25,076 km   | 25,076 km   | –           | 2,415 km    | –            | –            |          |
| 1225       | Pinneberger S-Bahn       | Holstenstraße – Elbgaustraße – Pinneberg                   | 14,666 km   | 14,666 km   | –           | –           | –            | –            |          |
| 1270       | Citytunnel (City-S-Bahn) | Hauptbahnhof – Jungfernstieg – Altona (– Diebsteich)       | 7,830 km    | 7,830 km    | 5,817 km    | –           | –            | –            |          |
| 1271       | Harburger S-Bahn         | Hauptbahnhof – Harburg Rathaus – Neugraben                 | 22,732 km   | 22,262 km   | 4,249 km    | –           | 0,470 km     | –            |          |
| 1720       | Niederelbebahn           | Neugraben – Buxtehude – Stade                              | 30,516 km   | –           | –           | –           | 30,516 km    | 30,516 km    |          |
| 1239       | Flughafen-S-Bahn         | Ohlsdorf – Hamburg Airport (Flughafen)                     | 2,637 km    | 2,637 km    | 2,399 km    | –           | –            | –            |          |
|            |                          |                                                            | 144,368 km  | 113,382 km  | 12,465 km   | 8,763 km    | 30,986 km    | 30,516 km    |          |

Zwischen Dezember 2004 und dem 13. Januar 2023 fuhren einzelne Kurse der Linie A1 der AKN morgens und nachmittags über ihren Regelendpunkt Eidelstedt hinaus über die Verbindungsbahn zum Hauptbahnhof und benutzten dabei die Gleise der S-Bahn. Die AKN setzte dabei auf dieselelektrischen Triebwagen basierende Zweikrafttriebwagen ein, deren Stromversorgung im S-Bahn-Netz über Stromschiene und auf den nicht elektrifizierten Strecken im Hamburger Westen und in Schleswig-Holstein über Dieselaggregate erfolgte. Die AKN hatte damit in gewisser Weise die Einführung des Zweisystembetriebs der S-Bahn vorweggenommen, die offiziell erst am 9. Dezember 2007 mit der Netzerweiterung in das südwestliche Hamburger Umland nach Buxtehude und Stade erfolgte. Mit Beginn des Ausbaus der Strecke der A1 für den S-Bahn-Betrieb (siehe hier) wurde dieser Mischbetrieb jedoch aufgegeben.

### Linien
Die S-Bahn Hamburg GmbH betreibt die vier Linien S1, S2, S3 und S5. Die Lücke in der Nummerierung ergibt sich aus der Berücksichtigung der Linie S4, die voraussichtlich 2027 mit Erweiterung des Netzes nach Rahlstedt in Betrieb gehen wird (siehe hier). Die Liniennummer S6 ist für eine künftige Verstärkerlinie auf der Relation Elbgaustraße – Verbindungsbahn – Neugraben vorgesehen, die voraussichtlich Ende 2029 den Betrieb aufnehmen soll (siehe hier).
| Linie | Haltestellen | Endbahnhöfe                                                       | Länge             | Fahrtzeit |
| ----- | --- | ----------------------------------------------------------------- | ----------------- | --------- |
| S 1   | Wedel – Rissen – Sülldorf – Iserbrook – Blankenese – Hochkamp – Klein Flottbek – Othmarschen – Bahrenfeld – Ottensen – Altona – Königstraße – Reeperbahn – Landungsbrücken – Stadthausbrücke – Jungfernstieg – Hauptbahnhof – Berliner Tor – Landwehr – Hasselbrook – Wandsbeker Chaussee – Friedrichsberg – Barmbek – Alte Wöhr (Stadtpark) – Rübenkamp – Ohlsdorf \ Streckenast Poppenbüttel – Kornweg (Klein Borstel) – Hoheneichen – Wellingsbüttel – Poppenbüttel / Streckenast Flughafen – Hamburg Airport (Flughafen) | Wedel – Blankenese – Hamburg Airport (Flughafen) / − Poppenbüttel | 38,6 km / 41,8 km | 66/72 min |
| S 2   | Altona – Holstenstraße – Sternschanze – Dammtor – Hauptbahnhof – Berliner Tor – Rothenburgsort – Tiefstack – Billwerder-Moorfleet – Mittlerer Landweg – Allermöhe – Nettelnburg – Bergedorf – Reinbek – Wohltorf – Aumühle | (Elbgaustraße-)Altona – Bergedorf – Aumühle                       |                   | 44 min    |
| S 3   | Pinneberg – Thesdorf – Halstenbek – Krupunder – Elbgaustraße – Eidelstedt – Stellingen (Arenen) – Langenfelde – Diebsteich – Altona – Königstraße – Reeperbahn – Landungsbrücken – Stadthausbrücke – Jungfernstieg – Hauptbahnhof – Hammerbrook (City Süd) – Elbbrücken – Veddel (BallinStadt) – Wilhelmsburg – Harburg – Harburg Rathaus – Heimfeld (TU Hamburg) – Neuwiedenthal – Neugraben | Pinneberg – Elbgaustraße – Neugraben (– Stade)                    |                   | 64 min    |
| S 5   | Im Bau: ( Kaltenkirchen – Kaltenkirchen Süd – Henstedt-Ulzburg – Ulzburg Süd – Tanneneck – Ellerau – Quickborn – Quickborn Süd – Hasloh – Bönningstedt – Burgwedel – Schnelsen – Schnelsen Süd – Hörgensweg – Eidelstedt Zentrum – Eidelstedt – ) Elbgaustraße – Eidelstedt – Stellingen (Arenen) – Langenfelde – Diebsteich – Holstenstraße – Sternschanze – Dammtor – Hauptbahnhof \ Hauptstrecke – Hammerbrook (City Süd) – Elbbrücken – Veddel (BallinStadt) – Wilhelmsburg – Harburg – Harburg Rathaus – Heimfeld (TU Hamburg) – Neuwiedenthal – Neugraben – Fischbek – Neu Wulmstorf – Buxtehude – Neukloster – Horneburg – Dollern – Agathenburg – Stade / in Tagesrandzeiten – Berliner Tor | Elbgaustraße – Harburg Rathaus – Buxtehude – Stade                |                   | 82 min    |

#### Frühere Linienführungen
Im Netz der Gleichstrom-S-Bahn gab es nach der HVV-Gründung 1967 bis zum Jahr 1975 zwei Linien: Die S1 fuhr von Poppenbüttel über Dammtor und Altona nach Blankenese und Wedel, die S2 verkehrte von Aumühle (ab 1969) bzw. Bergedorf über Dammtor mit Umfahrung von Altona nach Elbgaustraße und Pinneberg.
Nach Fertigstellung des ersten Abschnitts des City-Tunnels vom Hauptbahnhof bis zu den Landungsbrücken wurde diese Strecke von der Linie S10 bedient, die von Ohlsdorf (in der Hauptverkehrszeit teilweise ab/bis Poppenbüttel) verkehrte. Zudem gab es in der Hauptverkehrszeit Verstärkerzüge auf dem Abschnitt Landungsbrücken – Bergedorf, die zuerst ebenfalls als S10 bezeichnet wurden. Während dieser Zeit verkehrten die Linien S1 und S2 weiterhin über Dammtor und die Verbindungsbahn.

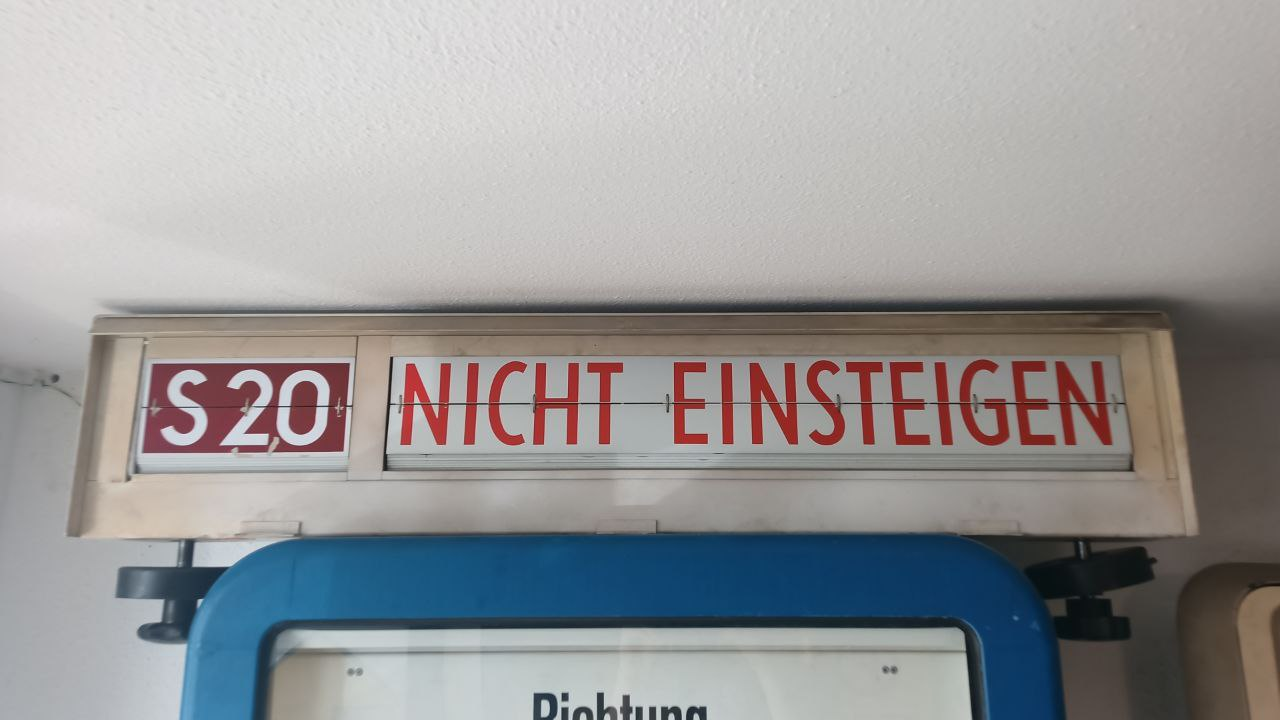
Älterer Fallblattanzeiger der BR 470/471 mit Linie S20. Linie und Ziel konnten getrennt voneinander mittels Drehknopf eingestellt werden.

Mit Fertigstellung des City-Tunnels im Jahr 1979 wurden die Linie S10 eingestellt und die S1 und S2 in den City-Tunnel verlegt; die Verbindung über Dammtor wurde von der neueingerichteten S11 übernommen. Nach Inbetriebnahme der Harburger S-Bahn wurde die S2 im City-Tunnel durch die S3 ersetzt und unter der neuen Bezeichnung S21 über Dammtor geführt, in der Hauptverkehrszeit zunächst noch bis Pinneberg. Die Bezeichnung „S2“ wurde danach nur noch für Verstärkerfahrten in der Hauptverkehrszeit durch den City-Tunnel bis Altona verwendet, zunächst ohne Halt zwischen Rothenburgsort und Nettelnburg (später Allermöhe).
Mitte der 1980er Jahre wurde die S11 zur reinen Verstärkerlinie. Den Regelbetrieb auf der Verbindungsbahn übernahm die neugeschaffene S31. Die damit hergestellte Linienstruktur mit vier Haupt- (S1, S21, S3, S31) und zwei Verstärkerlinien (S11, S2) und Führung der einstelligen Linien über den City-Tunnel und der zweistelligen über die Verbindungsbahn wurde im Wesentlichen unverändert bis zur Einführung des aktuellen Systems ab dem Fahrplanwechsel am 10. Dezember 2023 verwendet.
Auf den Linienanzeigern, die in den Fahrzeugen der Baureihen 470 und 471 hinter das mittlere Frontfenster gesteckt wurden, war zudem eine Liniennummer S20 vorhanden.
Nach dem Zweiten Weltkrieg wurden bis 2002 zudem Züge auf Strecken des Regionalverkehrs ebenfalls als S-Bahn bezeichnet; Linienbezeichnungen erhielten sie nach Einführung des Gemeinschaftsfahrplans des HVV. Die S4 (heute RB81) verkehrte mit lokbespannten Zügen zwischen Hauptbahnhof und Ahrensburg, die S5 zwischen Altona bzw. Pinneberg und Elmshorn (RB71 und RB61), und – vor Verlängerung der elektrischen S-Bahn nach Aumühle im Jahr 1969 – die S6 zwischen Bergedorf und Friedrichsruh (RE1). Die Bezeichnung „S3“ trugen ursprünglich die Regionalzüge zwischen Hauptbahnhof und Maschen sowie Neugraben (RE5 und RB31). Nach Eröffnung der Harburger S-Bahn 1983/1984 wurden sie, wie auch die Nahverkehrszüge nach Hittfeld (RB41), als Linie „zu S3“ geführt. Entsprechend liefen die Fahrten zwischen Aumühle und Friedrichsruh unter der Bezeichnung „zu S21“.

### Fahrplan
Die Hamburger S-Bahn verkehrt täglich von ca. 4 Uhr bis etwa 1 Uhr. Seit Ende 2005 besteht bei der S-Bahn sowie bei der U-Bahn in den Nächten von Freitag auf Sonnabend sowie vor Sonn- und Feiertagen ein durchgehender Nachtverkehr.
Die Züge verkehren nach einem Taktfahrplan. Der Grundtakt beträgt auf allen Linien tagsüber zehn, am frühen Morgen und in der Nacht zwanzig Minuten. Auf den Linien S1 und S2 wird die Frequenz während der Hauptverkehrszeiten auf den besonders aufkommensstarken Streckenabschnitten zusätzlich von sechs auf zwölf Züge je Stunde und Richtung erhöht, wobei kein exakter 5-Minuten-Takt, sondern ein 4/6-Minuten-Takt gilt. Durch Bündelung mehrerer Linien auf einzelnen Strecken, insbesondere auf der City-S-Bahn und auf der Verbindungsbahn, ergeben sich abschnittsweise kürzere Zugfolgen.
Die Außenäste Blankenese – Wedel, Bergedorf – Aumühle und Neugraben – Buxtehude/Stade werden teilweise mit längeren Taktabständen bedient; Wedel und Aumühle werden nur in den werktäglichen Hauptverkehrszeiten alle 10, ansonsten alle 20 Minuten angefahren, Buxtehude wird nur werktags in den Hauptverkehrszeiten alle 10, ansonsten tagsüber alle 20 Minuten und am Wochenende sowie an Feiertagen halbstündlich bedient, Stade nur in den Hauptverkehrszeiten alle 20 Minuten, ansonsten stündlich.
Weiterhin verkehrt die S5 in den Tagesrandzeiten nur zwischen Elbgaustraße und Berliner Tor, und der Abschnitt Ohlsdorf – Hamburg Airport wird nicht bedient. Zudem wird auf der Linie S5 am Wochenende kein durchgehender Nachtverkehr angeboten; der Abschnitt von Neugraben bis Stade wird zu diesen Zeiten stattdessen durch die S3 bedient.
Die Symmetrieminute der Fahrpläne liegt wie bei der U-Bahn abweichend zur in Europa üblichen etwa bei :x1.

### Zugbeeinflussung und automatischer Fahrbetrieb
Die Hamburger S-Bahn nutzt als Zugbeeinflussung die PZB. Auf den mit Gleichstrom betriebenen Strecken wird eine vom allgemeinen System der DB abgewandelte Variante I 60 und I 60 R verwendet. So wird nach einer 1000-Hz-Beeinflussung eine Geschwindigkeit von 65 km/h überwacht. Des Weiteren wurde auf eine restriktive Überwachung („Wechselblinken“) verzichtet; nur nach einem Halt und während einer 500-Hz-Beeinflussung wird der Modus 500 Hz restriktiv aktiviert (max. 20 km/h auf einer Strecke von 80 m). Die Geschwindigkeitsüberwachung während der 500-Hz-Überwachung liegt bei 42 km/h. Das Fahrzeug darf bei der 500-Hz-Beeinflussung nicht schneller als 50 km/h fahren. Auf der Wechselstromstrecke wird das gleiche PZB-Betriebsprogramm wie bei der Fernbahn in der mittleren Zugart (Überwachungsgeschwindigkeit: 70 km/h) verwendet. Dazu muss der Triebfahrzeugführer an der Systemwechselstelle in Neugraben zwischen S-Bahn-PZB und DB-PZB umstellen.

Im Rahmen des Projektes „Digitale S-Bahn Hamburg“ wird auf dem Abschnitt Berliner Tor–Aumühle der Bahnstrecke Hamburg–Aumühle ein automatischer Fahrbetrieb in Kombination mit ETCS Level 2 erprobt. Die Planungen dafür begannen im Juli 2017 im Rahmen einer zunächst auf drei Jahre befristeten „Smart-City“-Partnerschaft zwischen der Stadt Hamburg und der Deutschen Bahn. Im Rahmen einer Machbarkeitsstudie sollte die Automatisierung des S-Bahn-Betriebs zunächst auf einem Abschnitt untersucht werden. Darüber hinaus sollte sie Ausblick auf die Möglichkeiten eines automatischen Betrieb des gesamten Netzes geben. Etwa 200 Mitarbeiter der Deutschen Bahn und Siemens sind an dem 60-Millionen-Euro-Projekt beteiligt. Zur schnellen Realisierung arbeiteten DB und Siemens im Rahmen einer Forschungs- und Entwicklungskooperation zusammen.
Im April 2019 wurde das Elektronische Stellwerk der Strecke (SIMIS C) hochgerüstet. Im ersten Halbjahr 2020 wurden 79 Hauptsignale mit ETCS-Halttafeln ausgerüstet. Die Abnahme der ETCS-Streckeneinrichtung fand im August 2020 statt. Die Teststrecke wurde im Februar 2021 in Betrieb genommen, daraufhin folgten bzw. folgen Gesamtsystemtests und Vorlaufbetrieb. Das Genehmigungsverfahren für den Fahrgastbetrieb wird vorbereitet (Stand: August 2021). Im Oktober 2021 beginnt der Einsatz im Fahrgastbetrieb. Dabei soll der Automatisierungsgrad GoA2 angewendet werden, bei dem der Triebfahrzeugführer im Störungsfall eingreifen kann. Im Bahnhof Hamburg-Bergedorf verlässt der Triebfahrzeugführer am Bahnsteig den Zug, der fahrerlos ins Kehrgleis fährt und dort wendet. Das entspricht dem Automatisierungsgrad GoA4.
Für Untersuchungen zu einem möglichen Einsatz im gesamten Netz stellt die Stadt Hamburg 1,5 Millionen Euro zur Verfügung. Erwartet werden Kapazitätserweiterungen von 20 bis 30 Prozent. Nach anderen Angaben soll die Zugfolge von drei Minuten auf bis zu 90 Sekunden verkürzt werden. Die pilotierte Technik soll auch im übrigen S-Bahn-Netz zum Einsatz kommen. Die Strecke Berliner Tor – Bovestraße der zukünftigen S4 soll ebenfalls mit ETCS Level 2 ausgerüstet werden.
Im Ergebnis einer im Oktober 2021 in Eckpunkten bekanntgegebenen Machbarkeitsstudie der S-Bahn Hamburg soll das gesamte Netz digitalisiert werden. Durch den Netzausbau und dessen Digitalisierung sollen das S-Bahn-Angebot um 30 Prozent ausgebaut und Folgeverspätungen um 40 Prozent reduziert werden. Die erwarteten Kosten liegen bei etwa 800 Millionen Euro, darunter 620 Millionen Euro für die Infrastruktur und weitere 175 Millionen Euro für die Ausrüstung der Fahrzeuge. Mit 7,7 Millionen Euro aus Mitteln der Stadt Hamburg soll eine Nachrüstung der bestehenden Flotte ermöglicht werden. Nach einjähriger Verzögerung gab der Bund Mitte 2024 20 Millionen Euro für die Planung eines Digitalen Stellwerks frei.
Am 29. August 2022 fuhr der erste digitale S-Bahn-Zug unter „ATO over ETCS“ im regulären Fahrgastbetrieb. Die Triebzüge 4046 und 4047 der modifizierten Baureihe 474.4 werden planmäßig montags bis freitags im teilautomatisierten Betrieb auf der Linie S2 eingesetzt.

### Betriebsqualität
Für den Betrieb der S-Bahn gilt als Ziel eine Pünktlichkeit von mindestens 94,0 % aller tatsächlichen Haltestellenankünfte. Eine Ankunft bis zu 3 Minuten nach der planmäßigen Ankunft gilt als pünktlich. Ausgefallene Fahrten werden für diese Quote nicht berücksichtigt. Im Jahr 2022 erreichte die S-Bahn eine Pünktlichkeit von 94,5 %; 1,7 % der Fahrten fielen aus.

## Stationen
Die Hamburger S-Bahn verfügt über 70 Haltepunkte und Bahnhöfe, von denen 55 in Hamburg, acht in Schleswig-Holstein und sieben in Niedersachsen liegen.

### Typologie
Das Netz verfügt über insgesamt elf Tunnelstationen, die ausnahmslos auf Hamburger Gebiet liegen. Es sind dies die fünf Haltepunkte der City-S-Bahn (Jungfernstieg, Königstraße, Landungsbrücken, Reeperbahn und Stadthausbrücke), die drei Stationen im Harburger Kerngebiet (Harburg, Harburg Rathaus und Heimfeld), die Station Hamburg Airport, das Stationsbauwerk der S-Bahn am Bahnhof Altona und der Bahnsteig der westwärts fahrenden Züge am Hauptbahnhof (Gleis 1 und 2).
Die Mehrzahl der Stationen verfügt über Mittelbahnsteige. An den Knotenpunkten Hauptbahnhof und Altona gibt es für die stadtein- und stadtauswärts fahrenden Züge jeweils separate Mittelbahnsteige, die im Richtungsverkehr betrieben werden. Am Endpunkt in Pinneberg sind die Gleise der S-Bahn zwischen einem Seiten- und einem Mittelbahnsteig angeordnet, dessen andere Bahnsteigkante von den Zügen des Regionalverkehrs genutzt wird. Seitenbahnsteige gibt es darüber hinaus bei den dreigleisigen S-Bahnhöfen Bergedorf, Berliner Tor (unten), Blankenese, Neugraben und Harburg Rathaus, an den zweigleisigen Haltepunkten Billwerder-Moorfleet (seit der Trennung vom Fernverkehr durch viergleisigen Ausbau Mitte der 1990er Jahre) und Elbbrücken, an den eingleisigen Haltestellen Iserbrook und Stade sowie an allen Stationen der Wechselstromstrecke auf der Niederelbebahn.
Die Bahnsteige der Mehrzahl der Stationen sind mindestens 200 Meter lang und somit für Langzüge ausgelegt. Hiervon ausgenommen sind die Streckenabschnitte Wedel – Ottensen, Wandsbeker Chaussee – Hamburg Airport/Poppenbüttel, Bergedorf – Aumühle und die Wechselstromstrecke Fischbek – Stade, die jeweils lediglich nur durch Vollzüge bedient werden können. Die Bahnsteige entlang des Abschnitts Wandsbeker Chaussee – Barmbek sind dabei grundsätzlich für Langzüge geeignet, werden jedoch durch Sperrgitter an den Bahnsteigenden auf Vollzuglänge gekürzt.

### Ausstattung

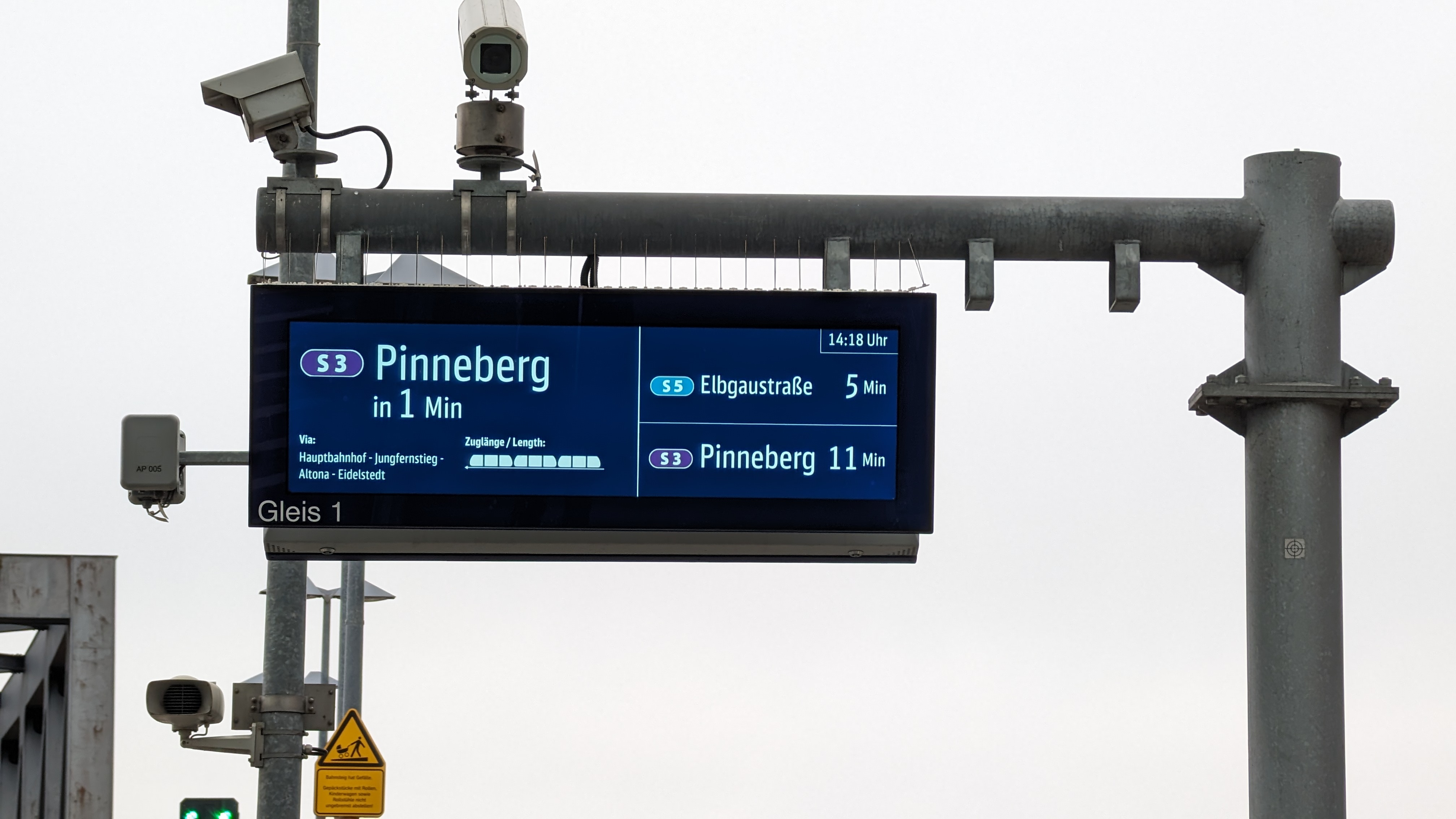
Fahrtzielanzeiger der seit August 2020 eingebauten Generation

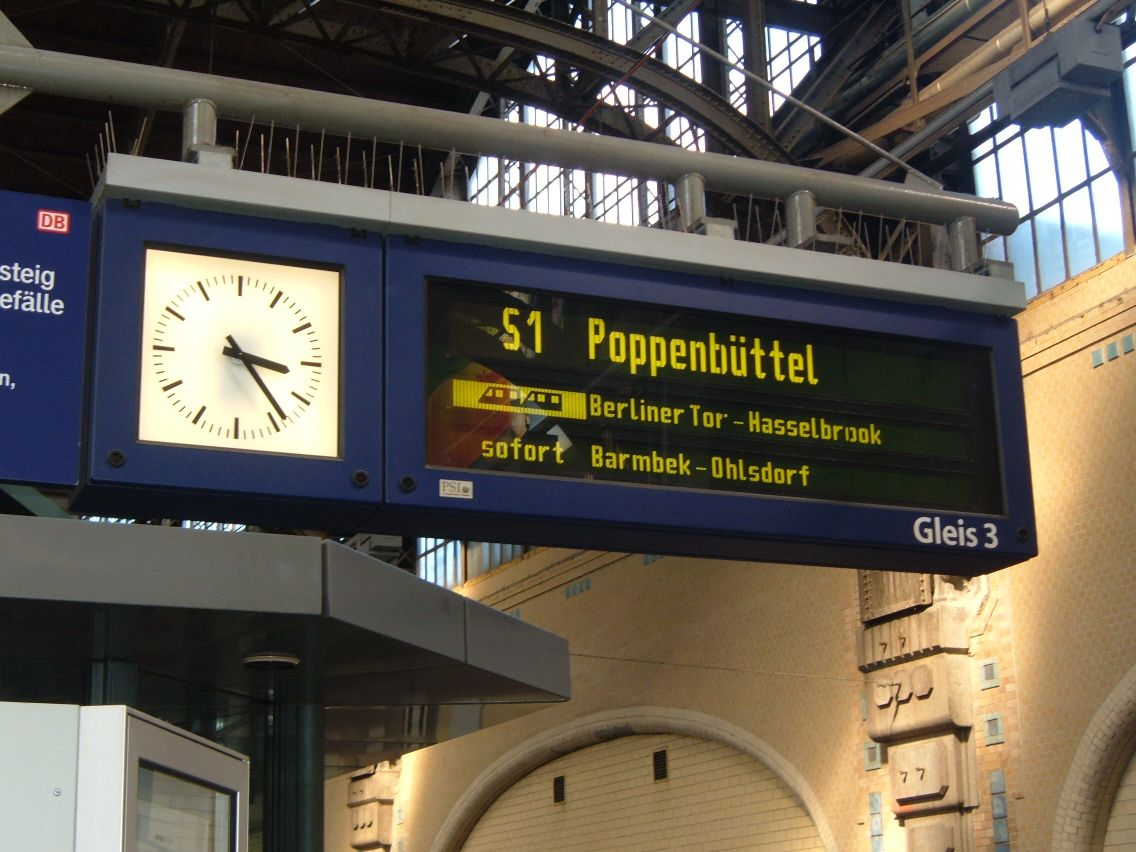
Fahrtzielanzeiger der zwischen 2001 und 2011 genutzten Bauart

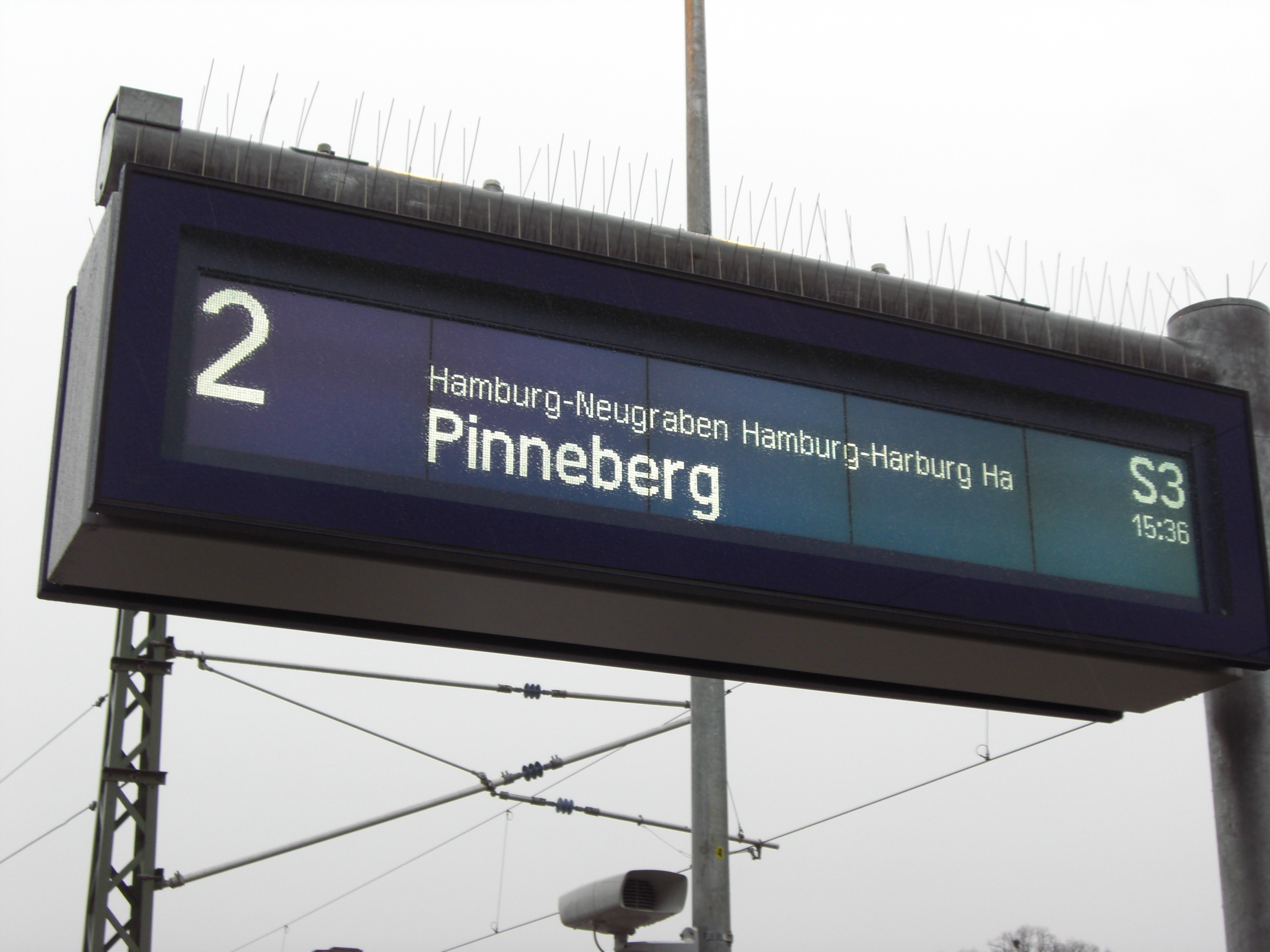
2023 abgebauter DB-Zugzielanzeiger in Buxtehude

Während bis etwa 2002 Fallblattanzeiger des italienischen Herstellers Solari & C. Udine genutzt wurden, verwendet die S-Bahn im gesamten Netz heute dynamische Fahrtzielanzeiger, die zentral vom Betriebsführungssystem (IMS) der S-Bahn angesteuert werden: zum einen einen älteren Typ mit dreizeiliger Matrixanzeige, der zwischen 2001 und 2011 installiert wurde, und zum anderen einen neueren Typ mit hochauflösenden Flüssigkristallmonitoren, der seit August 2020 installiert wird und den älteren Typ ersetzen soll. Auf den Stationen der Wechselstromstrecke nach Stade wurden bis 2023 die dynamischen Standardanzeiger von DB Station&Service durch die S-Bahn genutzt, bis diese durch das neuere Modell der S-Bahn ersetzt wurden.
Die Anzeiger stellen Informationen zu Liniennummer, Ziel und Laufweg des nächsten Zuges sowie zu Zugstärke (Kurzzug, Vollzug oder Langzug) und die Restwartezeit bis zur Abfahrt in Minuten dar. Weiterhin werden die nachfolgenden zwei Züge mit Liniennummer, Ziel und Restwartezeit bis zur Abfahrt in Minuten sowie bedarfsweise weitere Informationen wie Hinweise auf Zugbehandlungen, Fahrplanabweichungen oder Informationen zu Zuglaufstörungen dargestellt. Während die letztgenannten Informationen bei den Anlagen mit Matrixanzeige über Wechseltexte eingespielt werden, werden sie bei den Anlagen mit neueren Modellen permanent dargestellt. Zusätzlich angezeigt wird auf einigen Bahnhöfen der Halteplatz der Züge am Bahnsteig sowie die Auslastung der Wagen.
Als weitere Fahrgastinformationseinrichtung stehen an allen Haltestellen kombinierte Notruf- und Informationssäulen mit Videoüberwachung zur Verfügung, über die die Fahrgäste direkten Kontakt zur Serviceleitzentrale der S-Bahn aufnehmen können.
Am Hauptbahnhof findet sich auf dem Bahnsteig der Gleise 3 und 4 im Abfahrtsbereich der vorderen, zum Flughafen verkehrenden Zugteile der Linie S1 ein Monitor, der über die aktuellen Ankunfts- und Abflugzeiten informiert. Ähnliche Monitore befinden sich in der Station Hamburg Airport. Am Flughafen im Bereich der Gepäckrückgabe findet sich ein Informationssystem zu den Abfahrten der S-Bahn und zu den Anschlusszügen des Regional- und Fernverkehrs am Hauptbahnhof.
Um die Identifikation der Zughälfte zu erleichtern, die zum Flughafen fährt, verfügen alle Stationen zwischen Wedel und Ohlsdorf über Wagenstandsanzeiger bzw. Abschnittsmarkierungen auf dem Bahnsteig, die die entsprechende Zughälfte ausweisen.
Alle Tunnelhaltestellen und Streckentunnel sind mit Verstärkern für die Benutzung von Mobiltelefonen ausgestattet.

#### Projekt Lightgate
Um die Verteilung der einsteigenden Fahrgäste am Bahnsteig zu verbessern, sollen auf den Anzeigern künftig auch Informationen über die Auslastung der einzelnen Wagen der Züge bereitgestellt werden. Die Messung erfolgt mit Hilfe von Sensoren, die neben der Auslastung der Wagen auch Baureihe und Geschwindigkeit eines Zuges erkennen und die gesammelten Informationen an die jeweilige Folgehaltestelle übermitteln und dort anzeigen lassen. In der Pilotphase sollen 16 Stationen im Innenstadtbereich mit der Technik ausgestattet werden.

### Zugänglichkeit und Barrierefreiheit
Von den 70 Haltepunkten und Bahnhöfen des S-Bahn-Netzes sind 61 mit Aufzügen oder Rampen ausgestattet und so auch für Fahrgäste mit verminderter körperlicher Beweglichkeit wie beispielsweise Rollstuhlfahrer uneingeschränkt zugänglich. Die Bahnsteighöhe beträgt im gesamten Gleichstromnetz sowie an den Stationen Buxtehude (nur der Bahnsteig für dort endende Züge) und Stade der Wechselstromstrecke einheitlich 96 cm, sodass dort ein stufenloser Zugang zu den Zügen besteht.
An den restlichen Stationen der Wechselstromstrecke beträgt die Bahnsteighöhe abweichend 76 cm, womit hier eine Stufe zum Wagenboden zu überwinden ist.
Zur Überbrückung des Spalts und der ggf. vorhandenen Höhendifferenz zwischen Bahnsteig und Zug verfügen die Züge über mobile Rampen, die vom Triebfahrzeugführer im Bedarfsfall von Hand aufgestellt werden können.
Im Wechselstromnetz sind diese auf dem Bahnsteig stationiert, da hier ein Spalt mit Höhenunterschied zu überwinden ist.

#### Ausbau
Der Senat verfolgt den barrierefreien Ausbau aller S-Bahn-Stationen im Hamburger Stadtgebiet bis zur Mitte der 2020er Jahre. Der Ausbau umfasst im Wesentlichen die Schaffung eines stufenfreien Zugangs zu den Bahnsteigen und die Installation eines taktilen Blindenleitsystems.
Nach Umsetzung der geplanten Maßnahmen wären mit Ausnahme der an der Wechselstromstrecke in Niedersachsen gelegenen Stationen Agathenburg, Dollern und Neukloster alle Haltestellen der S-Bahn barrierefrei zugänglich. Gleichwohl bestünde an der Mehrzahl der Stationen der Wechselstromstrecke weiterhin eine Stufe zum Wagenboden, da die Bahnsteige nicht von der bisherigen Höhe von 76 cm auf die im restlichen Netz verwendete Höhe von 96 cm erhöht werden können, da die Strecke auch von Güterzügen mit überstehender Ladung genutzt wird, die mit höheren Bahnsteigen kollidieren könnten.
| Station              | Linien | Status            | Vrs. Fertigstellung | Anmerkungen                                                                                    |
| -------------------- | ------ | ----------------- | ------------------- | ---------------------------------------------------------------------------------------------- |
| Berliner Tor         |        | Anpassung geplant | Vsl. 2026/27        | Anpassung soll nach Abschluss der laufenden Brückenerneuerungen im Umfeld der Station erfolgen |
| Billwerder-Moorfleet |        | Anpassung geplant | 2026                | –                                                                                              |
| Diebsteich           |        | Anpassung geplant | 2027                | Anpassung erfolgt im Rahmen des Neubaus des neuen Fernbahnhofs Altona am Standort              |
| Jungfernstieg        |        | Anpassung geplant | 2026                | –                                                                                              |
| Königstraße          |        | Anpassung geplant | 2026                | –                                                                                              |
| Reeperbahn           |        | Anpassung geplant | 2026                | –                                                                                              |

### Verknüpfung mit anderen Verkehrsträgern

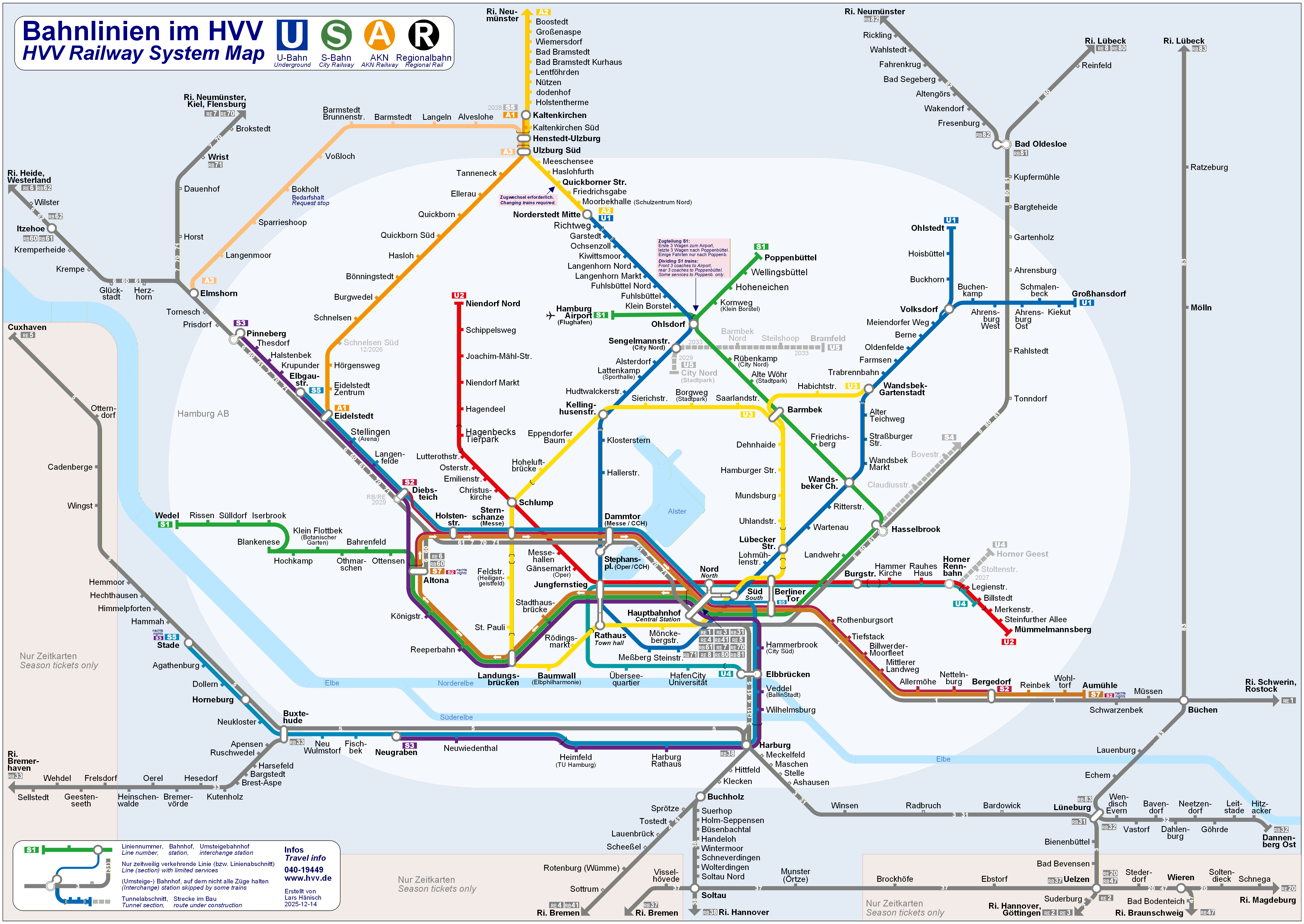
Bahnlinien im HVV

Die S-Bahn ist gut mit der U-Bahn verknüpft und bietet an den einzelnen Stationen überwiegend günstige Umsteigerelationen mit vergleichsweise kurzen Laufwegen zwischen den Bahnsteigen der beiden Verkehrsmittel. Am Hauptbahnhof und an den Stationen Altona, Bergedorf, Dammtor und Harburg besteht ein Übergang zum Fern- und Regionalverkehr. Ferner bieten Buxtehude, Hasselbrook, Horneburg, Pinneberg und Stade einen Übergang zum Regionalverkehr an.
An der Station Landungsbrücken besteht ein Übergang zu den Elbfähren der HADAG, am Jungfernstieg zu den Alsterschiffen der Alster-Touristik. Letztere sind jedoch nicht in den Tarif des HVV integriert.
Viele S-Bahn-Stationen sind als wichtige Knotenpunkte mit dem Busnetz verbunden, beispielsweise in Altona, Barmbek, Bergedorf, Harburg und Poppenbüttel, hier jeweils mit komplexen Busstationen. Am Hauptbahnhof besteht ferner Zugang zum ZOB mit überregionalen und internationalen Busverbindungen.
Der Hauptbahnhof und die Stationen Altona, Barmbek, Bergedorf, Berliner Tor, Dammtor, Elbbrücken und Harburg sind mit sogenannten hvv switch-Punkten (bis Anfang 2020: switchh) verknüpft, an denen Zugang zu Leihstationen des städtischen Fahrradverleihdienstes StadtRAD Hamburg und zu Carsharing-Fahrzeugen verschiedener Anbieter wie Free2move und Miles besteht. Darüber hinaus verfügen alle S-Bahn-Stationen innerhalb des Rings 2 und in seiner näheren Umgebung ebenfalls über StadtRAD-Stationen. Weiterhin stehen an 36 Stationen der S-Bahn kostenpflichtige P+R-Anlagen zur Verfügung.
An folgenden Stationen bestehen Übergänge zwischen S-Bahn und U-Bahn sowie der AKN:
| Station/Stationskomplex                         | Verknüpfte Schnellbahnlinien | Anmerkungen |
| ----------------------------------------------- | ---------------------------- | --- |
| Barmbek                                         |                              | Halt von S- und U-Bahn an benachbarten Inselbahnsteigen |
| Berliner Tor                                    |                              | separate Stationsbauwerke für S- und U-Bahn, die über einen kurzen oberirdischen Fußweg miteinander verbunden sind |
| Dammtor/Stephansplatz                           |                              | Dammtor ist über einen rund 150 Meter langen Fußweg mit Stephansplatz verbunden |
| Eidelstedt                                      |                              | Nutzung desselben Bahnsteigs durch S-Bahn und AKN; Verknüpfung wird mit Übernahme der Strecke der AKN durch die S-Bahn entfallen |
| Elbbrücken                                      |                              | separate Stationsbauwerke für S- und U-Bahn, die über eine rund 60 Meter lange, eingehauste Brücke miteinander verbunden sind |
| Hauptbahnhof/Hauptbahnhof Nord/Hauptbahnhof Süd |                              | viergleisige Stationsanlage der S-Bahn liegt zwischen den separaten Stationsbauwerken für die U-Bahn-Linien U1 und U3 (Hauptbahnhof Süd) und U2/U4 (Hauptbahnhof Nord) |
| Jungfernstieg/Rathaus                           |                              | größter Stationskomplex des Hamburger Schnellbahnnetzes mit vier Ebenen, bestehend aus der Station Jungfernstieg und der über eine unterirdische Fußgängerpassage mit ihr verbundenen U3-Station Rathaus; das Stationsbauwerk der S-Bahn liegt auf der −3-Ebene unter dem Bahnsteig der U1 und ist über eine Treppe direkt mit diesem verbunden |
| Landungsbrücken                                 |                              | separate, übereinander angeordnete Stationsbauwerke für S- und U-Bahn, S-Bahn auf −1-Ebene und U3 auf +2-Ebene |
| Ohlsdorf                                        |                              | Halt von S- und U-Bahn an benachbarten Inselbahnsteigen |
| Sternschanze                                    |                              | separate Stationsbauwerke für S- und U-Bahn mit kurzem unterirdischem Verbindungsweg |
| Wandsbeker Chaussee                             |                              | separate Stationsbauwerke für S- und U-Bahn mit kurzem Verbindungsweg über Straßenebene |

### Architektur

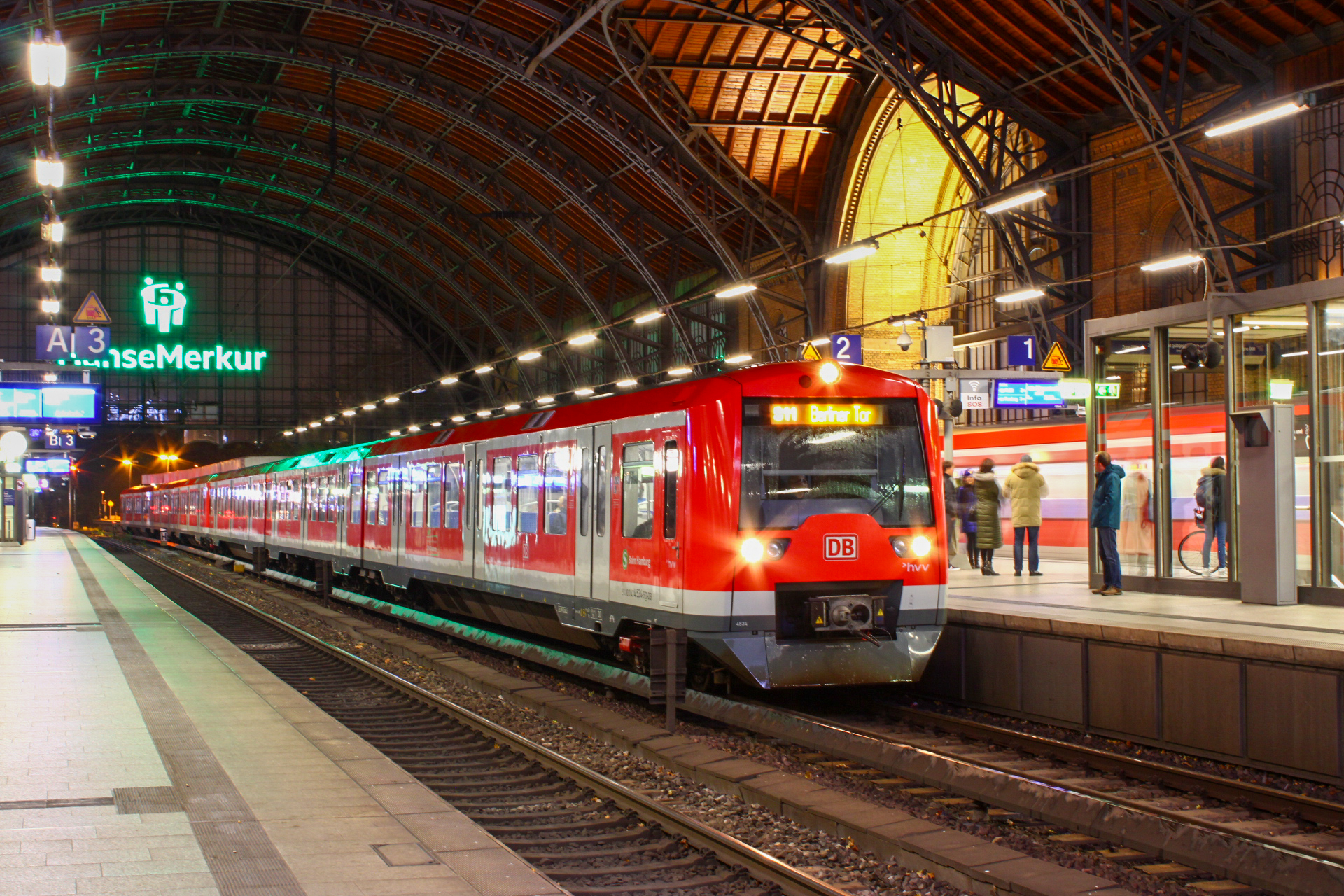
Haltepunkt Dammtor mit eingefahrenem Zug der Baureihe 474

Ehemaliges Bahnhofsgebäude von Sternschanze, von dem heute lediglich der Portalbereich erhalten ist

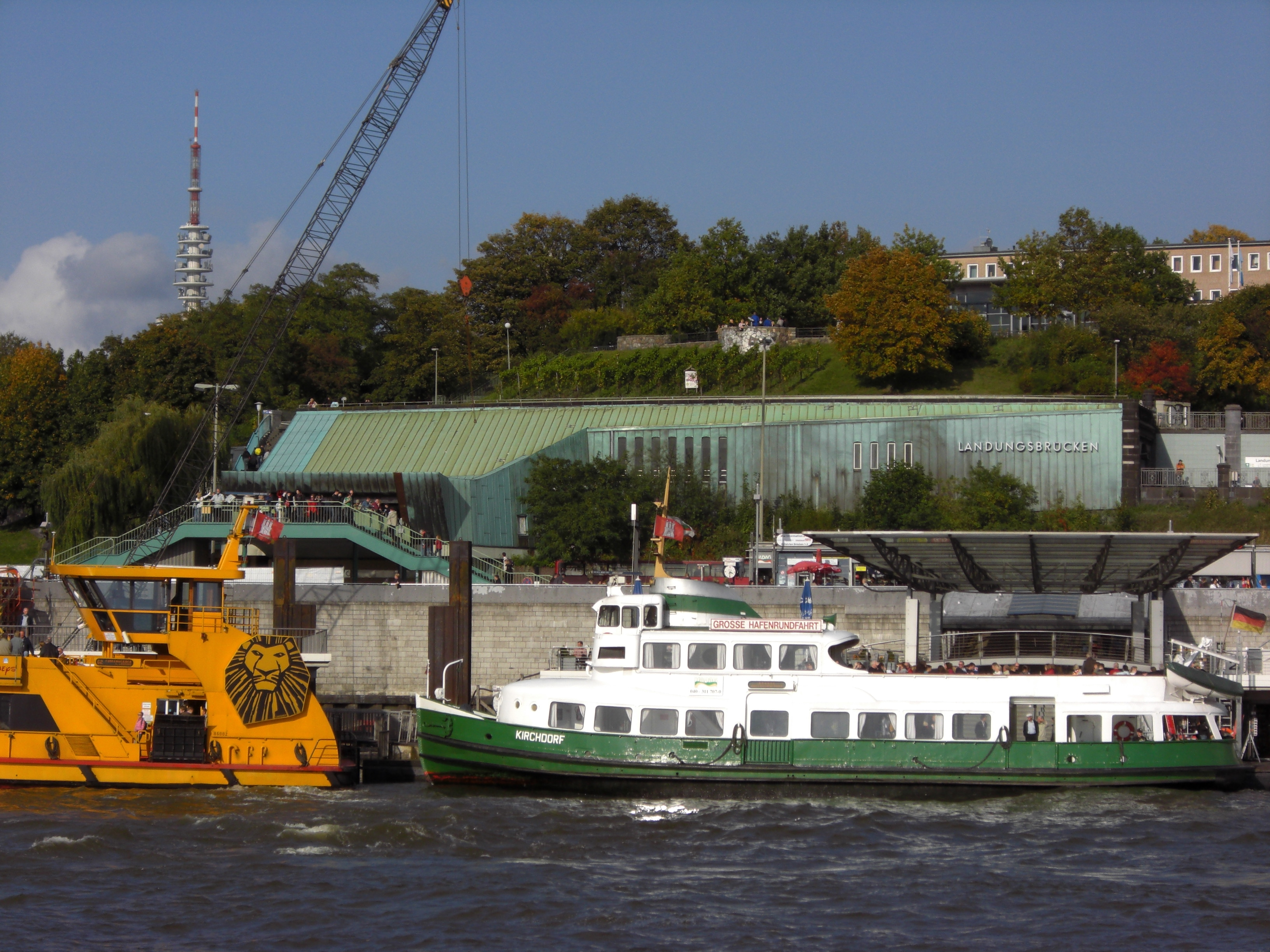
S- und U-Bahnhof Landungsbrücken von Süden

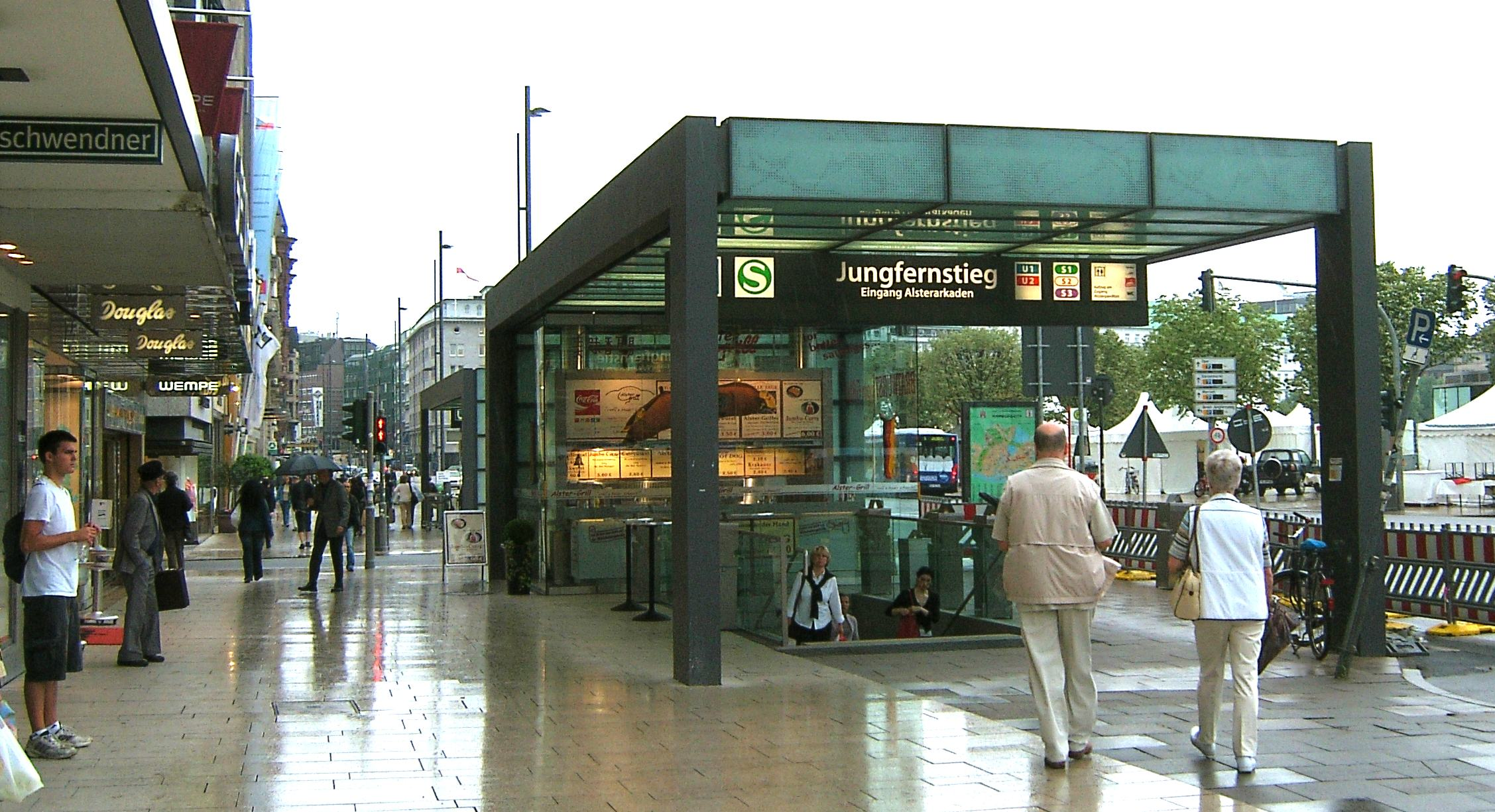
Zugangspavillon Jungfernstieg

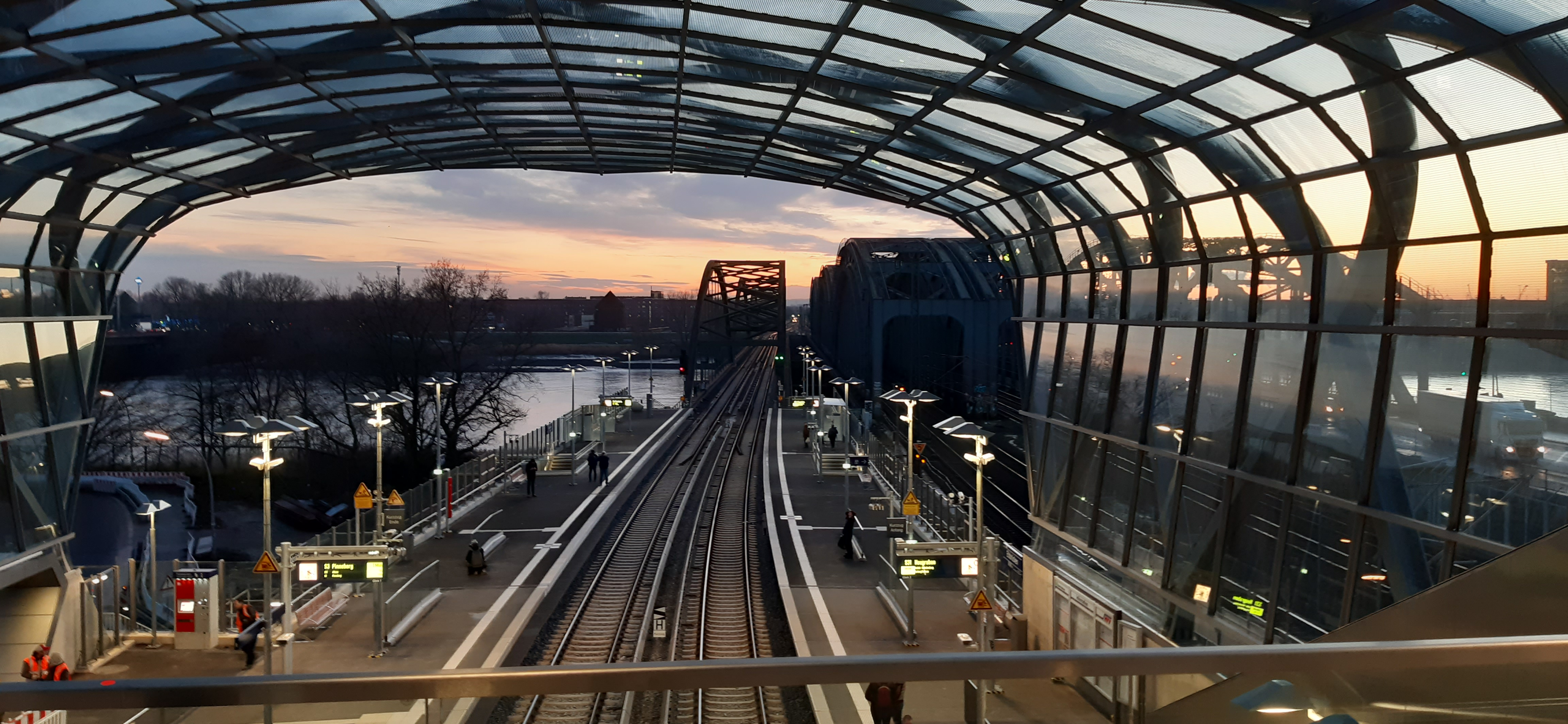
Blick vom Galeriegeschoss der Station Elbbrücken Richtung Süden

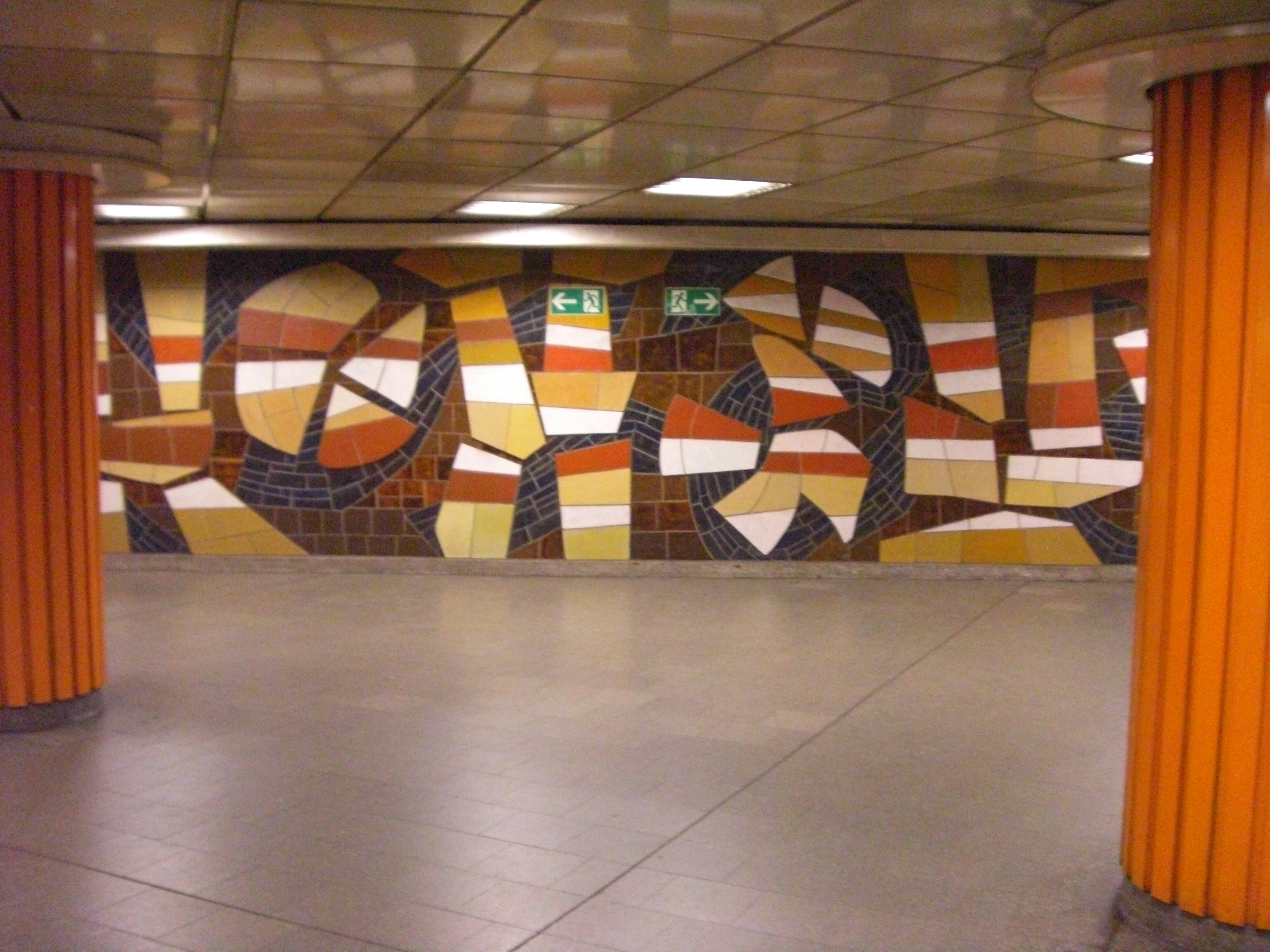
Stadthausbrücke: Der Farbkanon von Braun- und Orange-Tönen des mittlerweile entfernten Wandmosaiks der 1970er Jahre

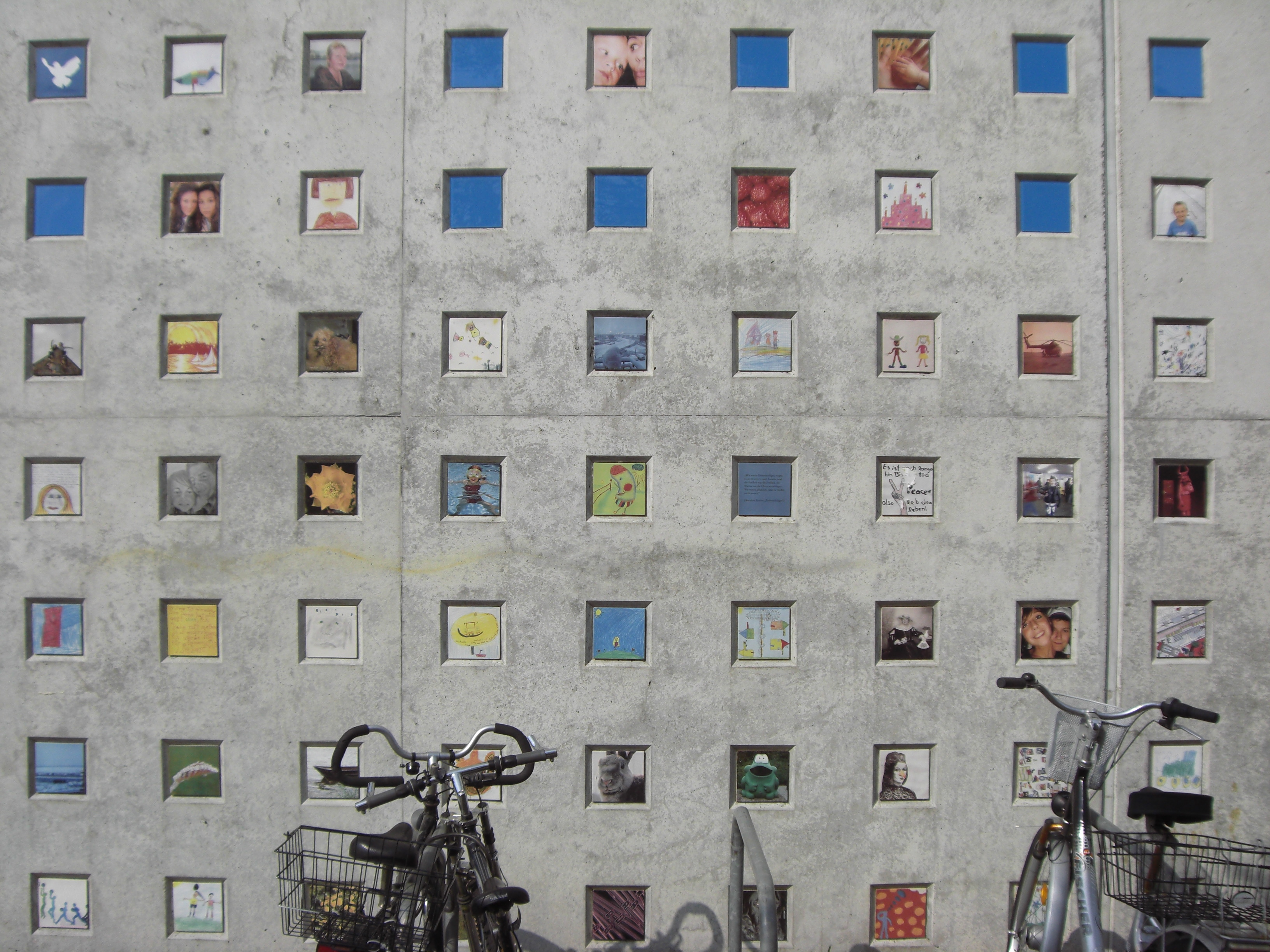
Allermöhe: Von Anwohnern gestaltete Fliesen als Bestandteil der Stationsgestaltung

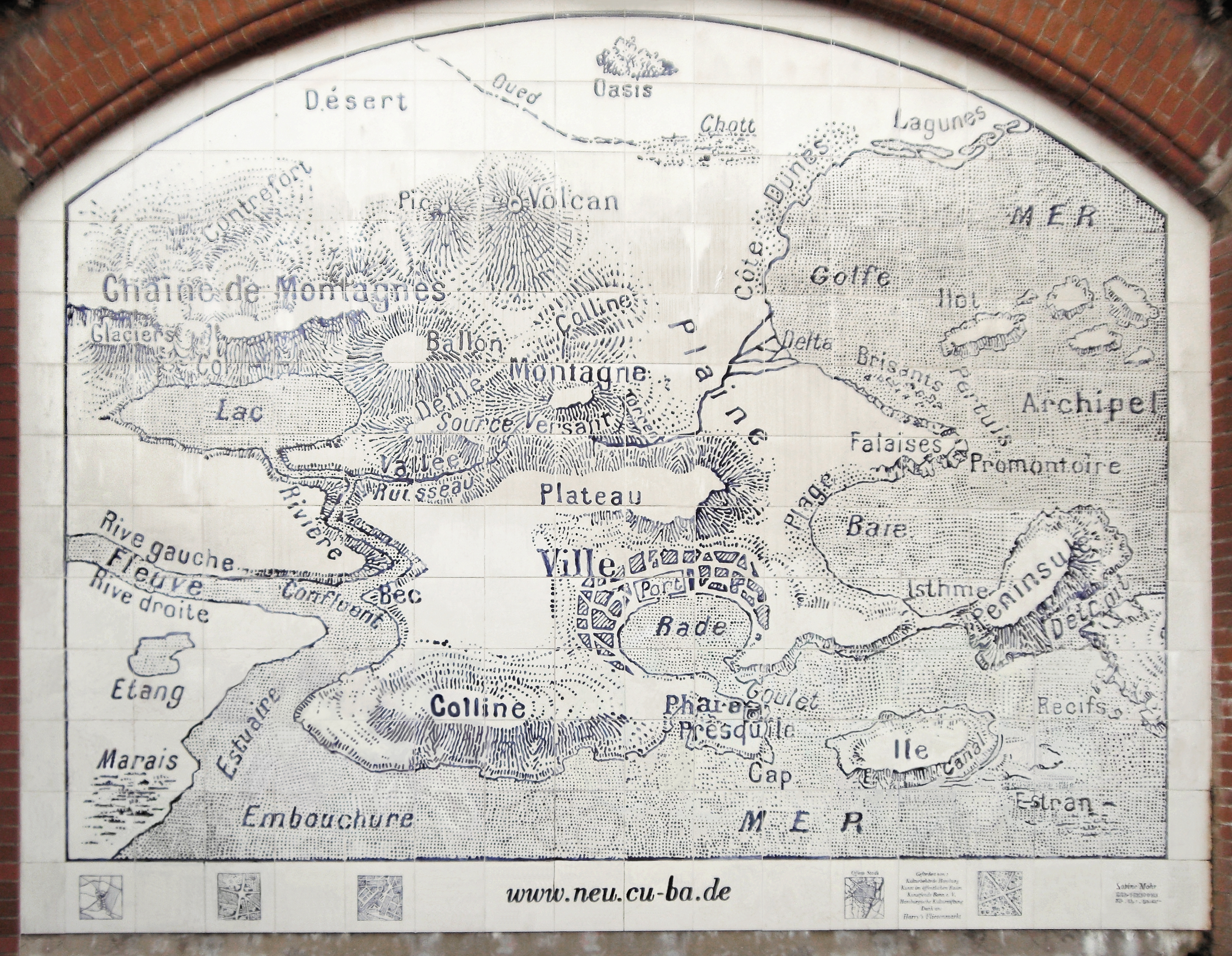
Künstlerische Landkarte an der Station Sternschanze

Die meisten Stationen zeichnen sich durch ein funktionsbetontes Design mit offenem Bahnsteig und einfachem Flachdach aus. Insbesondere die Stationen der in der zweiten Hälfte des zwanzigsten Jahrhunderts entstandenen Pinneberger, Neugrabener und Bergedorfer Strecken zeigen eine deutliche Zurückhaltung in der Gestaltung. Viele der ehemals vorhandenen Bahnhofsgebäude wurden im Zweiten Weltkrieg zerstört oder zu einem späteren Zeitpunkt abgerissen. Einige Empfangsgebäude wie beispielsweise die der Stationen Hasselbrook und Rübenkamp sind erhalten, fielen jedoch aus ihrer ursprünglichen Nutzung und werden heute anderweitig genutzt.
Zu den reizvolleren, noch erhaltenen frühen Stationen des Netzes gehören der 1903 in einem sparsamen Jugendstil errichtete Bahnhof Dammtor, der 1906 fertiggestellte wilhelminische Hauptbahnhof, das ebenfalls 1906 eröffnete, im Heimatschutzstil gestaltete Empfangsgebäude von Ohlsdorf und der ebenfalls in einem klaren, reduzierten Jugendstil gehaltene Bahnhof Aumühle von 1908.
Die Empfangsgebäude von Sternschanze und Holstenstraße waren wie Dammtor ursprünglich als repräsentative Stadtbahnhöfe nach Vorbild der Berliner Stadtbahn angelegt. Nachdem Sternschanze von den Luftbombardements des Zweiten Weltkrieges weitgehend verschont geblieben war, entschied sich der Senat in den 1970er Jahren zum Abbruch der Bahnhofshalle. Die von zwei Tonnendächern überspannte Bahnhofshalle von Holstenstraße wurde im Krieg weitgehend zerstört und schließlich in den 1980er Jahren vollständig abgetragen. Die Sockelbauwerke beider Bahnhöfe sind jedoch noch erhalten und geben Hinweise auf die ursprüngliche Gestalt. Ebenso spielt das in den 1980er Jahren errichtete postmoderne Bahnsteigdach von Holstenstraße auf Typologie und Stilistik der ursprünglichen Bahnhofshalle an.
Der heutige moderne Bau der Station Landungsbrücken wurde Ende der 1950er Jahre von Fritz Trautwein und Hans Loop entworfen und ersetzte ein im Zweiten Weltkrieg weitgehend zerstörtes, monumentaleres Gebäude von Emil Schaudt. Eine Besonderheit des Zugangsgebäudes ist, dass es schräg in den Hang des Stintfangs gebaut wurde. Ursprünglich wurde die Station nur von der Ringlinie der U-Bahn bedient; der Zugang zur S-Bahn folgte erst mit dem Bau der City-S-Bahn in den 1970er Jahren.
Die minimalistischen Eingangspavillons der Haltestelle Jungfernstieg wurden im Rahmen der Neugestaltung der gleichnamigen Promenade im Jahr 2006 errichtet. Der Entwurf stammt vom Hamburger Büro André Poitiers Architekt, das zusammen mit WES & Partner Landschaftsarchitekten das gestalterische Gesamtkonzept des Jungfernstiegs erarbeitet hat. Die Büros entwickelten neben den Zugängen sämtliche weiteren hochbaulichen Anlagen und Einbauten auf dem Jungfernstieg.
Die Viadukthaltestelle Hammerbrook zeichnet sich durch ihr futuristisches Design der Architektengemeinschaft Schramm, Pempelfort, von Bassewitz und Hupertz aus, das Assoziationen an die Dynamik und Geschwindigkeit eines Zuges wecken soll. Hammerbrook ist zudem die einzige Viadukthaltestelle des Netzes.
Dem Flughafenbahnhof Hamburg Airport fallen besondere repräsentative Funktionen gegenüber Besuchern der Stadt zu, und seine Gestaltung spiegelt diesen Anspruch wider; der einzige Untergrundbahnhof mit zweigeschossiger Bahnsteighalle im Hamburger S-Bahn-Netz wird von einem weiten Tonnengewölbe überspannt, dessen helle Farbgebung die großzügige Raumwirkung zusätzlich unterstützt. Die narrative Architektur des Bahnhofes spielt mit verschiedenen aeronautischen Motiven; eine über den Bahnsteig ragende Stahlträgerkonstruktion, die einen Fußgängersteg aufnimmt, erinnert zusammen mit dem Gewölbe an den Innenraum des Auftriebskörpers eines Luftschiffes. Die Trägerkonstruktion selbst greift eines der zentralen Gestaltungselemente der Terminalgebäude auf, das seinerseits von den Konstruktionsprinzipien des Flugzeugbaus abgeleitet ist. Auf diese Weise wird außerdem ein unmittelbarer gestalterischer Bezug zwischen Bahnhof und Flughafen geschaffen.
Die S-Bahn-Station Elbbrücken bildet eine gestalterische Einheit mit dem benachbarten gleichnamigen Endbahnhof der U-Bahn-Linie U4 und wurde wie dieser durch das Hamburger Büro gmp entworfen. Aufgrund ihrer Lage entlang der Bahnstrecke Wanne-Eickel–Hamburg, der Haupteisenbahnstrecke in südliche Richtung, zählen die Schnellbahnstationen wie zahlreiche andere bauliche Anlagen in der HafenCity zu den ersten städtebaulich-architektonischen Eindrücken, die Bahnreisende beim Erreichen der inneren Stadt erhalten. Weiterhin ist das Gebiet rund um die Elbbrücken als eines der Teilquartiere der HafenCity mit der höchsten Öffentlichkeitsorientierung und dem höchsten erwarteten Besucheraufkommen konzipiert, wobei mit Blick auf ein geplantes Kongresshotel mit rund 500 Zimmer auch mit einem höheren Anteil internationaler Nutzer zu rechnen ist. Die Entwürfe der Stationen tragen dieser in mehrfacher Hinsicht repräsentativen Lage Rechnung und sind deutlich aufwendiger als im Großteil des restlichen Netzes. Weiterhin besteht von Seiten der Freien und Hansestadt Hamburg das Ziel, den ÖPNV zum Hauptträger des Verkehrs in der HafenCity zu machen, was durch eine anspruchsvolle und hochwertige Stationsgestaltung ebenfalls unterstützt wird. Die Gestaltung beider Stationen greift das Stahlfachwerk der südlich angrenzenden Elbbrücken auf und übersetzt dieses in einen jeweils extrem reduzierten Entwurf, der im Wesentlichen aus einer netzartigen Stahlträgerkonstruktion besteht, die den Bahnsteig umschließt. Als Witterungsschutz sind die Innenseiten der Konstruktionen zusätzlich mit einer geschlossenen Glashaut bedeckt. Die Stationen unterscheiden sich im Wesentlichen in der Länge und im Profil der Bahnsteighallen voneinander. Während die S-Bahn-Station über eine etwa 60 Meter lange Halle mit annähernd rechteckigem Profil verfügt, ist die Halle der U-Bahn-Station 130 Meter lang und beschreibt ein abgeflachtes Oval.
Die meisten der Tunnelhaltestellen waren ursprünglich in verschiedenen Dekors aus kleinformatigen Fliesen gestaltet. Ausnahmen waren bzw. sind die Stationen Jungfernstieg, deren Wände mit großformatigen Emailplatten verkleidet waren, und Hamburg Airport, deren Wände vorwiegend mit lackierten Metallplatten gestaltet sind. Dekors und Farbwahl der gefliesten Bahnhöfe entsprachen zeitgenössischen Geschmackstendenzen der späten 1970er und frühen 1980er Jahre. Im Rahmen der seit 2016 laufenden Neugestaltung der Tunnelstation (siehe hier) wurden Fliesen durch großformatige Metall- und Verbundmaterialelemente in teilweise neuer Farbgebung – beispielsweise die dunkelbraunen und beigefarbenen Fliesen am Hauptbahnhof durch goldfarbene Metallpaneele – ersetzt.

### Kunst als Teil der Stationsgestaltung
Im Gegensatz zu den Anlagen der Hochbahn finden sich in den Stationen der S-Bahn kaum Erzeugnisse von Kunst am Bau.
Beispiele künstlerischer Gestaltungs- und Dekorationselemente sind hauptsächlich in den Tunnelhaltestellen der City-S-Bahn und der Harburger S-Bahn vorhanden. Die insgesamt individuellere Gestaltung der Tunnelhaltestellen ist u. a. darauf zurückzuführen, dass Fahrgäste in den Tunnelstationen nicht die Möglichkeit haben, sich an der Bahnhofsumgebung zu orientieren, und daher auf die deutliche Unterscheidbarkeit der Haltestellen selbst angewiesen sind. Zu den wenigen, mittlerweile jedoch entfernten Beispielen für Kunst am Bau zählten ein Wandmosaik im östlichen Verteilergeschoss der 1975 eröffneten Station Stadthausbrücke und eine Reihe großformatiger Bilder an den Bahnsteighinterwänden der im selben Jahr eröffneten Station Landungsbrücken. Die Bilder stammten ursprünglich vom Hamburger Künstler Volker Meier, zeigten abstrakte Uferlandschaften und wiesen zusammen mit Anker- und Wellenmotiven an Wänden und Stützpfeilern auf die nahegelegene Elbe und den Hamburger Hafen hin. 2010 wurden Meiers Bilder gegen Fotografien des Segelschiffs Rickmer Rickmers, einer bekannten Touristenattraktion an den Landungsbrücken, ausgetauscht. Gleichzeitig mit dem Tausch der Bilder an der Station Landungsbrücken wurden an den Tunnelstationen Stadthausbrücke, Reeperbahn, Harburg und Heimfeld weitere Bilder mit lokalen Bezügen angebracht. Ein weiteres Beispiel für Kunst am Bau findet sich an der 1999 nachträglich zwischen Mittlerer Landweg und Nettelnburg eingerichteten Station Allermöhe. Der in Sichtbeton ausgeführte Sockelbau des Stationsgebäudes war zunächst mit einem Raster quadratischer, einheitlich blauer Fliesen dekoriert. Im Rahmen eines Wettbewerbs zur Förderung der Kunst im öffentlichen Raum, der von einem örtlichen Kunstverein ausgelobt wurde, wurden im Jahr 2007 200 der ursprünglichen Fliesen durch Fabrikate ersetzt, die individuelle, von den Bewohnern Allermöhes gestaltete Motive zeigen. Der Bahnhof Sternschanze zeigt ebenfalls ein Beispiel für Kunst an Bau; die Künstlerin Sabine Mohr hat den südlichen Torbogen zwischen den Brückensträngen westlich des Bahnhofes mit einer auf Kacheln gebrannten Landkarte versehen, die landschaftliche, naturräumliche und anthropogene Phänomene zu einer fiktiven Landmasse zusammenführt.
Von September bis Oktober 2010 dienten ausgewählte Stationen entlang der Strecke der S3 als Ausstellungsort für das Projekt „Aussicht auf Veränderungen“, das im Zuge der IBA Hamburg initiiert wurde. An den Stationen Altona, Landungsbrücken, Veddel, Wilhelmsburg und Harburg wurden künstlerische Arbeiten verschiedener zeitgenössischer Künstler und Bürger Hamburgs ausgestellt, das Spektrum umfasste Installationen, Skulpturen, Videoprojektionen, Aktionskunst und Performances.

#### Neugestaltung der Tunnelhaltestellen
Bis Ende 2023 sollen alle Tunnelstationen mit Ausnahme der jüngsten am Flughafen neugestaltet werden. Die Maßnahmen an den zehn betroffenen Stationen beinhalten die Neugestaltung von Wänden, Bahnsteigen und Verteilerebenen und umfassen ein Investitionsvolumen von rund 48 Millionen Euro. Die Deutsche Bahn verfolgt bei der Umgestaltung nach eigenen Aussagen ein „modernes und helles Erscheinungsbild“ sowie eine allgemeine Steigerung der Attraktivität der Haltestellen.
Die Umsetzung des Programms begann am 15. August 2016 an der Station Jungfernstieg. Als erste Teilmaßnahme wurde am 28. Februar 2017 die Neugestaltung der Verteilerebene abgeschlossen. Die Umgestaltung der Stationen sieht als einheitliche Merkmale Bahnsteige mit einer hellgrau-weißen mineralischen Pflasterung mit weißen Pfeilern sowie einem schwarzen Anstrich der Decken über den Gleiströgen vor. Daneben erhalten die Bahnsteighinterwände jeweils ein eigenständiges Design. Dieses orientiert sich in seiner jeweiligen Farbigkeit teilweise an der ursprünglichen Gestaltung der Stationen, so etwa in Altona, dessen markante Farbkombination aus Gelb und Orange auch den neuen Entwurf kennzeichnet.

### Verschiedenes

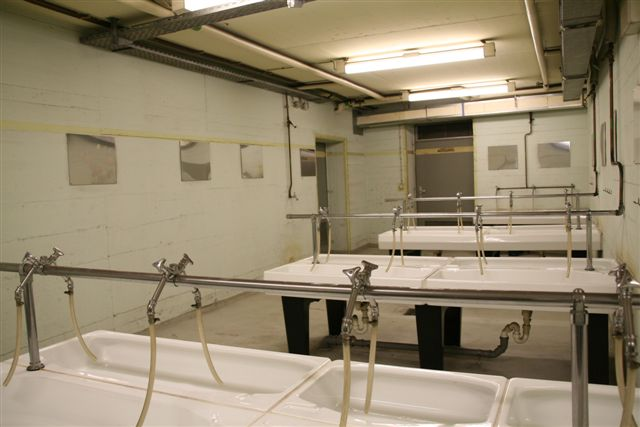
Waschraum in der Haltestelle Reeperbahn

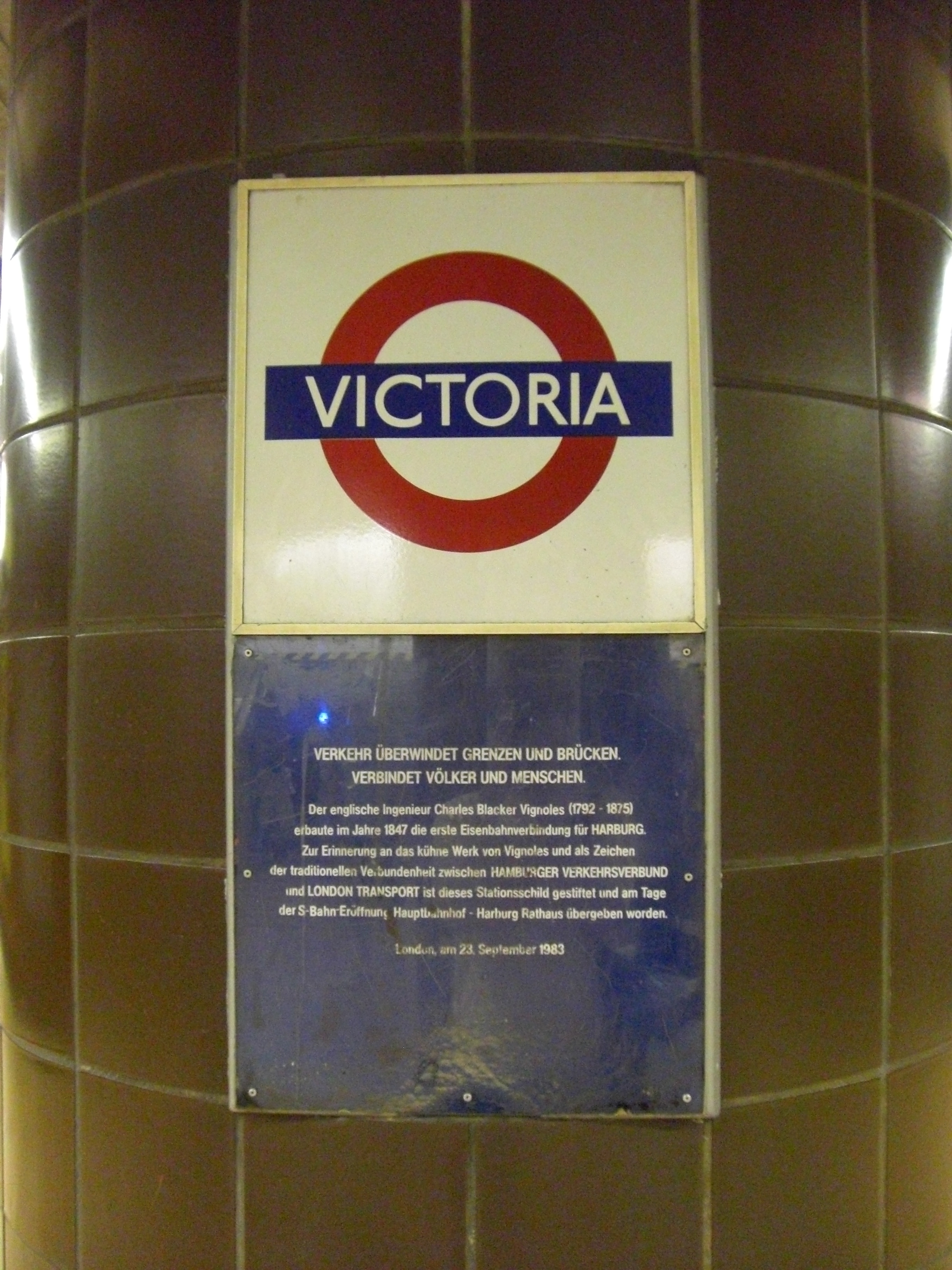
Gedenktafel von London Transport in der Station Harburg

Einige Tunnelhaltestellen wurden bei ihrem Bau als so genannte Mehrzweckanlagen angelegt, die im Katastrophen- und Verteidigungsfall als Schutzraum genutzt werden können. Harburg Rathaus ist mit 5000 Schutzplätzen ausgestattet, Reeperbahn und Stadthausbrücke verfügen über jeweils 4500 Plätze. Die genannten Stationen besitzen teilweise umfangreiche zusätzliche Funktionsräume (Wasch-, Toiletten-, Lagerräume und Küchen) zur Versorgung, die jedoch für die Öffentlichkeit nicht zugänglich sind. Für den Fall des Einsatzes der Schutzräume war vorgesehen, S-Bahn-Züge als zusätzliche Unterkünfte in den Tunnelanlagen abzustellen. Lediglich einige verdeckte Bodenöffnungen in den Zugangsbereichen der Haltestellen, hinter denen die Schutztore oder deren Führungsschienen liegen, weisen auf die zweite Nutzungsmöglichkeit der Stationen hin.
Der S-Bahnhof Othmarschen und die ehemaligen Empfangsgebäude von Klein Flottbek, Hasselbrook und Rübenkamp sowie der Hauptbahnhof und Bahnhof Dammtor stehen unter Denkmalschutz.
Das ursprüngliche Design der Haltestellenschilder der Station Harburg war an das so genannte Roundel als Logo von London Transport angelehnt. Eine Gedenktafel, die die London Transport Executive, einer Vorgängerkörperschaft von Transport for London, dem HVV anlässlich der Eröffnung der Harburger S-Bahn 1983 überreicht hat, erinnerte in der Station an den Engländer Charles Vignoles, der 1847 die erste Eisenbahn in Harburg gebaut hatte. Sowohl die Haltestellenschilder als auch die Gedenktafel wurden jedoch im Rahmen der Neugestaltung der Station entfernt.
Der Streckenabschnitt zwischen Klein Flottbek und Sülldorf ist der letzte des Netzes, auf dem Formsignale zur Sicherung von Zugfahrten eingesetzt werden. Im Bahnhof Sülldorf befindet sich ein mechanisches Stellwerk der Bauform Jüdel, das seit 1927 in Betrieb ist. Die anderen Bahnhöfe des Abschnitts verfügen über elektromechanische Stellwerke mit elektrischen Signalantrieben.

## Technische Infrastruktur

### Instandhaltungswerke
Für die Wartung und Instandhaltung ihrer Züge stehen der S-Bahn Hamburg drei Betriebswerke zur Verfügung: das S-Bahn Werk Ohlsdorf, das Werk Elbgaustraße und das Werk Poppenbüttel. Im zentralen Werk Ohlsdorf können folgende Arbeiten ausgeführt werden: Bedarfsinstandsetzung, Laufwerkskontrolle, Nachschau von Fristarbeiten, Prüfen der fahrzeugeigenen Zugsicherungsanlagen, Radsatztausch, Komponententausch bis zehn Tonnen Gewicht, Drehgestell-Tausch und Innenreinigung.
Im Werk Elbgaustraße wird u. a. auch die Außenreinigung vorgenommen; das Werk Poppenbüttel dient ausschließlich der Innen- und Außenreinigung. Innenreinigungen werden ferner auf den Abstellanlagen von Barmbek, Hasselbrook, Altona, Blankenese, Wedel und Bergedorf durchgeführt.
Ein weiteres Instandhaltungswerk wurde in Hamburg-Stellingen am Kronsaalsweg errichtet und ist seit Anfang 2019 in Betrieb.
Für interne Rangierarbeiten besitzt die S-Bahn Hamburg eigene Fahrzeuge wie die Akkulok 382 101 im Betriebswerk Ohlsdorf.

### Betriebszentrale
Seit November 2013 wird der gesamte Verkehr der S-Bahn Hamburg aus der sogenannten Betriebs- und Servicezentrale (BSZ) im Stadtteil Hammerbrook überwacht und gesteuert, in der die Daten aller Züge im gesamten Netz sowie die Informationen und Daten der Stationen und des Notruf- und Informationssystems zusammenlaufen. Die Zug- und Bereichsdisposition kontrolliert den laufenden Verkehr und ergreift bei Störungen die notwendigen Maßnahmen. Es gibt 15 örtliche Stellwerke, darunter ein mechanisches, vier elektromechanische, acht Relais- und zwei elektronische Stellwerke.
Weiterhin findet sich eine Notfallleitstelle.
Im Rahmen von Infrastrukturausbauten werden in den nächsten Jahren folgende Stellwerke ersetzt/erweitert:
- Erweiterung des ESTW Ohlsdorf um den Stellbereich Poppenbüttel (in Bau, Inbetriebnahme für 1. Quartal 2025 geplant)
- Erweiterung des ESTW Ohlsdorf um die neue Strecke der S4 bis Ahrensburg-Gartenholz (in Bau, Teil-Inbetriebnahme für 2025 geplant)
- Erweiterung des ESTW Bergedorf um den Stellbereich Wilhelmsburg (geplant, Inbetriebnahme für Ende 2025 geplant)
- Erweiterung des ESTW Bergedorf um die Stellbereiche Harburg und Neugraben (in Vorplanung, Inbetriebnahme für Ende 2027 geplant)
- Bau eines ESTW Altona-West für die Stellbereiche zwischen Wedel und Klein Flottbek (in Bau, Inbetriebnahme für Ende 2025 geplant)
- Bau der DSTW für die Stellbereiche zwischen Altona–Hauptbahnhof–Elbgaustraße (in Vorplanung, Inbetriebnahme für 2029 geplant)[31]

Bis zum Jahr 2030 soll der gesamte Verkehr der S-Bahn Hamburg über eine Betriebssteuerzentrale abgewickelt werden.

## Fahrzeuge

### Überblick
Die Hamburger S-Bahn verwendet seit Einführung des Gleichstrombetriebs dreiteilige Triebzüge. Der Wagenpark seit Beginn umfasst 373 Fahrzeuge der folgenden Baureihen:
| Baureihe | Hersteller                                                                      | Einheiten                                         | Höchstgeschwindigkeit                    | Kapazität                       | Baujahre            | Betriebsstatus                                                | Haupteinsatz | Bild |
| -------- | ------------------------------------------------------------------------------- | ------------------------------------------------- | ---------------------------------------- | ------------------------------- | ------------------- | ------------------------------------------------------------- | --- | ---- |
| 471/871  | LHB, MAN, Wegmann, BBC                                                          | 72                                                | 80 km/h                                  | Sitzplätze: 202                 | 1939–1943 1954–1958 | 2001 ausgemustert, Museumsfahrzeug erhalten (Einheit 471 082) | S1, S11, S2 |      |
| 470/870  | MAN, O&K, Rathgeber, Wegmann, SSW, BBC                                          | 45                                                | 100 km/h                                 | Sitzplätze: 200                 | 1959 1967–1970      | 2002 ausgemustert, Museumsfahrzeug erhalten (Einheit 470 128) | S2, S21 |      |
| 472/473  | LHB, MBB, SSD, WMD                                                              | 1. Serie (472.1): 30 2. Serie (472.2): 32         | 100 km/h                                 | Sitzplätze: 196 Stehplätze: 304 | 1974–1984           | 2022 ausgemustert, Museumsfahrzeug erhalten (Einheit 472 062) | vor Inbetriebnahme der BR 474: S3, S21, S31, vereinzelt S2, S11 nach Inbetriebnahme der BR 474: S11, S2, S21, vereinzelt S31 nach Inbetriebnahme der BR 490: S11 |      |
| 474/874  | Elektrischer Teil: Adtranz (heute Alstom) Mechanischer Teil: LHB (heute Alstom) | Einsystem (474.1/2): 70 Zweisystem (474.3): 42    | 100 km/h                                 | Sitzplätze: 208 Stehplätze: 306 | 1996–2001 2006      | Einsatz im Liniendienst                                       | S1, S2, S5 |      |
| 490      | Bombardier Transportation (heute Alstom)                                        | Einsystem: 51 Zweisystem: 31; 64 weitere bestellt | Einsystem: 100 km/h Zweisystem: 140 km/h | Sitzplätze: 190 Stehplätze: 280 | 2013–2020 2025–2026 | Einsatz im Liniendienst                                       | S2, S3, S5 |      |

Die Einheiten werden alleinfahrend als Kurzzug, in Doppeltraktion als Vollzug mit sechs und in Dreifachtraktion als Langzug mit neun Wagen eingesetzt. Längere Zugbildungen sind – mit Ausnahme der Baureihe 474 – technisch möglich, aufgrund der begrenzten Bahnsteiglängen jedoch betrieblich nicht sinnvoll. Fahrplanmäßig werden Langzüge ausschließlich auf der S3 unter der Woche eingesetzt. Auf allen anderen Linien wird planmäßig maximal mit Vollzügen gefahren.
Die Einheiten der Baureihen 471, 470 und 472 sind untereinander mechanisch und elektrisch kuppelbar und können daher in baureihenübergreifenden Mehrfachtraktionen eingesetzt werden. Die Bedingung der Abwärtskompatibilität wurde bei der Konstruktion der jüngeren Baureihen 474 und 490 nicht mehr gestellt, diese können daher nicht mit Triebwagen anderer Baureihen gekuppelt eingesetzt werden. Bei der Baureihe 474 ist lediglich das mechanische Kuppeln mit Wagen der Baureihe 472 möglich, was beispielsweise beim Abschleppen eines Zuges genutzt werden konnte. Dies erfolgte unter Verwendung einer von in den Triebwagen der Baureihe 474 mitgeführten Übergangskupplung.

### Fahrgastinformationseinrichtungen
Züge der Baureihe 474 verfügen ab Werk über Matrixanzeigen in den Wagen, die über Linie und nächste Station des Zuges informieren. Diese Anzeigen wurden im Rahmen eines Modernisierungsprogramms bei den Einheiten der älteren Baureihe 472 sukzessive nachgerüstet. Beim Umbau zu 474plus werden sie durch größere LED-Anzeigen ersetzt. Die automatischen Haltestellenansagen in den Zügen werden von Ingo Ruff gesprochen, der unter anderem die Ansagen der Berliner S-Bahn spricht. Die englischen Ansagen werden seit 2014 von Yvette Coetzee-Hannemann gesprochen, die auch die englischen Ansagen für die Deutsche Bahn spricht.
Um die Benutzerfreundlichkeit für sehbehinderte Fahrgäste zu steigern, wurden zunächst bei den Zügen der älteren Baureihe 472 automatische Ansagen eingeführt, die an Bahnsteigen, an denen mehrere Linien verkehren bzw. an denen sich Strecken verzweigen, auf Linie und Fahrtziel hinweisen (Beispiel: „Dies ist die Linie S3 nach Neugraben! Bitte achten Sie beim Einstieg auf den Abstand zwischen Zug und Bahnsteig!“).
Bis Ende Juli 2009 wurden alle Züge der Baureihe 474 zusätzlich zu den Fahrtzielanzeigern an den Frontseiten mit seitlichen Anzeigern ausgestattet. Jede Einheit erhielt auf beiden Längsseiten jeweils zwei zusätzliche Anzeiger (vorderer und hinterer Wagen), die – wie auch die Anzeiger im Wageninneren – über das zuginterne Fahrgastinformationssystem angesteuert werden. Hintergrund der Umrüstung war die Verbesserung der Fahrgastinformation bezüglich der Flügelung der Züge der Linie S1 in Ohlsdorf, bei der der vordere Zugteil planmäßig zum Flughafen, der hintere nach Poppenbüttel fährt. Durch die zusätzliche Ausweisung der Zugziele sollte den Fahrgästen die Identifikation der „richtigen“ Zughälfte erleichtert werden. Allerdings waren auf den Anzeigen an beiden Halbzügen immer beide Ziele zu lesen. Erst nach dem Umbau zum 474plus wurde dieses Ziel erreicht.

### Farbschema

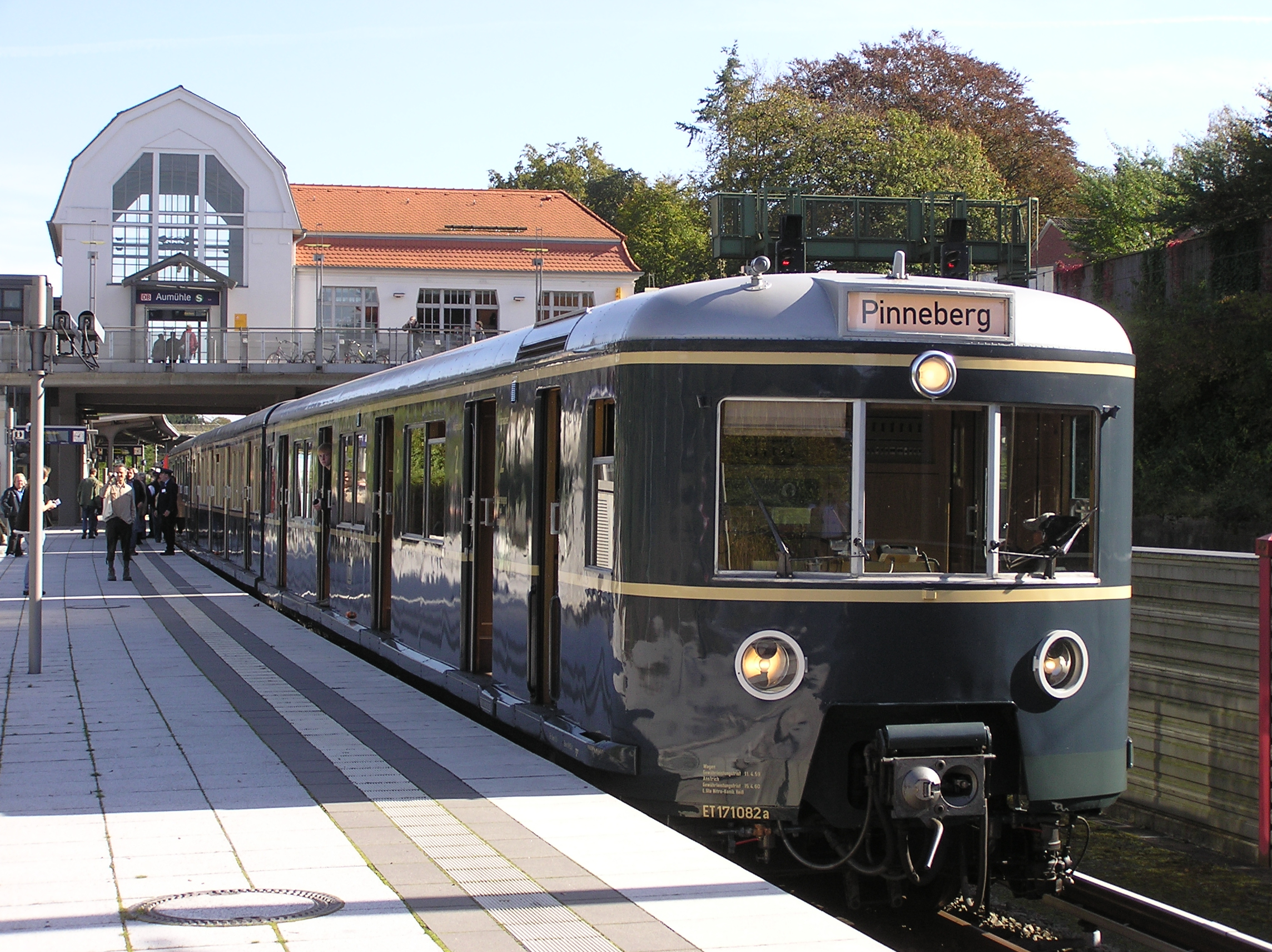
Museumszug der Baureihe ET 171 in Aumühle

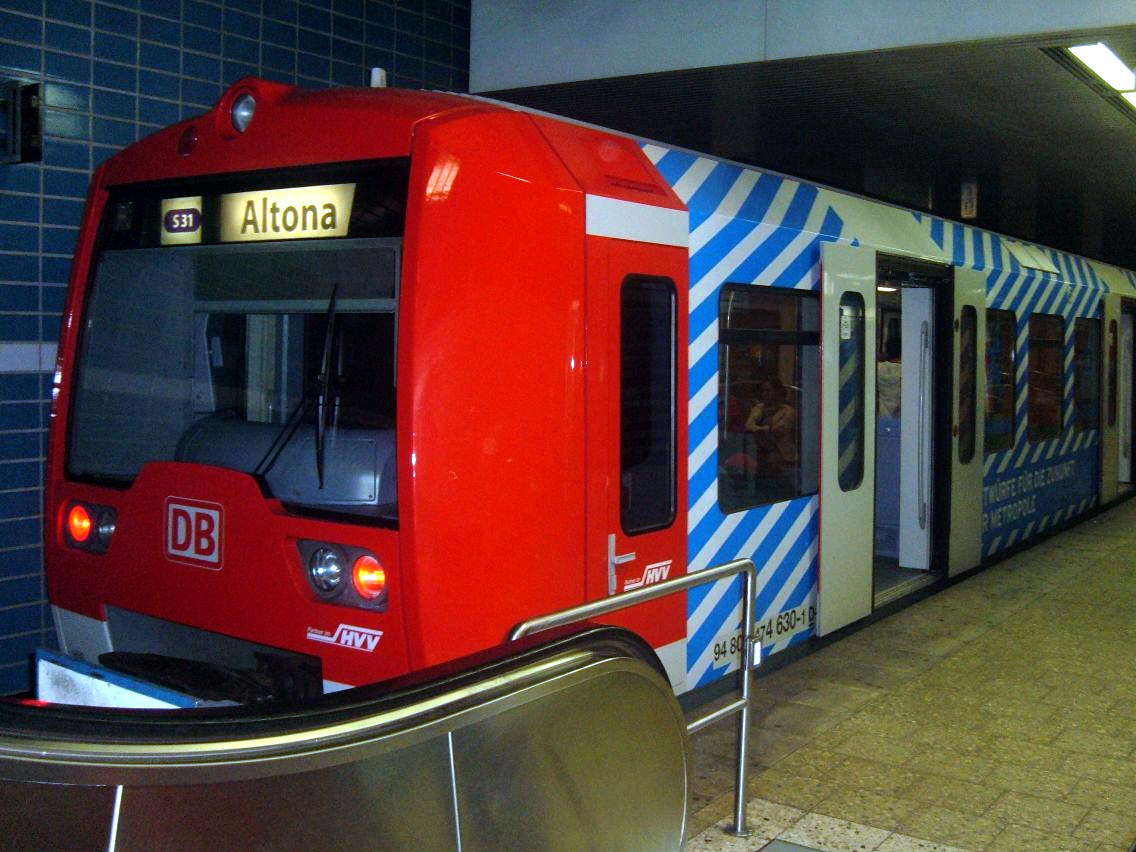
Einheit 4130 mit IBA-Vollwerbung in der Haltestelle Harburg Rathaus im Jahr 2007

Die Wechselstrom-Triebzüge der Hamburger S-Bahn hatten eine dunkelgrüne Lackierung.
Mit der Einführung des Gleichstrombetriebs mit der Baureihe 171 erhielten die neuen Fahrzeuge einen kobaltblauen Anstrich, wobei zwei schmale umlaufende Zierstreifen sowie das Fensterband des Mittelwagens cremefarben waren. Das cremefarbene Fensterband diente der Kennzeichnung der zweiten, ab 1956 der ersten Klasse. Dieses Farbschema wurde bei den Fahrzeugen der Baureihe 470 beibehalten und prägte für Jahrzehnte das Erscheinungsbild der Hamburger S-Bahn.
Ab 1974 kam mit der Baureihe 472 das damalige Farbschema der Deutschen Bundesbahn in Ozeanblau und Beige zur Hamburger S-Bahn. Als einziges S-Bahn-Netz der Bundesrepublik übernahm das in Hamburg damit nicht die sogenannte Pop-Lackierung in Reinorange/Kieselgrau. Auch die 1986 eingeführten S-Bahn-Produktfarben Lachsorange/Pastellgrau fanden in Hamburg nie Verwendung. Die ozeanblau-beige Lackierung wurde bei den älteren Fahrzeugen zunächst nur vereinzelt und im Zusammenhang mit Instandsetzungsarbeiten angewendet. Die Umlackierung in Ozeanblau/Beige des Hamburger Wagenparks war noch nicht abgeschlossen, als die Deutsche Bahn AG dieses Farbschema in den 1990er Jahren zugunsten einer bundeseinheitlichen Farbgebung in Verkehrsrot aufgab.
Die ersten Fahrzeuge der Baureihe 474 wurden zunächst in einem Farbschema aus Weiß, Grau und Rot ausgeliefert, das dem damals neuen Farbschema der Hamburger U-Bahn-Einheiten des Typs DT4 entsprach. Noch vor Aufnahme des fahrplanmäßigen Einsatzes wurden die neuen Fahrzeuge jedoch dem Corporate Design der Deutschen Bahn AG angepasst, sodass alle Fahrzeuge der Baureihe 474 eine verkehrsrote Lackierung erhielten, mit der im Rahmen eines Redesign-Programms auch alle Wagen der Baureihe 472 versehen wurden.
Die Fahrzeuge der zu diesem Zeitpunkt bereits zur Ausmusterung vorgesehenen Baureihen 470 und 471 behielten ihre Farben. So waren für ein paar Jahre drei Farbschemata nebeneinander bei der Hamburger S-Bahn vorhanden.
Mit der Umstellung auf die verkehrsrote Farbgebung wurde die Außen-Werbung auf den S-Bahn-Wagen abgeschafft, die es zunächst in Form von Bandwerbung unter den Seitenfenstern und ab den 1970er Jahren vereinzelt auch über die gesamten Seitenflächen des Triebzugs hinweg, die sogenannte „Popwerbung“, gegeben hatte. Seit 2007 werde zu verschiedenen lokalen Themen und Anlässen temporäre Sonderlackierungen für einzelne Züge umgesetzt, 2007 anlässlich des so genannten Zwischenpräsentationsjahrs der IBA Hamburg, als zwischen September und Dezember ein Triebzug der Baureihe 474.3 mit Ganzreklame für die Bauausstellung ausgestattet wurde. Vergleichbare Aktionen erfolgten seitdem u. a. für den HSV Hamburg, zur Premiere des Musicals Rocky oder für die Internationale Gartenschau 2013. Seit Mitte 2014 ist die Außenwerbung auf S-Bahn-Wagen wieder gestattet und wird durch Ströer Media vermarktet.

### Wagenklassen

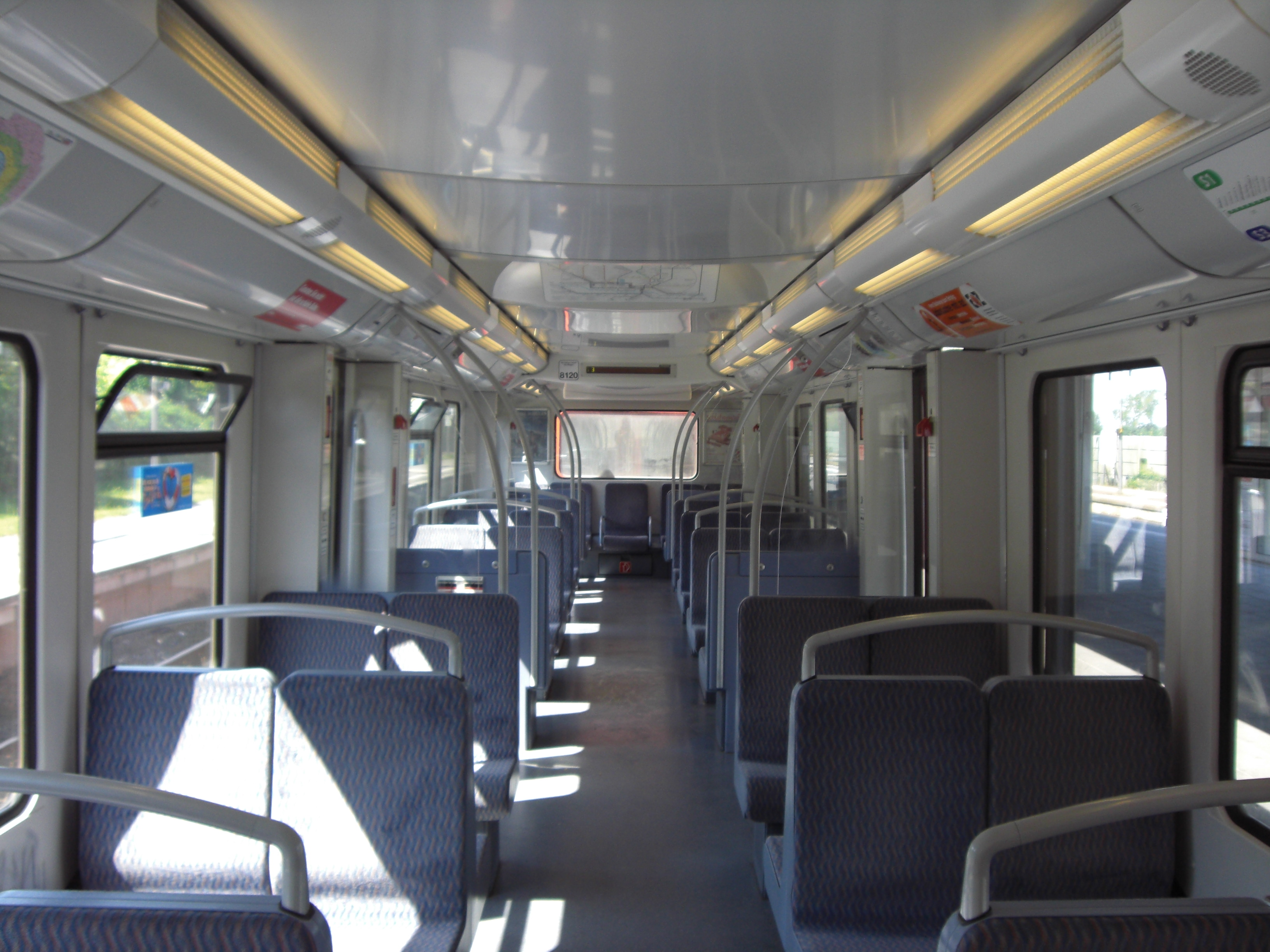
Mittelwagen eines Zweisystem-Triebzuges (Baureihe 474.3)

Das Ausstattungsniveau der Hamburger S-Bahn-Züge entspricht seit Herbst 2000 ausschließlich der zweiten Wagenklasse.
Bis November 2000 bot die S-Bahn auch die erste Wagenklasse an, für deren Benutzung ein Zuschlag erhoben wurde, der auch für die (bis 2021 verkehrenden) Schnellbusse (ehemals Liniennummern 31 bis 49) galt und nach wie vor für fallweise vorhandene Erste-Klasse-Bereiche in Zügen der Deutschen Bahn oder bei anderen Verkehrsträgern im HVV gilt. In den Zügen der Baureihen 470 und 471 war der mittlere Wagen antriebslos und damit geräuschärmer (er trug die Baureihenbezeichnung 870 bzw. 871 für nichtangetriebene Mittelwagen). Dieser Wagen war der ersten Klasse zugeordnet, die angetriebenen Endwagen der zweiten Klasse. Bei den neueren Zügen der Baureihen 472/473 war der Mittelwagen angetrieben (Baureihenbezeichnung 473), war aber anfänglich ebenfalls der ersten Klasse zugeordnet. Der Unterschied zwischen erster und zweiter Klasse bestand im Wesentlichen in der Polsterung und den Abständen der Sitze, aber auch die farbliche Gestaltung der Wagen und Abteile war unterschiedlich.
Zur äußerlichen Unterscheidung der beiden Wagenklassen der Gleichstromtriebwagen diente neben den Klassenziffern „1“ und „2“, die im Bereich der Türen angebracht waren, eine unterschiedliche Farbgebung von Außen- und Mittelwagen der Einheiten. Im alten Farbschema der Baureihen 471 und 470 bestand sie aus einem cremefarbenen Fensterband am Mittelwagen des ansonsten kobaltblauen Triebzuges. Im ozeanblau/beige-farbenen Farbschema diente lediglich ein schmaler orangefarbener Streifen über der Fensterreihe zur Kennzeichnung der ersten Klasse, der mit der Zusammenlegung der Klassen entfernt wurde.
Die Abschaffung der ersten Wagenklasse war lange Zeit von verschiedenen Seiten gefordert worden. Als es dazu kam, wurde sie vom Betreiber der S-Bahn mit relativ wenig Aufwand angekündigt und stieß auch nur auf ein geringes Medienecho. Für die S-Bahn bot die Abschaffung der ersten Klasse erhebliche betriebliche Vorteile: Im dreiteiligen Triebzug war der komplette Mittelwagen für die erste Klasse vorgesehen, die jedoch im Vergleich zur zweiten Klasse in der Regel schwächer frequentiert wurde. Durch die Abschaffung der ersten Klasse genügte nun häufig der Einsatz von Kurzzügen in der verkehrsschwächeren Zeit, da statt der zuvor in einem Vollzug angebotenen vier Wagen der zweiten Klasse und der zwei nur schwach ausgelasteten Wagen der ersten Klasse der Einsatz von lediglich drei Wagen ausreichend war, während zwei Wagen der zweiten Klasse eine nicht ausreichende Kapazität dargestellt hätten.
Die ersten Züge der Baureihe 474 waren anfangs ebenfalls für zwei Wagenklassen ausgestattet. Sie unterschieden sich jedoch nur durch Armlehnen in der ersten Klasse und die Farbgebung der Sitzbezüge voneinander. Wagen späterer Lieferserien unterscheiden sich lediglich in der Farbgebung voneinander. Außerdem wurde die Gestaltung des Innenraums insgesamt vereinfacht; beispielsweise verfügen Einheiten späterer Lieferungen nicht mehr über Gepäckablagen, und ferner wurden Türbereiche sowie Abdeckbleche unterhalb der Sitzbänke vereinfacht.

### Baureihe 490

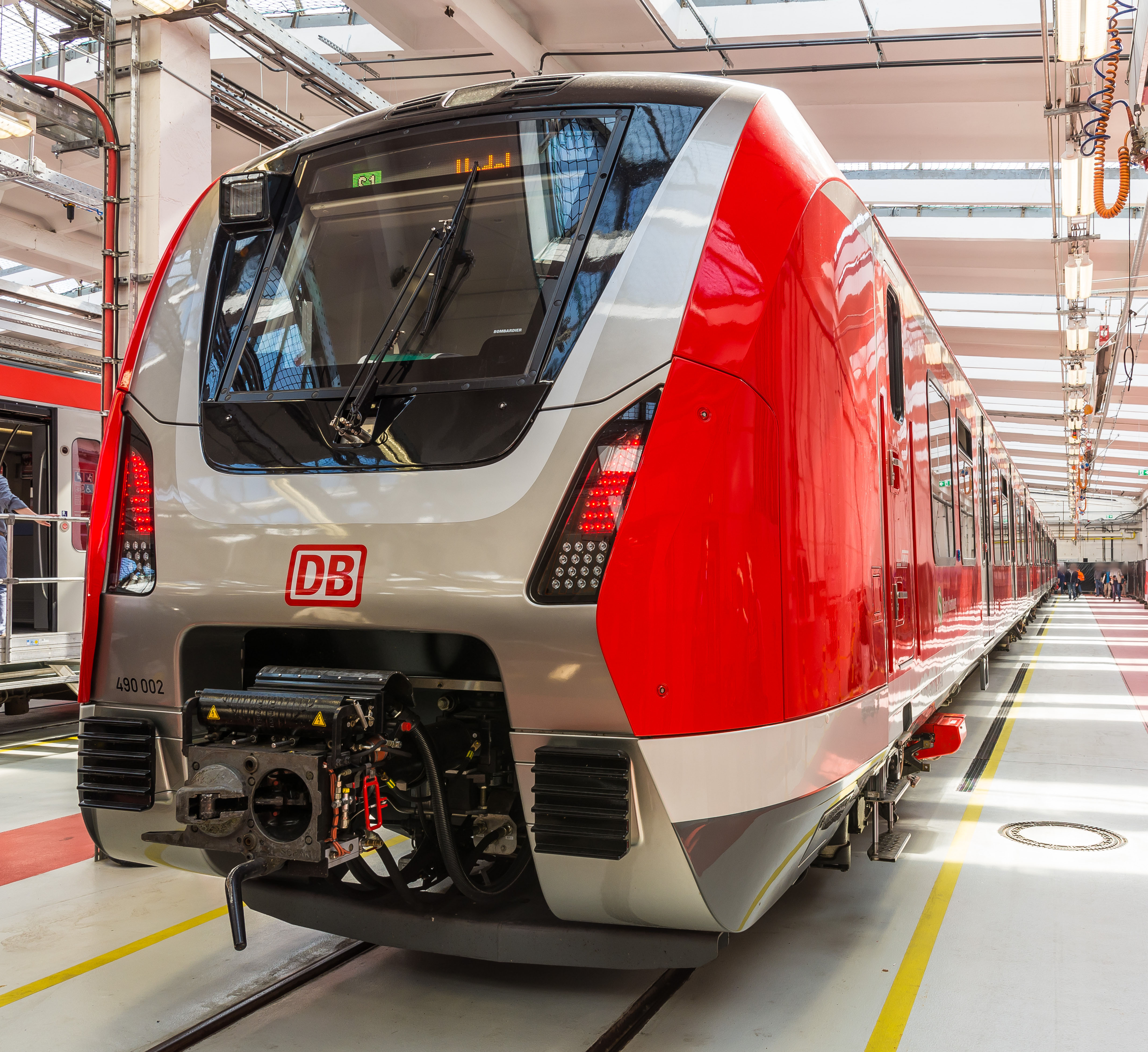
Triebwagen 490 002 im Werk Ohlsdorf

Im Juni 2013 stellte die S-Bahn Hamburg GmbH die Baureihe 490 vor, die von Bombardier Transportation (seit 2021: Alstom) in Hennigsdorf bei Berlin produziert wird. Wie die älteren Baureihen bestehen die Einheiten aus drei Wagen und weisen zudem eine Reihe von Merkmalen auf, die auch im Rahmen der Umrüstung der Baureihe 474 umgesetzt wurde. Hierzu zählen insbesondere die durchgängige Begehbarkeit der Dreiwageneinheiten, ein erweitertes Fahrgastinformationssystem sowie großzügiger bemessene Sonderabteile für Gepäck, Rollstühle, Kinderwagen und dergleichen. Darüber hinaus verfügt die Wagen der Baureihe 490 über eine Klimaanlage. Die Gleichstromzüge erreichen die Triebzüge wie die Baureihe 474 eine Höchstgeschwindigkeit von 100 km/h, in der Zweisystemausführung kann erstmals eine Höchstgeschwindigkeit von 140 km/h erreicht werden. In der ersten Tranche sollen bis zum Beginn des neuen Verkehrsvertrags zwischen der Freien und Hansestadt und der S-Bahn Hamburg GmbH zum Fahrplanwechsel im Dezember 2018 insgesamt 60 Fahrzeuge ausgeliefert werden, die die älteren Einheiten der Baureihe 472 ersetzen sollen. Das Auftragsvolumen hierfür umfasst 327 Millionen Euro, was einem Stückpreis von 5,45 Millionen Euro entspricht.
Der erste Triebzug 490 101 wurde am 11. Oktober 2016 nach Hamburg überführt. Er absolvierte anschließend Testfahrten. Im Februar 2017 wurde er der Öffentlichkeit vorgestellt. Im November desselben Jahres begann die S-Bahn Hamburg GmbH mit dem Testbetrieb der ersten Vorserienfahrzeuge, ab dem 24. Mai 2018 wurden die Fahrzeuge testweise im Fahrgastbetrieb eingesetzt. Ab dem Fahrplanwechsel im Dezember 2018 sind die Fahrzeuge planmäßig im Einsatz und stellten den Großteil der Umläufe auf der ehemaligen Linie S21. Da die Triebfahrzeuge 2019 zunächst noch sehr störanfällig waren, war die Zuverlässigkeit der Linie danach stark gesunken.
In Hinblick auf die zum damaligen Zeitpunkte bereits geplanten Ausbauvorhaben und Angebotsverbesserungen vereinbarten die S-Bahn Hamburg GmbH und der Fahrzeughersteller Bestelloptionen für bis zu 86 weitere Einheiten; 44 für die S4 nach Bad Oldesloe sowie nach Wrist und Itzehoe, 20 für die S5 nach Kaltenkirchen und 22 die Verstärkerlinie S6.
Die Geschäftsführung des HVV erklärte, dass durch im Jahr 2018 geänderte Zulassungsrichtlinien des Eisenbahn-Bundesamtes die Möglichkeiten zur Beschaffung zusätzlicher Einheiten der Baureihe 490 begrenzt würden, weshalb die Bestelloptionen spätestens bis 2018 eingelöst werden müssten, was wiederum eine rasche und verbindliche Erarbeitung von Plänen für die genannten Erweiterungsvorhaben erfordertebedingte. Im Dezember 2018 wurde bekannt, dass die Bestellfrist auf 2021 verlängert worden wäre.
Die Bürgerschaft hatte dem Senat bereits 2013 die Einlösung der Bestelloptionen, insbesondere für die Einrichtung einer S6, empfohlen.
Zwischenzeitlich wurden alle Optionen gezogen, zunächst für zwölf Einheiten, die später auf 22 erweitert wurde, und September 2021 für die verbleibenden 64 Einheiten für eine Auslieferung in den Jahren 2025/26.

## Geschichte

### 1866–1906 – Vorausgehende Entwicklungen
Am 16. Juli 1866 wurde der Personenverkehr auf der Verbindungsbahn, der späteren ersten Stammstrecke der S-Bahn, zwischen dem hamburgischen Bahnhof Klosterthor und dem preußischen Altonaer Bahnhof aufgenommen. Die Strecke wurden 1867 zunächst bis Blankenese und 1883 bis Wedel erweitert.
1886 wurde erstmals ein ermäßigter Stadttarif eingeführt. Um dem in der zweiten Hälfte des neunzehnten Jahrhunderts sprunghaft gewachsenen Mobilitätsbedarf von Bevölkerung und Wirtschaft zu begegnen, begann 1893 der Ausbau der Verbindungsbahn von zwei auf vier Gleise, wobei eines der Gleispaare dem städtischen Verkehr vorbehalten sein sollte. Ebenso wurde die vollständige Verlegung der Trasse auf einen Bahndamm begonnen, wodurch alle niveaugleichen Kreuzungen mit dem Straßenverkehr beseitigt werden konnten. Ergänzend dazu schlossen Hamburg und Preußen 1898 einen Vertrag über die Neuordnung des Eisenbahnverkehrs ab, in dem unter anderem die Aufgaben der vier bisherigen Hamburger Kopfbahnhöfe sowie die Einrichtung eines neuen Zentralbahnhofs festgelegt wurden.
Die preußische Eisenbahndirektion Altona eröffnete am 5. Dezember 1906 unter der Bezeichnung Hamburg-Altonaer Stadt- und Vorortbahn den Personenverkehr zwischen den Städten Blankenese, Altona (Elbe) und Hamburg mit dampfbespannten Zügen. Am selben Tag nahm auch der neue Hamburger Hauptbahnhof den regulären Betrieb auf.
Die Stadt- und Vorortbahn bediente die Strecke der 1867 eröffneten Altona-Blankeneser Eisenbahn, die Nahverkehrsgleise der Verbindungsbahn und eine zweigleisige Neubaustrecke nach Hasselbrook und Ohlsdorf. Diese Strecke verläuft vom Hauptbahnhof bis Hasselbrook zunächst parallel zur Strecke der Lübeck-Büchener Eisenbahn und dann weiter auf eigener Trasse zum seinerzeit neuentstehenden Friedhof Ohlsdorf.

### 1907/1908 – Aufnahme des elektrischen Betriebs

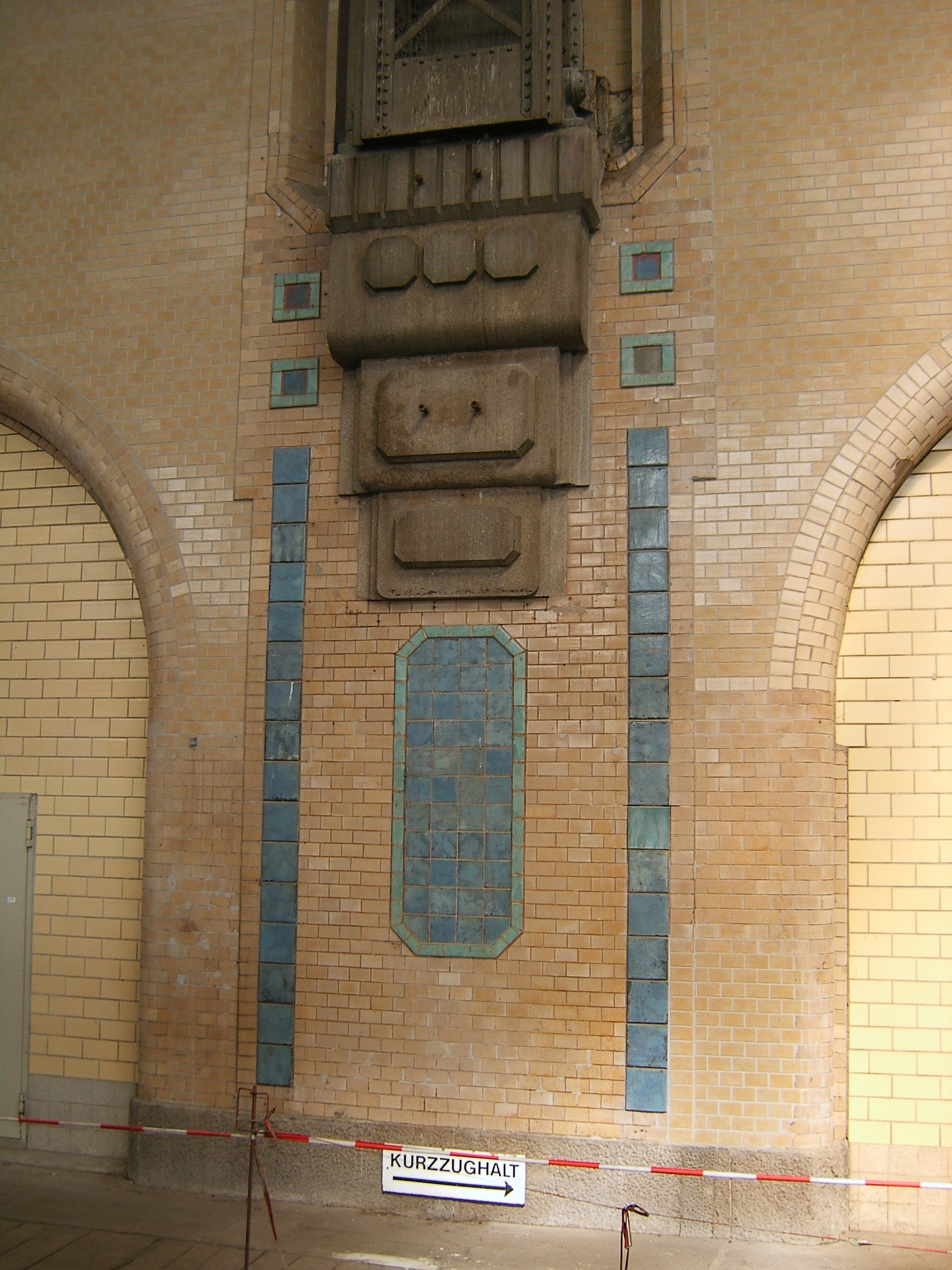
Wanddetail im Hauptbahnhof: Bolzen zur Befestigung der Ausleger für die Oberleitung

Einem Vertrag von 1904 folgend wurde die gesamte Strecke von Blankenese bis Ohlsdorf mit Oberleitung versehen und für den Betrieb mit Einphasenwechselstrom mit einer Spannung von 6,3 kV bei einer Frequenz von 25 Hz ausgestattet. Der Strom wurde in einem bahneigenen Kohlekraftwerk im heutigen Hamburger Stadtteil Bahrenfeld an der Grenze zum Stadtteil Altona-Nord erzeugt. Dieses Kraftwerk versorgte auch die Altonaer Hafenbahn mit dem Schellfischtunnel nach Neumühlen.
Am 1. Oktober 1907 kamen die ersten Elektrotriebzüge zum Einsatz, ab dem 29. Januar 1908 wurde die Hamburg-Altonaer Stadt- und Vorortbahn auf gesamter Länge zwischen Blankenese und Ohlsdorf ausschließlich elektrisch betrieben. Diese Daten gelten als Beginn des eigentlichen Hamburger S-Bahn-Betriebes.

### 1914–1918 – Betrieb während des Ersten Weltkriegs
Die angespannte wirtschaftliche Lage während der Kriegsjahre erlaubte nur einen eingeschränkten Betrieb. Vor allem die Versorgung mit Ersatzteilen konnte mit zunehmender Kriegsdauer immer weniger gewährleistet werden. Hinzu kam, dass durch die Einberufung des Großteils der männlichen Bevölkerung Personalmangel im Betriebswerk der S-Bahn bestand. Zum Ende des Kriegs waren noch 34 von 140 Elektrotriebzügen betriebsfähig.

### 1924 – Netzerweiterung um die Alstertalbahn
Eine örtliche Grundstücksgesellschaft baute ab 1914 eine Streckenverlängerung vom hamburgischen Ohlsdorf zum preußischen Poppenbüttel, um die Erschließung der an Hamburg angrenzenden Gemeinden entlang der Oberalster zu verbessern. Nach Konkurs des Unternehmens übernahm der Kreis Stormarn die weitere Ausführung des Vorhabens. Die Strecke wurde 1918 eröffnet und zunächst mit Benzol-Verbrennungstriebwagen befahren, da aufgrund der kriegsbedingten Kupferknappheit keine Oberleitung gebaut werden konnte. Später schenkte Stormarn die Strecke der Deutschen Reichsbahn-Gesellschaft, die diese elektrifizierte und so ab 1924 den Betrieb der Hamburg-Altonaer Stadt- und Vorortbahn bis Poppenbüttel ausdehnen konnte.

### 1934 – Bezeichnung als S-Bahn
In Berlin, wo ab 1924 mit den Stadt-, Ring- und Vorortbahnen ein ähnliches System entstand, wurde für dieses 1930 die prägnante Kurzform S-Bahn eingeführt. Mit diesem Begriff bezeichnete die Deutsche Reichsbahn ab 1934 auch ihre Hamburg-Altonaer Stadt- und Vorortbahn. Darüber hinaus wurde er auf die nicht elektrifizierten Strecken innerhalb des örtlichen Vororttarifs angewandt; dieser galt auch auf den dampfbetriebenen Strecken von Blankenese nach Wedel, von Altona nach Elmshorn und von Hamburg nach Friedrichsruh und nach Harburg.

### 1939–1945 – Aufnahme des Gleichstrombetriebs und Zweiter Weltkrieg

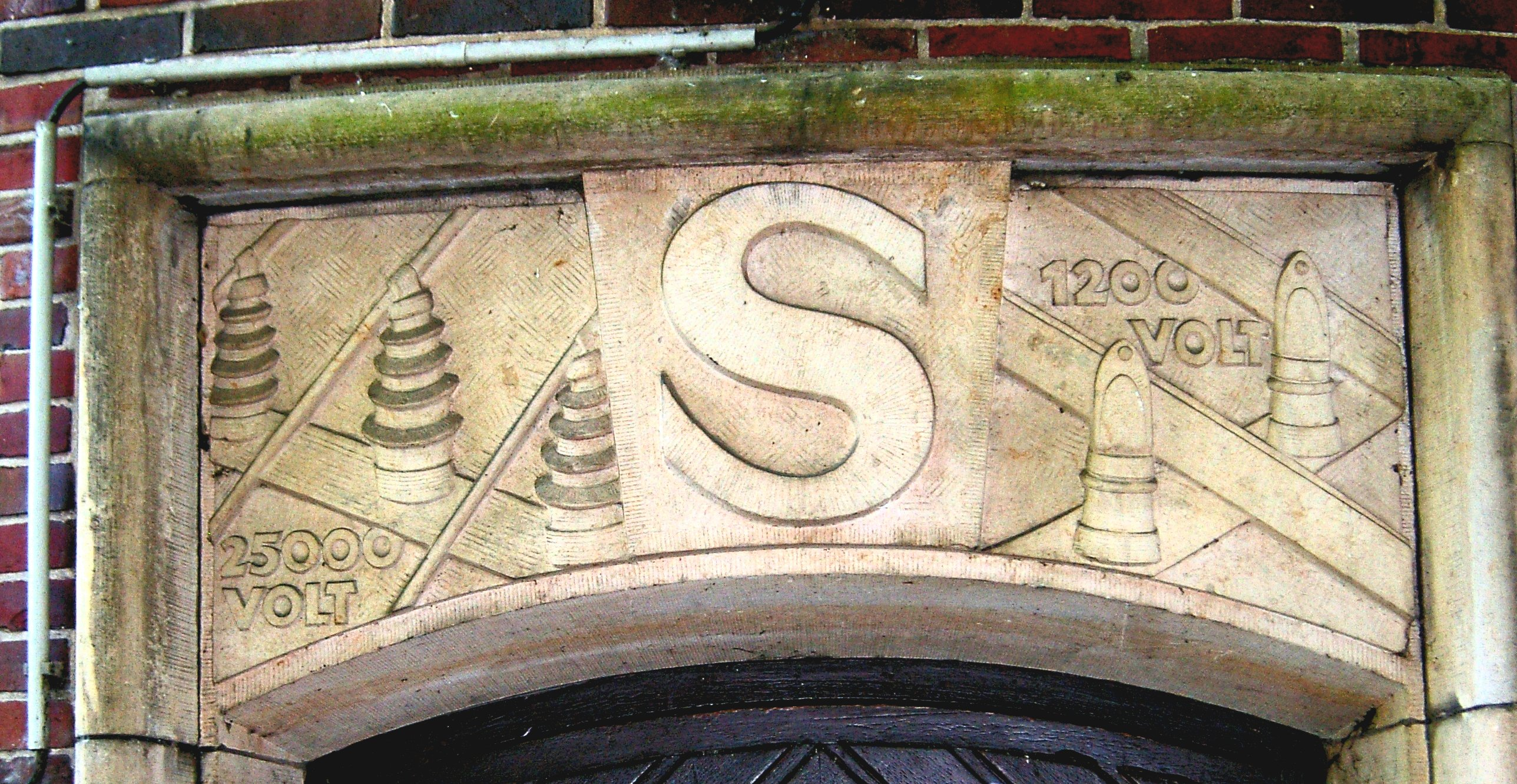
Portal am Gleichrichterwerk Berliner Tor: „25000 Volt / 1200 Volt“

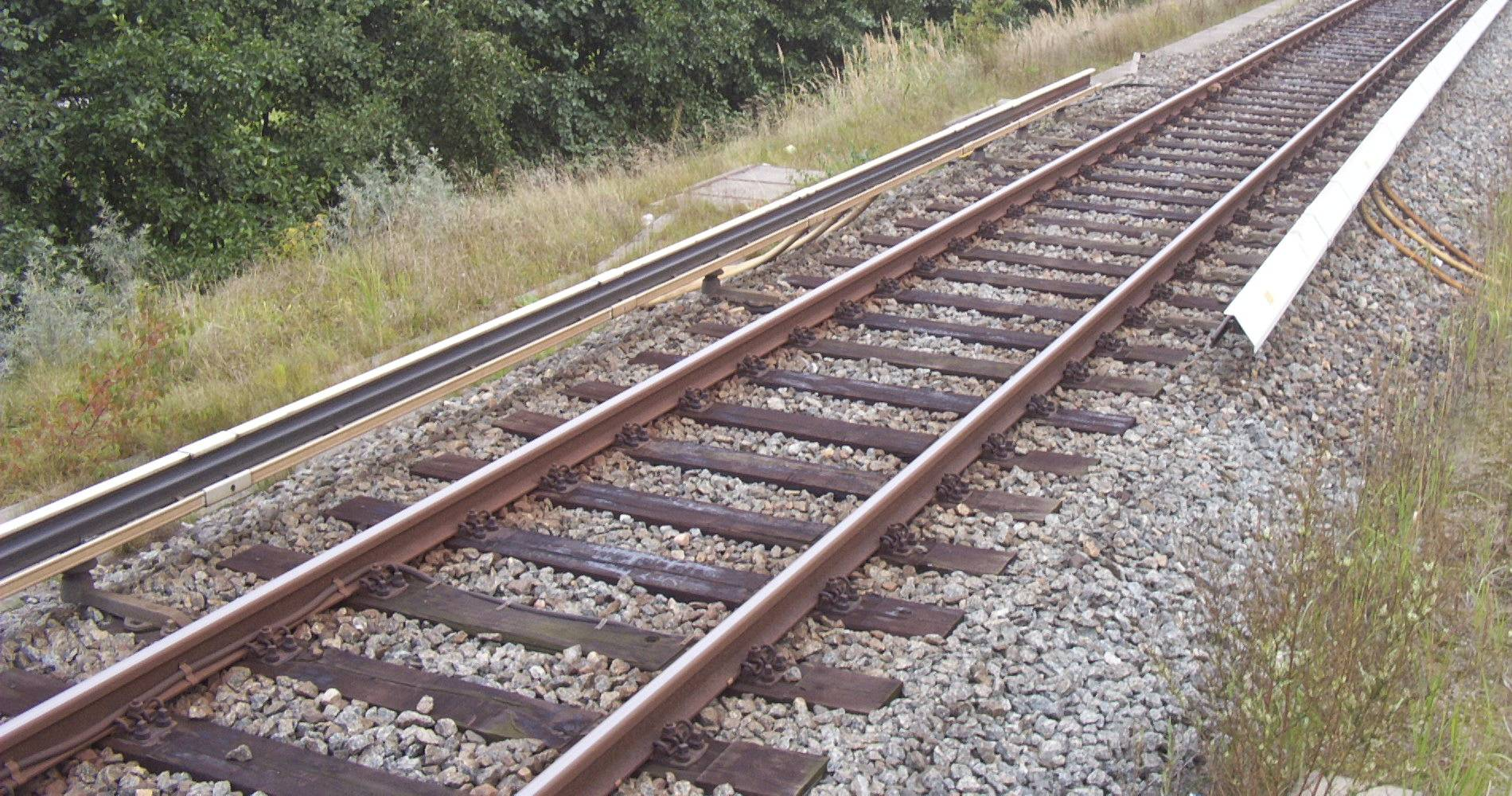
Stromschiene der S-Bahn, hier mit Abdeckung aus Kunststoff

Nach fast dreißigjährigem Betrieb war in den 1930er Jahren ein Erneuerungsbedarf für Anlagen und Fahrzeuge der S-Bahn absehbar. Da sich bei der Berliner S-Bahn die Stromversorgung über eine seitliche Stromschiene bewährt hatte, entschied die Deutsche Reichsbahn 1937, das System für Hamburg zu übernehmen und den Wechselstrombetrieb mit Oberleitung aufzugeben. Um eine bessere Anfahrbeschleunigung zu ermöglichen, verwendet das Hamburger System eine Spannung von 1200 Volt gegenüber den in Berlin verwendeten 750 V; die Hamburger und Berliner Fahrzeuge sind schon aus diesem Grund nicht austauschbar. Die ersten Gleichstromtriebzüge der späteren Baureihe ET 171 wurden 1939 geliefert; am 22. April 1940 begann der fahrplanmäßige Betrieb zwischen Ohlsdorf und Poppenbüttel im Mischbetrieb mit den weiterhin verkehrenden Wechselstromzügen. Dem ersten Abschnitt folgte am 15. Juli desselben Jahres die Strecke zwischen Blankenese und Altona, und am 10. April 1941 wurde schließlich der durchgehende Betrieb zwischen Blankenese und Poppenbüttel aufgenommen. Bis 1943 konnten insgesamt 47 Gleichstromeinheiten der Baureihe ET 171 ausgeliefert werden.
Da die Kriegshandlungen in den ersten Jahren des Zweiten Weltkriegs größtenteils außerhalb Deutschlands stattfanden, wurde der Betrieb der S-Bahn zunächst nicht beeinträchtigt. Die nationalsozialistische Verwaltung der Stadt plante sogar einen umfangreichen Ausbau der S-Bahn. Nachdem Hamburg jedoch ab 1943 durch alliierte Luftangriffe verstärkt in die Kriegshandlungen einbezogen wurde, ruhten die Pläne zum Ausbau bis auf Weiteres. Ein Großteil der Fahrzeuge der S-Bahn kam durch die Angriffe zu Schaden; am Ende des Kriegs waren 55 der 145 Wagen völlig zerstört, der Rest war stark beschädigt. Von den 47 Gleichstromeinheiten wurden lediglich vier in größerem Umfang beschädigt, drei von ihnen konnten vollständig wiederhergestellt werden.

### Netzerweiterungen 1950 bis 1965

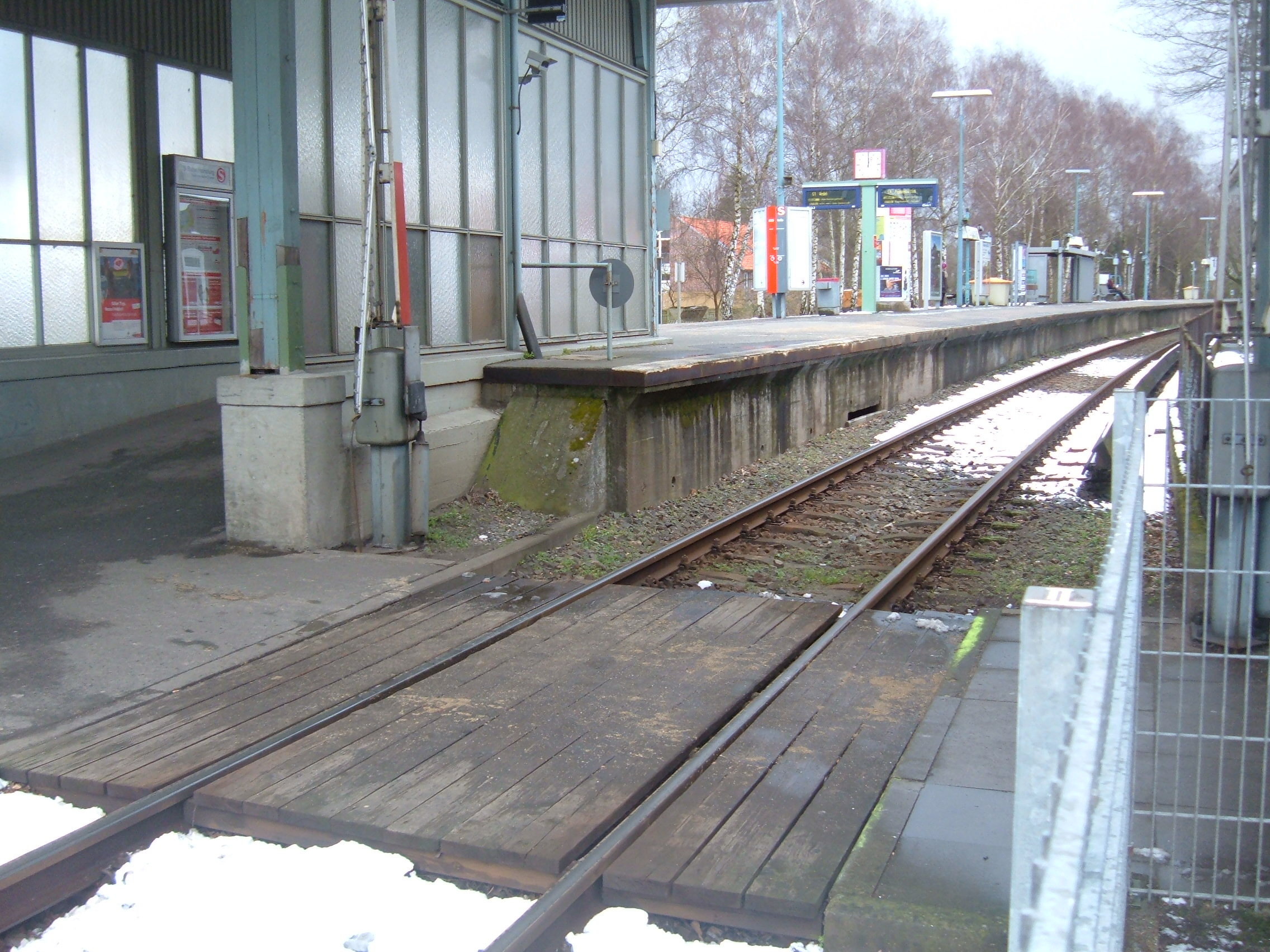
Der Zugang zum Bahnsteig in Sülldorf erfolgt über einen Bahnübergang

Die Gleichstrom-S-Bahn wurde 1950 über die vorher mit dampflokomotivbespannten Zügen befahrene eingleisige Vorortstrecke von Blankenese nach Sülldorf und 1954 bis Wedel verlängert. 1958 wurde auch die Fernbahnstrecke nach Berlin, auf der sich das Fernverkehrsaufkommen infolge der deutschen Teilung erheblich reduziert hatte, bis Bergedorf für den Gleichstrombetrieb mit Stromschienen und erhöhten Bahnsteigen ausgerüstet. Dies war die erste Strecke, auf der die S-Bahn-Züge im Mischbetrieb mit (den wenigen hier verkehrenden) Fernzügen fuhren. Zugleich erhielt die S-Bahn auf diese Weise eine zweite Linie; die Bergedorfer Züge fuhren nach Fertigstellung der Brücken am Berliner Tor zur Einfädelung in die Stadtbahn über den Hauptbahnhof weiter bis Altona.
1962 wurde vom Bahnhof Holstenstraße eine Verbindungsstrecke für die S-Bahn zur Strecke der Altona-Kaltenkirchener Eisenbahn (AKN) angelegt, deren Endpunkt dafür nach Langenfelde zurückverlegt wurde. Die S-Bahn bediente die Strecke ab 1965 auf der Trasse der AKN bis Eidelstedt und weiter westlich entlang der Fernbahnstrecke nach Kiel auf der östlichen Seite bis zum neu positionierten Bahnhof Elbgaustraße.

### 1965 – Gründung des HVV
Am 29. November 1965 gründeten die Deutsche Bundesbahn, die Hamburger Hochbahn (HHA), die Verkehrsbetriebe Hamburg-Holstein (VHH) und die HADAG den Hamburger Verkehrsverbund (HVV) als weltweit ersten Verkehrsverbund. Ab Ende Dezember 1966 wurden auch die bislang zum Hamburger Vororttarif nutzbaren DB-Strecken und auch als S-Bahn bezeichnete („Dampf-“ bzw. „Diesel-S-Bahn“) in das Tarifsystem des HVV integriert.
Zum 2. Januar 1967 führte der HVV für die S-Bahn-Strecken erstmals Liniennummern zur Unterscheidung der Linien ein, deren Darstellung mit dem Präfix S später auch für andere S-Bahn-Systeme im deutschsprachigen Raum übernommen wurde. Zuvor waren die damaligen Linien der Hamburger S-Bahn durch unterschiedliche Schriftfarben auf dem Fahrtzielband an der Triebwagenfront gekennzeichnet; die Ziele der Stammstrecke Wedel – Poppenbüttel (seit 1967: S 1) waren in schwarzer Schrift, diejenigen der Erweiterungen nach Bergedorf und Elbgaustraße (S 2, später auch Aumühle und Pinneberg) dagegen in roter Schrift gehalten.

### Netzerweiterungen 1967 bis 2002

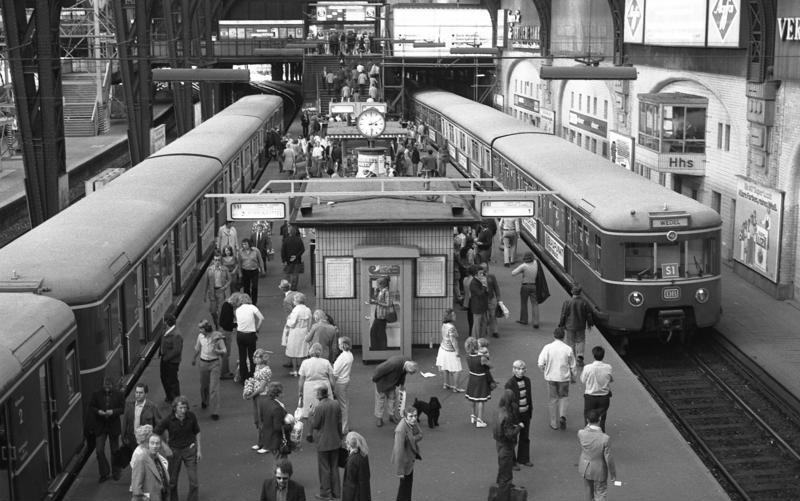
Bis zur vollständigen Eröffnung der City-S-Bahn benutzte die S-Bahn im Hauptbahnhof die damaligen Gleise 1 bis 3 (heute Gleise 3 bis 5) in der Bahnhofshalle

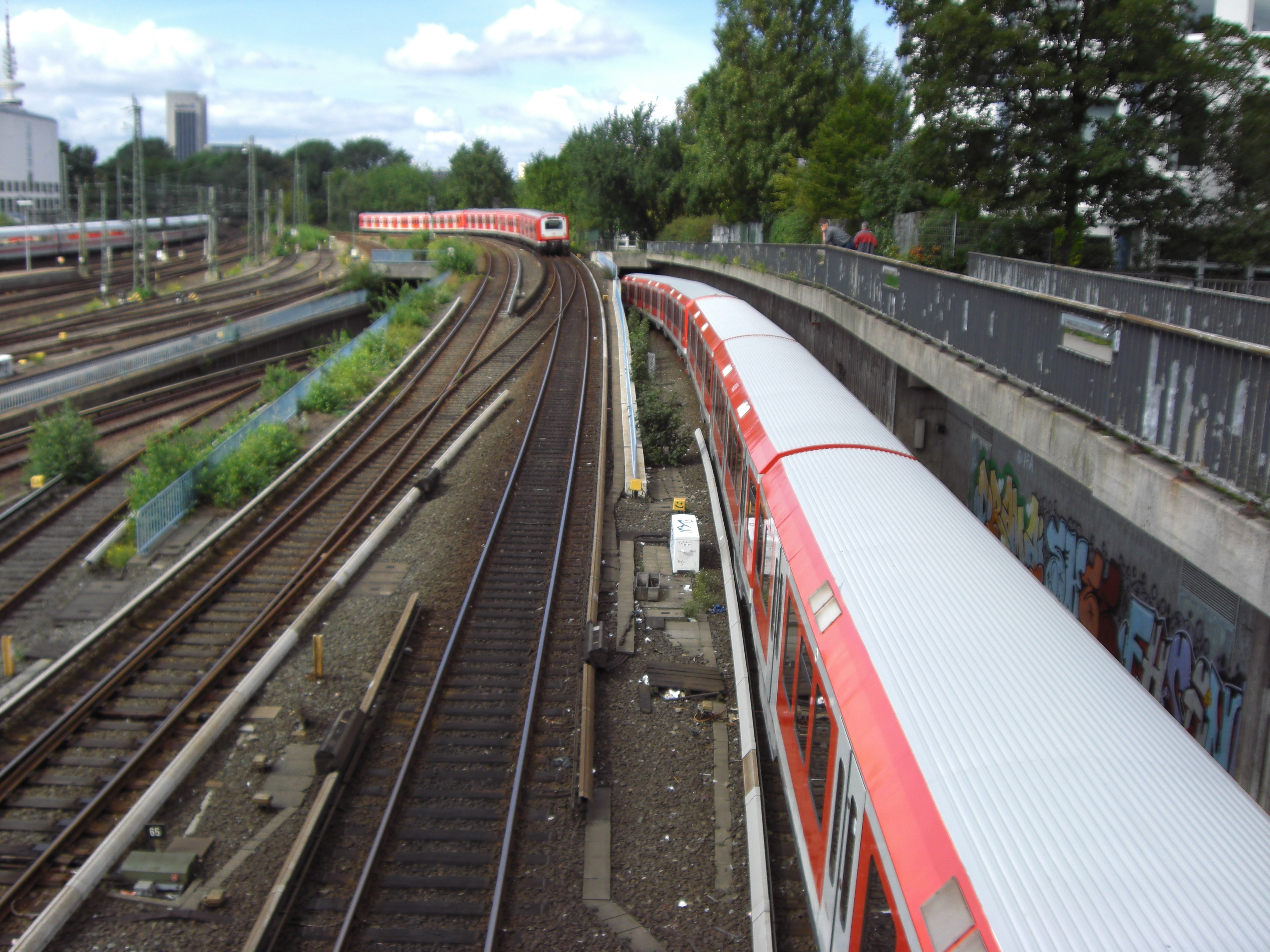
Züge der S-Bahn auf der Verbindungsbahn (Bildmitte) und auf der Tunnelrampe der City-S-Bahn (rechts)

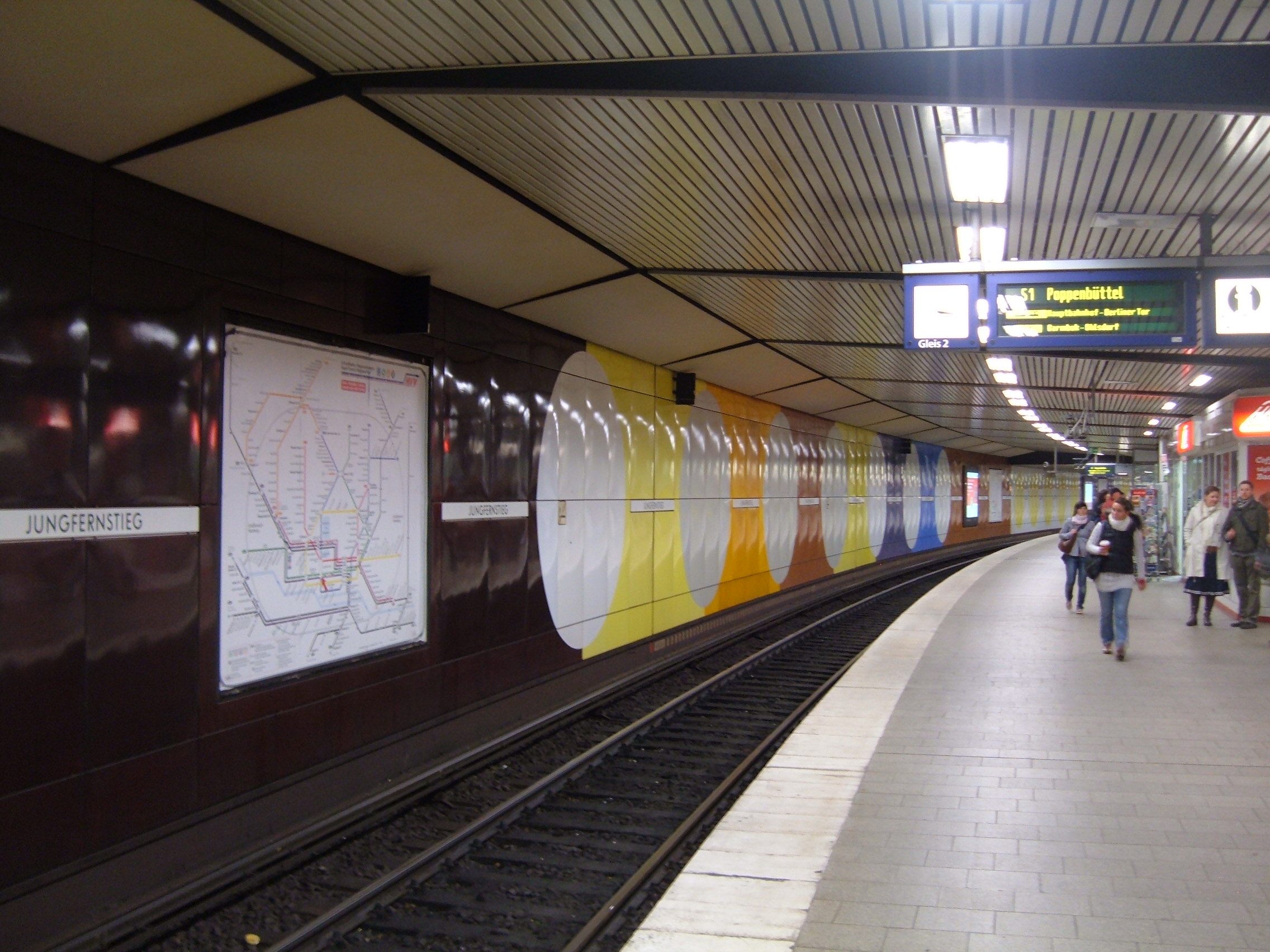
S-Bahnsteig der Tunnelstation Jungfernstieg mit alter Decken- und Wandverkleidung

In den zwei Jahrzehnten nach Gründung des HVV erlebte das Netz der S-Bahn einen relativ kontinuierlichen Ausbau. Bis 1967 wurde die S-Bahn auf neuen eigenen Gleisen von Elbgaustraße bis Pinneberg, bis 1969 auf den bestehenden Fernbahngleisen von Bergedorf bis Aumühle erweitert.
Zur Entlastung der Verbindungsbahn und zur besseren Erschließung des Hamburger Zentrums entstand ab 1967 mit der City-S-Bahn eine zweite Stammstrecke, die die Innenstadt im Tunnel durchquert und wie die Verbindungsbahn den Hauptbahnhof und den Fernbahnhof Altona verbindet. Sie wurde 1975 auf dem Abschnitt zwischen Hauptbahnhof und Landungsbrücken eröffnet, 1979 bis Altona verlängert und 1981 mit der Eröffnung der Strecke zwischen Altona und Diebsteich vervollständigt. 1981 wurde an der Ostseite des Hauptbahnhofs ein neuer Tunnelbahnsteig (neue Gleise 1 und 2) für die S-Bahn in Betrieb genommen. Dieser wird seitdem für die west- bzw. stadteinwärts fahrenden Züge verwendet, der Hallenbahnsteig (neue Gleise 3 und 4; vormals 1 und 2) für die ost- bzw. stadtauswärts verkehrenden Züge. Mit der Eröffnung des Tunnelbahnsteigs wurden das Gleis 5 (vormals Gleis 3, für die in Richtung Berliner Tor fahrenden Züge) dem Fernbahnnetz zugeordnet und dort die Stromschiene entfernt.
1983 wurde die S-Bahn größtenteils auf der östlichen Seite parallel zur bestehenden Fernbahnstrecke über Wilhelmsburg nach Harburg Rathaus erweitert, wofür die neue Linie S3 eingeführt wurde. Im Bereich von Hammerbrook verläuft die Trasse auf einem eigens für die S-Bahn errichteten Betonviadukt und in der Harburger Innenstadt im Tunnel. 1984 wurde die S3 über Heimfeld und anschließend entlang der Niederelbebahn bis Neugraben verlängert.
Aufgrund der starken Verkehrszunahme auf der Strecke zwischen Hamburg und Berlin nach der Wiedervereinigung erhielten die S-Bahn und die Fernbahn zwischen Berliner Tor und Aumühle im Rahmen des Verkehrsprojekts Deutsche Einheit Nr. 1 in den 1990er Jahren getrennte Gleise auf der nördlichen Seite. Die Trasse von Tiefstack bis Bergedorf war bereits vor dem Zweiten Weltkrieg für einen viergleisigen Ausbau vorbereitet worden. Für die Trassenerweiterung zwischen Bergedorf und Aumühle wurde der S-Bahn-Betrieb auf diesem Abschnitt ab 1994 eingestellt. Der Abschnitt bis Reinbek konnte 1997 auf zwei eigenen Gleisen wieder eröffnet werden, die Fertigstellung bis Aumühle verzögerte sich aufgrund von Anwohnerklagen bis 2002. 1999 wurde die neue Haltestelle Allermöhe zwischen Mittlerer Landweg und Nettelnburg in Betrieb genommen, um die Neubausiedlung Neu-Allermöhe West besser anzubinden, wobei die für den Bau des Mittelbahnsteigs der Station notwendige Gleisaufweitung bereits etwas weiter westlich beim Bau der getrennten Gleise für S- und Fernbahn berücksichtigt worden war.
Am 10. September 2001 wurde im Stadtteil Altona-Altstadt eine neue, rund 80 Millionen D-Mark teure Betriebszentrale in Betrieb genommen.

### 2007 – Beginn des (zweiten) Zweisystembetriebs

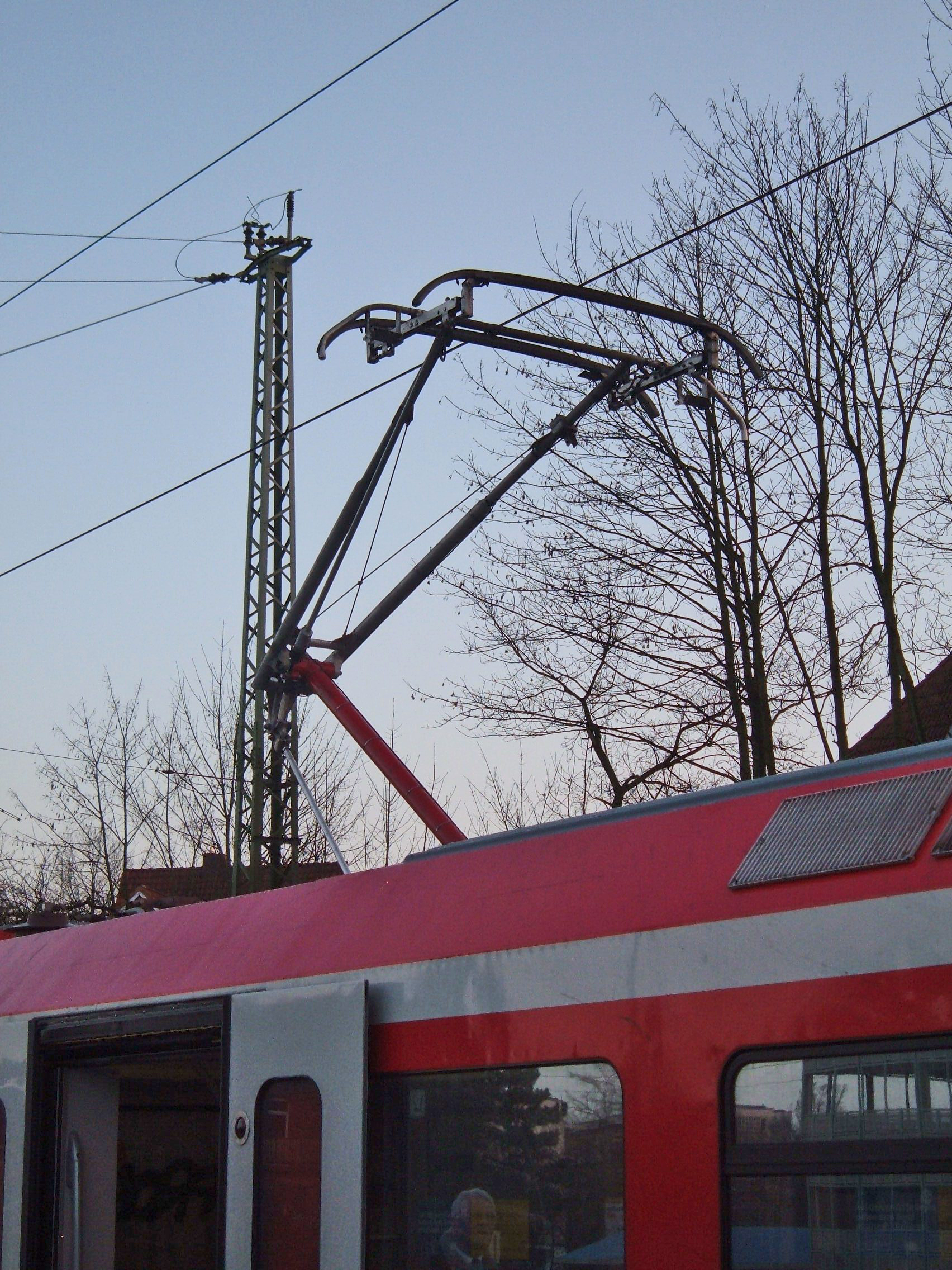
S-Bahn unter Fahrdraht am Endbahnhof Stade

Zum Fahrplanwechsel im Dezember 2007 wurde die Linie S3 von Neugraben über Buxtehude nach Stade auf den bestehenden Gleisen verlängert. Das Netz der S-Bahn wuchs damit um 32 km und erlebte seine bisher größte in einem einzelnen Schritt vollzogene Erweiterung. Die Züge der S-Bahn verkehren auf der Strecke im Mischbetrieb mit dem Regional- und Güterverkehr auf den Gleisen der DB Netz AG unter Fahrdraht. Mit der Erweiterung erreichte die Hamburger S-Bahn erstmals Niedersachsen und nahm als erste Deutschlands den kombinierten Betrieb mit Gleich- und Wechselstrom über Stromschiene und Oberleitung auf. Aufgrund der wesentlich geringeren Taktdichte, insbesondere zwischen Buxtehude und Stade, und des für die Hamburger S-Bahn ansonsten untypisch großen Stationsabstands hat die S-Bahn auf diesem Abschnitt jedoch weitgehend den Charakter einer Regionalbahn.
Die S-Bahn bedient auf diesem Abschnitt die zuvor vom Regionalverkehr genutzten Haltestellen und Bahnhöfe Stade, Agathenburg, Dollern, Horneburg, Neukloster, Buxtehude und Neu Wulmstorf in Niedersachsen sowie den neuen Haltepunkt Fischbek auf Hamburger Gebiet. Von den genannten Stationen werden nur noch Stade, Horneburg und Buxtehude zusätzlich durch den Regionalexpress bedient, zudem wurde der Regionalbahn-Haltepunkt am vormaligen Endpunkt der S3 in Neugraben aufgelassen. Dieser diente bis zur Eröffnung der Erweiterung als Umsteigepunkt für Reisende aus und in Richtung Stade.
Die Bereitstellung der zum Betrieb notwendigen Fahrzeuge kostete rund 87 Millionen Euro und umfasste den Neubau von neun Zweisystem-Triebzügen (Baureihe 474.3) und den Umbau von 33 bereits zuvor in Betrieb befindlichen Einheiten der Baureihe 474 für den Zweisystembetrieb. Die umzubauenden Einheiten erhielten neugebaute Mittelwagen.
Die Kosten für Anpassungsmaßnahmen und Neubauten an Schienennetz und Stationen betrugen rund 162 Millionen Euro.

### 2008 – Anbindung des Flughafens

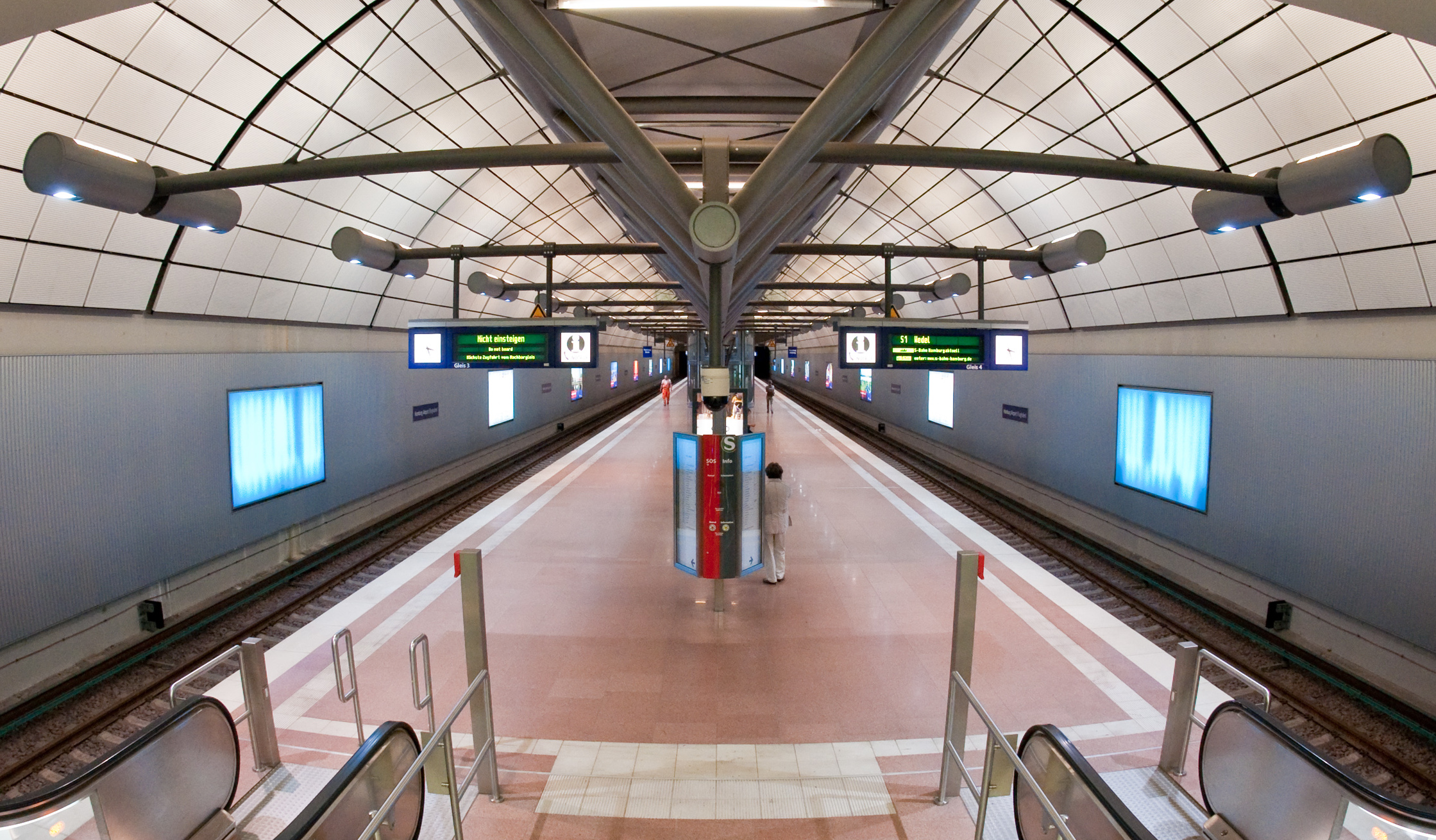
Station Hamburg Airport (Flughafen)

Die jüngste Streckenerweiterung des S-Bahn-Netzes erfolgte am 12. Dezember 2008 mit der Eröffnung einer rund drei Kilometer langen, größtenteils unterirdisch geführten Zweigstrecke von Ohlsdorf zum Hamburger Flughafen in Fuhlsbüttel. Die einzige neue Haltestelle der Erweiterung ist jene am Flughafen. Kurzzeitig wurde die Einrichtung des Zwischenhaltepunkts Erdkampsweg erwogen; aufgrund eines geringen Verkehrswerts wurde der Vorschlag jedoch nicht weiterverfolgt. Die Strecke schuf erstmals seit Stilllegung der Straßenbahnlinie 9 im Mai 1974 eine direkte Schienenverbindung zwischen Hauptbahnhof und Flughafen.
Mit der Eröffnung der Stichstrecke wurde erstmals die planmäßige Flügelung einer Linie eingeführt; Züge der Linie S1 verkehren bis Ohlsdorf als Vollzug mit sechs Wagen und werden hier in zwei Kurzzüge mit jeweils drei Wagen geteilt, von denen der vordere zum Flughafen und der hintere nach Poppenbüttel weiterverkehrt. Zuvor war es jedoch während der Schwachverkehrszeit bereits üblich, die aus der Innenstadt kommenden Vollzüge in Ohlsdorf zu schwächen und als Kurzzug bis Poppenbüttel weiterzuführen. Der Bahnsteig der Station am Flughafen ist für die Bedienung mit Vollzügen ausgelegt, die beispielsweise bei Großveranstaltungen eingesetzt werden können.
Der erste Spatenstich für die Strecke erfolgte am 11. April 2001. Die geschätzten Baukosten betrugen im Jahr 2003 rund 228 Millionen Euro, die sich bis zur Fertigstellung auf rund 280 Millionen Euro erhöhten. Die Kosten wurden gemeinsam vom Bund (60 %) und der Freien und Hansestadt (40 %) getragen.

### 2013 – Ausschreibung des Betriebs
Der aktuelle Verkehrsvertrag zwischen der Freien und Hansestadt und der S-Bahn Hamburg GmbH lief im Dezember 2018 aus. Für den Betrieb ab Dezember 2018 bis Dezember 2033 wurde erstmals in der Geschichte des Verkehrsmittels eine Ausschreibung durchgeführt, in der jedoch die S-Bahn Hamburg GmbH ebenfalls den Zuschlag erhielt.
Der ab Ende 2018 gültige Verkehrsvertrag fixiert eine Reihe von Bedingungen für die S-Bahn Hamburg GmbH, die nach Aussage des Unternehmens mit einem Investitionsprogramm in Höhe von 400 Millionen Euro verbunden ist:
- Bis zum Beginn des neuen Vertrags sollten die ältesten 52 der insgesamt 62 Einheiten der Baureihe 472 aus dem Verkehr gezogen und durch 60 Neubaufahrzeuge der Baureihe 490 ersetzt werden. Die acht zusätzlich zu beschaffenden Einheiten sollten vorrangig der Stabilisierung des Betriebs dienen und waren nicht zur Ausweitung des Angebots insgesamt vorgesehen. Die ersten acht Einheiten sollten ursprünglich bis Ende 2016 in den Probebetrieb gehen. Nach werksseitigen Verzögerungen wurde dieser nun ab Herbst 2017 aufgenommen.
- Bis 2021 wurden die 112 Einheiten der Baureihe 474 modernisiert. Unter anderem erhielten sie Übergänge zwischen den Wagen einer Einheit (siehe Baureihe 474 Plus).
- Das Betriebswerk in Ohlsdorf und die Werkstatt an der Elbgaustraße sollten modernisiert werden.
- Im genannten Investitionsvolumen nicht enthalten iswarent der zusätzlich geplante Ersatz aller Einheiten der Baureihe 474 durch Neufahrzeuge bis zum Auslaufen des Vertrags im Jahr 2033.

Eine grundsätzliche Schwierigkeit bei der Ausschreibung des Betriebs ergibt sich aus den technischen Spezifikationen des Systems in Verbindung mit der vergleichsweise kurzen Vertragslaufzeit. Bewerber mussten für die erfolgte Ausschreibung einen Fahrzeugpark vorweisen, der speziell für das Hamburger System (Zweisystembetrieb, Stromschiene, Lichtraumprofil u. a.) angepasst ist. Erhielte ein Betreiber nach Auslaufen des Vertrags keinen Zuschlag für eine Fortsetzung des Betriebs, könnten die Fahrzeuge nur nach Umbauten in anderen Systemen eingesetzt werden.
Die Höhe der beschriebenen Hürde zeigte sich daran, dass in der erfolgten Ausschreibung neben der S-Bahn Hamburg GmbH, die zurzeit als einziges Unternehmen über einen entsprechend angepassten Fahrzeugpark verfügt, lediglich ein weiterer Bewerber ein Angebot eingereicht hatte.
Um für den ab Ende 2033 gültigen Verkehrsvertrag eine diskriminierungsfreie Ausschreibung zu erleichtern, wurde im Rahmen des ab Ende 2018 laufenden Vertrags beschlossen, dass die S-Bahn Hamburg GmbH ihre Fahrzeugflotte an die Freie und Hansestadt verkauft, sofern in der neuerlichen Ausschreibung ein anderer Betreiber als die S-Bahn Hamburg GmbH den Zuschlag erhalten sollte. Hamburg könnte dann mit einem eigenen Fahrzeugpark eine Ausschreibung ausschließlich für diesen Betrieb machen. Beispiele für eine reine Betriebsvergabe finden sich bei der metronom Eisenbahngesellschaft, deren Fahrzeuge sich im Besitz der landeseigenen Landesnahverkehrsgesellschaft Niedersachsen befinden, oder bei der Stockholmer U-Bahn, deren Fahrzeuge und Infrastruktur der ebenfalls öffentlichen Storstockholms Lokaltrafik gehören, jedoch von der aus Hongkong stammenden MTR Corporation betrieben werden.
Der anschließende Verkehrsvertrag soll vom 11. Dezember 2033 bis zum 12. Dezember 2048 laufen und zunächst 19 Millionen Zugkilometer umfassen.

### 2023 – Eröffnung der Station Ottensen

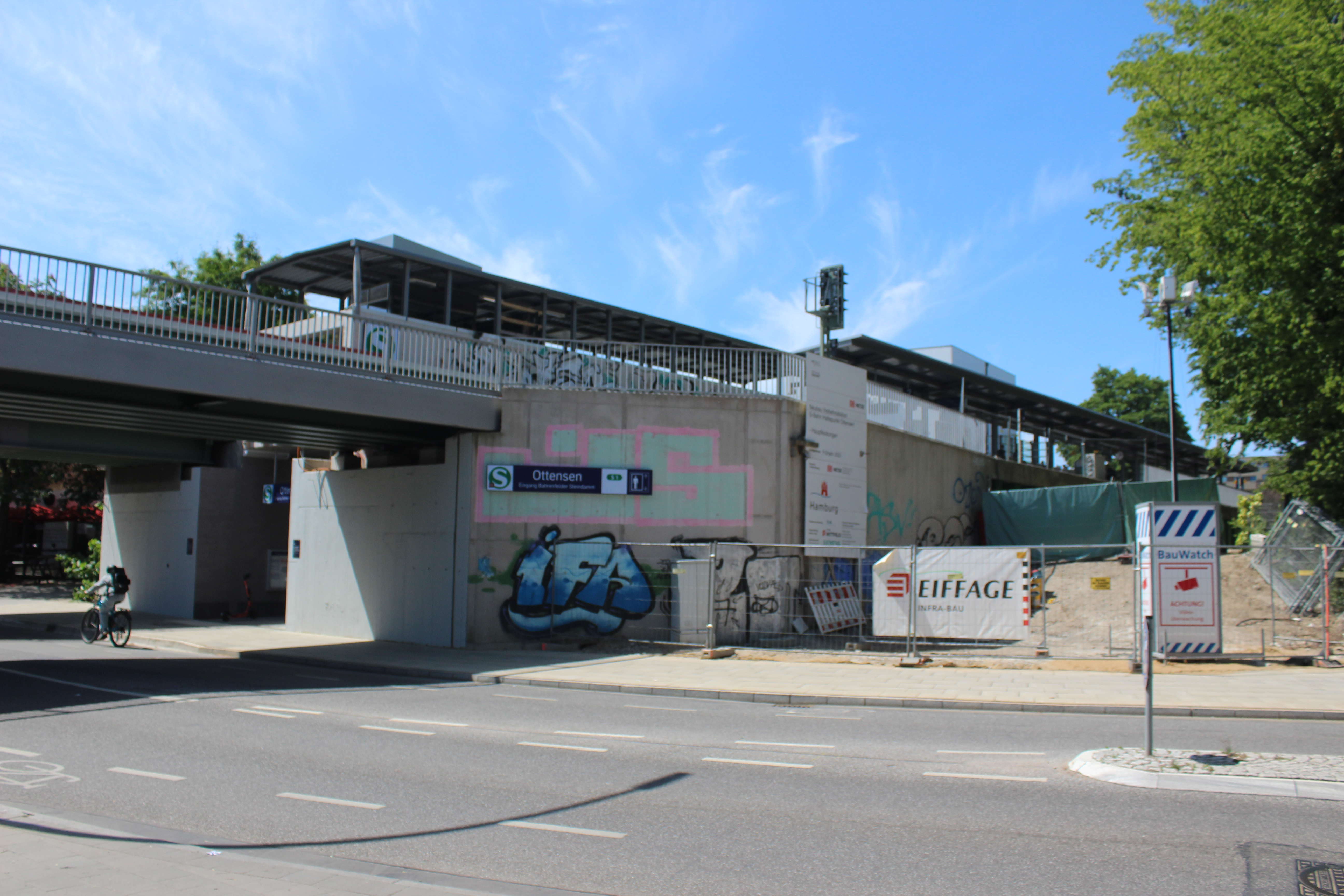
Hauptzugang zur Station Ottensen

Am 31. Mai 2023 eröffnete die S-Bahn zwischen den Bestandsstationen Altona und Bahrenfeld die Haltestelle Ottensen, die ein dicht besiedeltes Gebiet im zentralen Bereich des Bezirks Altona erschließt. Für den Bau wurde ein nicht mehr genutztes Güterverkehrsgleis nördlich der S-Bahn-Strecke zurückgebaut und das nördliche S-Bahn-Gleis auf dessen Fläche verschwenkt, sodass zwischen den beiden Richtungsgleisen Platz für einen Mittelbahnsteig geschaffen werden konnte. Der Hauptzugang wurde in die vorhandene Straßenunterführung am Bahrenfelder Steindamm integriert. Ein zweiter Zugang zwischen dem westlichen Teil der Station und der die Strecke hier kreuzenden Daimlerstraße wurde am 1. Dezember 2023 eröffnet.
Die Bauarbeiten wurden im Jahr 2019 aufgenommen, die zunächst für Anfang 2020 avisierte Inbetriebnahme erfolgte nach insgesamt sechs Verschiebungen Ende Mai 2023.
Die Kosten des Vorhabens werden mit Stand Sommer 2021 auf rund 40,7 Millionen Euro geschätzt, 2012 ging der Hamburger Senat von Gesamtkosten von 16 Millionen Euro aus. Im Sommer 2019 waren 27 Millionen Euro Kosten prognostiziert. Zu diesem Zeitpunkt war vorgesehen, dass die Projektkosten zunächst allein durch die Freie und Hansestadt Hamburg getragen werden sollten, dass jedoch ein Teil nachträglich durch Bundesmittel im Rahmen einer sog. Leistungs- und Finanzierungsvereinbarung erstattet werden sollte.

### 10. Dezember 2023: Neustrukturierung des Liniennetzes
Zum Fahrplanwechsel am 10. Dezember 2023 wurde beim Liniennetz die erste wesentliche Anpassung seit den 1980er Jahren vollzogen. Zentrale Merkmale der Neustrukturierung waren die Reduzierung der Anzahl der Linien von bislang sechs (S1, S11, S2, S21, S3, S31) auf vier (S1, S2, S3, S5) bei gleichzeitigem Erhalt des bisherigen Fahrtenangebots und die Aufgabe der Unterscheidung in ganztägig verkehrende Haupt- (S1, S21, S3, S31) und nur während der Hauptverkehrszeiten verkehrende Verstärkerlinien (S11, S2). Dabei wurde das bis dahin verwendete System, nach dem Linien mit einstelliger Liniennummer über den City-Tunnel und solche mit zweistelliger Nummer über die Verbindungsbahn verkehren, aufgegeben. Unverändert blieb der Grundtakt von 10 Minuten im Tages- und von 20 Minuten im Früh- und Nachtverkehr auf jeder Linie. Gleichzeitig wurde auf den Linien S1 und S2 die Verdichtung auf einen 5-Minuten-Takt während der Hauptverkehrszeit eingeführt (s. u.). Senat, Hamburger Verkehrsverbund und S-Bahn Hamburg GmbH kündigten den Wechsel am 28. Juni 2022 an.
Bis zur Umstellung verfügte die S-Bahn über die nachfolgend genannten Linien.
| Linie | Verlauf                                                                                | Anmerkungen |
| ----- | -------------------------------------------------------------------------------------- | --- |
|       | Wedel – Altona – City-Tunnel – Ohlsdorf – Hamburg Airport (Flughafen) / – Poppenbüttel | - entsprach der jetzigen S1 |
|       | Blankenese – Altona – Verbindungsbahn – Ohlsdorf (– Poppenbüttel)                      | - nur während der Hauptverkehrszeit verkehrende Verstärkerlinie mit Durchbindung der Poppenbüttler und Wedeler Streckenäste auf die Verbindungsbahn - die zwischen Blankenese und Altona sowie zwischen Hauptbahnhof und Poppenbüttel verkehrenden Kurse der S11 wurden durch die S1 übernommen, Kurse über die Verbindungsbahn durch die S2 |
|       | Altona – City-Tunnel – Bergedorf                                                       | - nur während der Hauptverkehrszeit verkehrende Verstärkerlinie mit Durchbindung des Bergedorfer Streckenastes auf den City-Tunnel - die zwischen Altona und Hauptbahnhof verkehrenden Kurse der alten S2 wurden durch die S1 übernommen, Kurse zwischen Hauptbahnhof und Bergedorf durch die neue S2                                        |
|       | Elbgaustraße – Verbindungsbahn – Bergedorf – Aumühle                                   | - entsprach Verlauf der jetzigen S2 mit nach Elbgaustraße verlängertem Laufweg, endete im Nachtverkehr jedoch ebenfalls in Altona |
|       | Pinneberg – City-Tunnel – Neugraben (– Buxtehude – Stade)                              | - entsprach Verlauf der jetzigen S3 mit nach Stade verlängertem Laufweg, entsprechend Führung der jetzigen Linie im Nachtverkehr am Wochenende und vor Feiertagen |
|       | Altona – Verbindungsbahn – Harburg Rathaus (– Neugraben)                               | - entsprach Verlauf der jetzigen S5 mit nach Neugraben und Altona verkürztem Laufweg, verkehrte im Nachtverkehr nur verkürzt bis Berliner Tor |

Liniennetz bis zum 10. Dezember 2023

Die Linien S1 und S11, S2 und S21 sowie S3 und S31 bildeten im früheren System Paare, die jeweils dieselben Außenstrecken bzw. Teile hiervor bedienten, während sie in der inneren Stadt entweder über den City-Tunnel (S1, S2, S3) oder die Verbindungsbahn (S11, S21, S31) verkehrten. In der Schwach- und Normalverkehrszeit verkehrten so über die beiden Stammstrecken jeweils zwei Linien mit insgesamt zwölf Zügen je Stunde und Richtung und in der Hauptverkehrszeit jeweils drei Linien mit 18 Zügen je Stunde und Richtung.
Die von der S11 und der alten S2 geleisteten Verstärkerfahrten während der Hauptverkehrszeit werden seit der Umstellung als zusätzliche Kurse der neuen S1 und der neuen S2 durchgeführt, deren weiterhin gültigen Grundtakt von 10 Minuten dann auf einen 5-Minuten-Takt verdichtet wird. Die zuvor durch die S11 geleisteten zusätzlichen Kurse über die Verbindungsbahn werden entsprechend durch die neue S2 und die durch die alte S2 bedienten zusätzlichen Kurse durch den City-Tunnel durch die neue S1 erbracht. Die hiermit entfallende Direktverbindung von der Wedeler und der Poppenbüttler Außenstrecke auf die Verbindungsbahn und von der Bergedorfer Außenstrecke in den City-Tunnel während der Hauptverkehrszeit sowie die durch die Umstellung der Stader Außenstrecke von der S3 auf die S5 grundsätzlich entfallende Durchbindung von Stade über den City-Tunnel wurden durch einen angepassten bahnsteiggleichen Umstieg mit längeren abgestimmten Haltezeiten an den Netzknoten Hauptbahnhof und Altona ersetzt.
Der Außenstrecke zwischen Neugraben und Stade wurde von der alten S3 mit gleicher Taktung wie bei der jetzigen S5 bedient. Im aktuellen System erfolgt die Bedienung der Strecke im durchgehenden Nachtverkehr weiterhin durch die S3, um eine direkte Durchbindung vom City-Tunnel nach Stade zu ermöglichen. Die S5 wird im Nachtverkehr nicht betrieben.
Das Linienkonzept wurde im Rahmen eines rund zweijährigen Arbeitsprozesses zwischen S-Bahn Hamburg GmbH, Verkehrsbehörde und hvv erarbeitet. Die Neustrukturierung sollte u. a. zur Erhöhung der Betriebsstabilität und Pünktlichkeit durch Auflösung betrieblicher Eng- und Konfliktstellen beitragen, verbesserte Anschlüsse zwischen den Linien ermöglichen und die erforderlichen Kapazitäten für die Integration der in Umsetzung befindlichen Netzerweiterungen und der Verstärkerlinie S6 schaffen. Diese Verbesserungen seien nach Aussage der S-Bahn Hamburg GmbH mit dem früheren Liniennetz nicht erreichbar gewesen. Die Vereinfachung des Netzes soll zudem die Übersichtlichkeit aus Kundenperspektive erhöhen. Die Neustrukturierung war Teil eines Maßnahmenpakets zur Verbesserung des Angebots der S-Bahn, zu dem weiterhin der durchgehende Betrieb der S3 mit Langzügen zwischen etwa 5 Uhr und 19 Uhr gehört.
Die Umsetzung konnte vollständig innerhalb der bestehenden Bahninfrastruktur erfolgen und erfordert keine baulichen Maßnahmen an Strecken oder einen Ausbau der Betriebstechnik. Die S-Bahn Hamburg GmbH gibt die Kosten für die Umstellung mit rund 2½ Millionen Euro an, die u. a. auf die Anpassung der Stationsbeschilderung entfielen.

### Eröffnungsdaten (elektrischer Betrieb)
| Eröffnungsdatum    | von – bis                              | Streckenname                                               |
| ------------------ | -------------------------------------- | ---------------------------------------------------------- |
| 1. Oktober 1907    | Blankenese – Ohlsdorf                  | Altona-Blankeneser Eisenbahn / Verbindungsbahn & Stadtbahn |
| 12. März 1924      | Ohlsdorf – Poppenbüttel                | Alstertalbahn                                              |
| 14. Mai 1950       | Blankenese – Sülldorf                  | Altona-Blankeneser Bahn                                    |
| 23. Mai 1954       | Sülldorf – Wedel                       | Altona-Blankeneser Bahn                                    |
| 1. Juni 1958       | Berliner Tor – Bergedorf               | Berlin-Hamburger Bahn                                      |
| 22. Februar 1962   | Holstenstraße – Langenfelde            | Pinneberger S-Bahn                                         |
| 26. September 1965 | Langenfelde – Elbgaustraße             | Pinneberger S-Bahn                                         |
| 24. September 1967 | Elbgaustraße – Pinneberg               | Pinneberger S-Bahn                                         |
| 1. Juni 1969       | Bergedorf – Aumühle                    | Berlin-Hamburger Bahn                                      |
| 1. Juni 1975       | Hauptbahnhof – Landungsbrücken         | City-S-Bahn                                                |
| 21. April 1979     | Landungsbrücken – Altona               | City-S-Bahn                                                |
| 31. Mai 1981       | Altona – Diebsteich                    | City-S-Bahn                                                |
| 25. September 1983 | Hauptbahnhof – Harburg Rathaus         | Harburger S-Bahn                                           |
| 5. August 1984     | Harburg Rathaus – Neugraben            | Harburger S-Bahn                                           |
| 6. Dezember 2007   | Neugraben – Stade                      | Niederelbebahn                                             |
| 12. Dezember 2008  | Ohlsdorf – Hamburg Airport (Flughafen) | Flughafen-S-Bahn                                           |

## Ausbauvorhaben

Zielnetz 2030 (Planungsstand 2023)
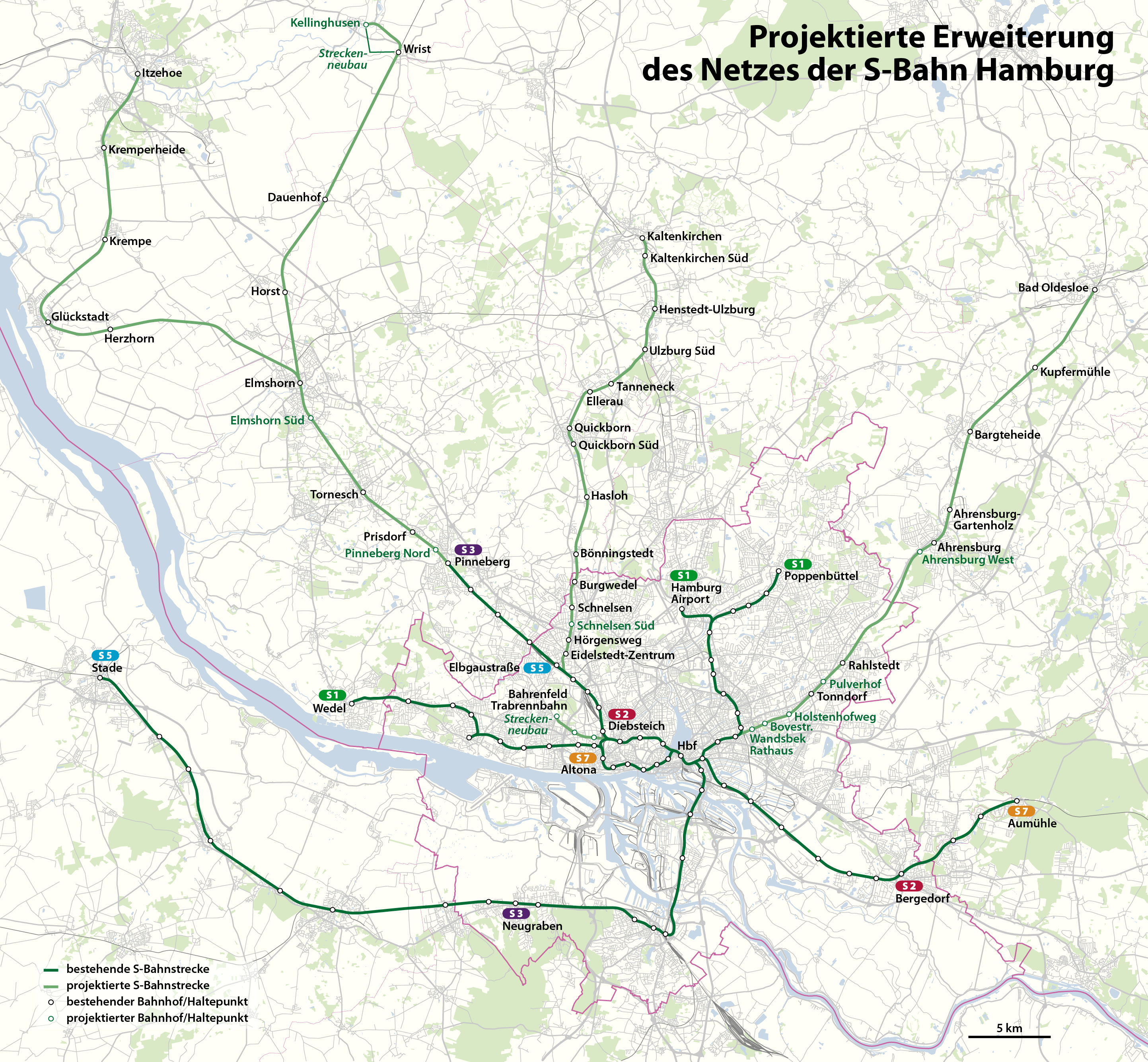
Aktuelle Ausbauvorhaben und weitere Planungen

### Vorhaben in Umsetzung
Zurzeit befinden sich zwei Netzerweiterungen mit einer Gesamtlänge von rund 65,9 Kilometern und insgesamt 27 zusätzlichen Stationen in Bau, davon rund 19,5 Kilometer und elf Stationen in Hamburg und rund 46,4 Kilometer und 16 Stationen in Schleswig-Holstein. Das Netz wird mit Umsetzung dieser Vorhaben bis voraussichtlich 2029 auf insgesamt rund 210,3 Kilometer Länge und 97 Stationen wachsen.

#### S4: Bad Oldesloe über Hasselbrook
| Anschluss- und Endstation  | Streckenverlauf | Ausbau und Betrieb | Vsl. Inbetriebnahme                                          | Linie |
| -------------------------- | --- | --- | ------------------------------------------------------------ | ----- |
| Hasselbrook – Bad Oldesloe | Hasselbrook – Wandsbek Rathaus – Bovestraße – Holstenhofweg – - Tonndorf – Pulverhof – Rahlstedt – Ahrensburg West – Ahrensburg – Gartenholz – Bargteheide – Kupfermühle – Bad Oldesloe | eigene zweigleisige S-Bahn-Strecke parallel zur Bestandsstrecke zwischen Hasselbrook und Ahrensburg, eigene eingleisige Strecke bis Gartenholz, danach Nutzung der bestehenden Fernbahnstrecke bis Bad Oldesloe; Elektrifizierung bis einschließlich Bovestraße über Stromschiene, danach über Oberleitung | Hasselbrook – Rahlstedt: 2027 Rahlstedt – Bad Oldesloe: 2029 |       |

Strecke und Stationen

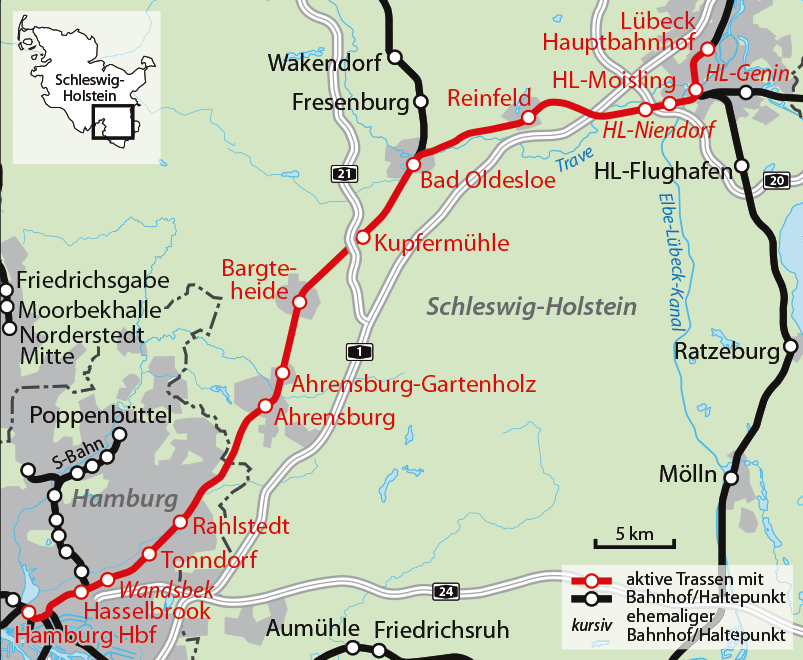
Verlauf der Bahnstrecke Lübeck–Hamburg, die zwischen Hasselbrook und Gartenholz ausgebaut wird

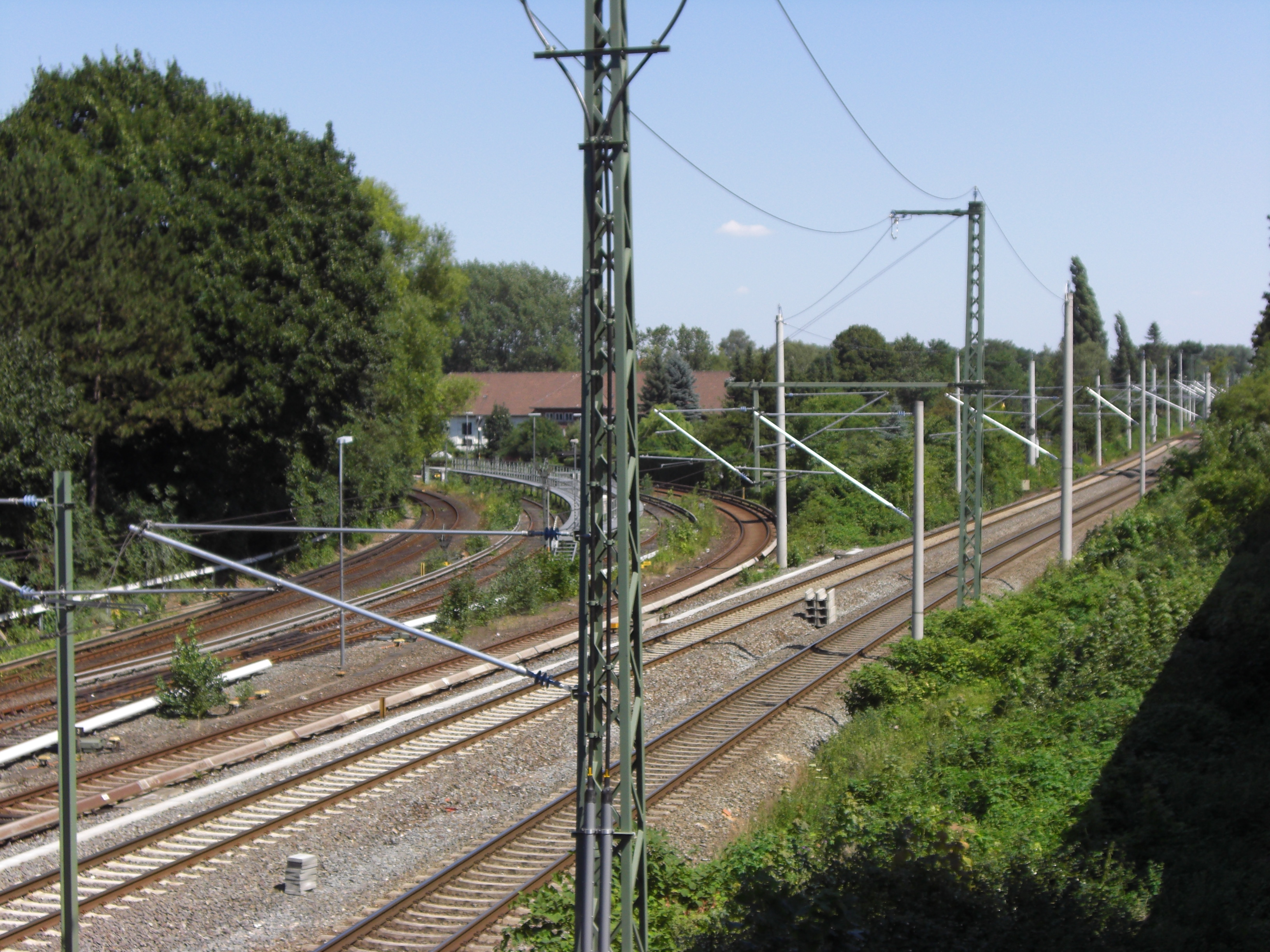
Trennung der S-Bahn-Strecke in Richtung Hamburg Airport/Poppenbüttel (links) und der Strecke nach Lübeck (rechts) östlich der Station Hasselbrook; Situation vor Baubeginn

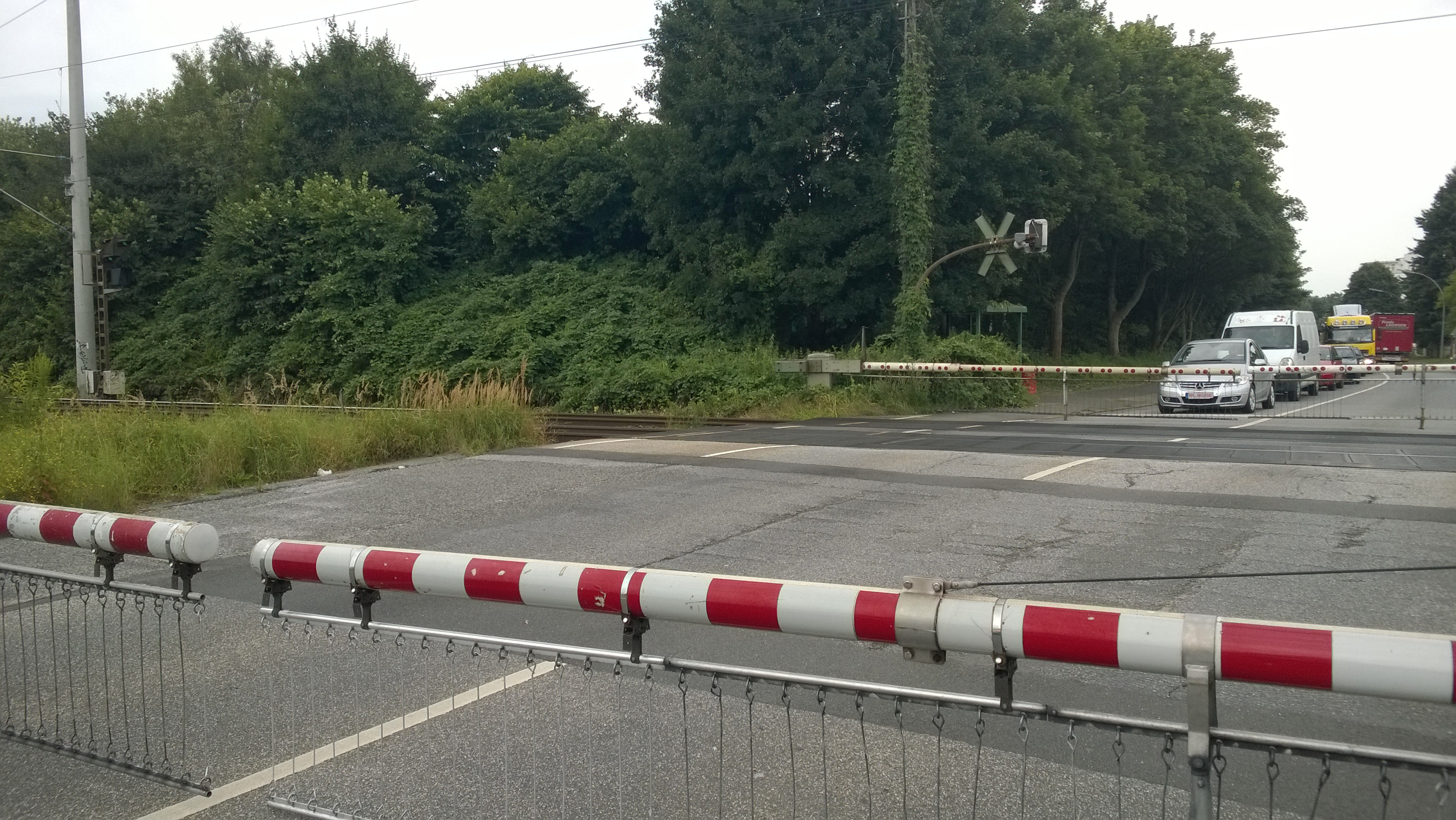
Bahnübergang Jenfelder Straße: Im Hamburger Stadtgebiet wurden entlang der Strecke nach Lübeck Flächen freigehalten, um die zusätzlichen Gleise der S4 aufzunehmen; Situation vor Baubeginn

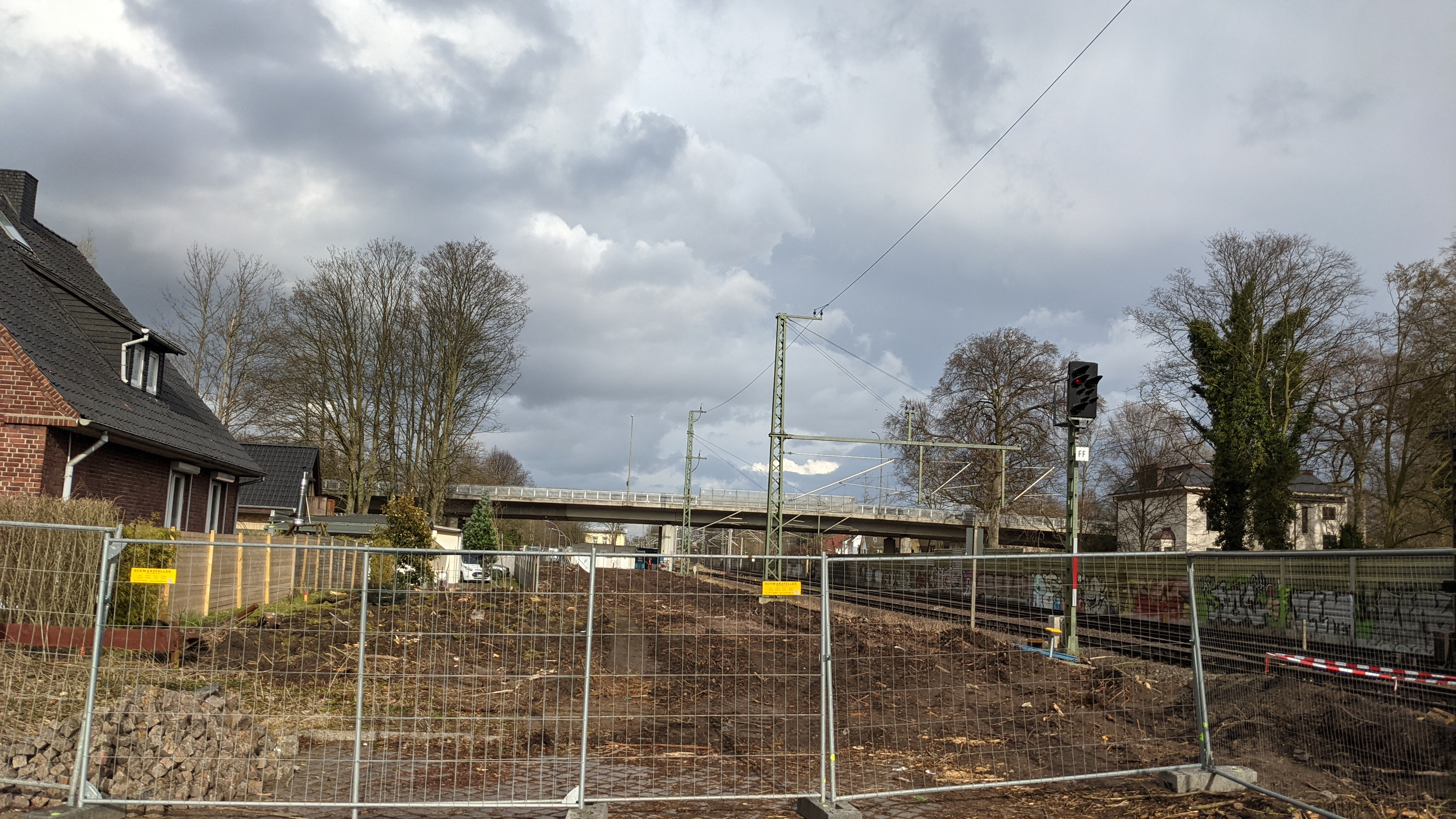
Vorbereitung der Gleisbauarbeiten am Übergang Schloßgarten im Frühling 2021

Die neue Strecke wird am Bahnhof Hasselbrook kreuzungsfrei aus der Strecke nach Poppenbüttel ausfädeln und auf der nordwestlichen Seite entlang der bestehenden Strecke Lübeck–Hamburg über Rahlstedt nach Gartenholz führen. Von dort sollen die Züge der S-Bahn auf der bestehenden Strecke über Bargteheide nach Bad Oldesloe weiterverkehren. Zwischen Hasselbrook und Ahrensburg soll die S-Bahn-Strecke zweigleisig, zwischen Ahrensburg und Gartenholz eingleisig hergestellt werden. Die neuzubauende Strecke hat eine Länge von rund 20 Kilometern, die Gesamtstreckenlänge zwischen Hasselbrook und Bad Oldesloe beträgt rund 35,9 Kilometer. Die Elektrifizierung soll bis einschließlich Bovestraße über Stromschiene, ab der Systemwechselstelle nördlich von Bovestraße bis Bad Oldesloe über Oberleitung erfolgen. Die Verbindung entspricht dem Verlauf der Regionalbahn-Linie RB81, die zwischen 1966 und 2002 bereits bis Ahrensburg als S-Bahn tarifiert und unter der Bezeichnung S4 geführt, jedoch mit lokomotivbespannten Wendezügen bedient wurde.
Mit dem Vorhaben soll das S-Bahn-Netz um insgesamt zwölf Stationen erweitert werden, von denen fünf neugebaut würden. Auf Hamburger Gebiet sind die vier neuen Haltepunkte Wandsbek Rathaus (Name in früheren Planungsständen: Claudiusstraße), Bovestraße, Holstenhofweg und Pulverhof geplant. In Schleswig-Holstein ist die Einrichtung eines zusätzlichen Haltepunkts in Nähe der vorhandenen U-Bahn-Station Ahrensburg West vorgesehen. Die früher auf der Strecke vorhandene Regionalbahn-Station Wandsbek wurde in Hinblick auf den Streckenausbau für die S-Bahn zum Fahrplanwechsel im Dezember 2021 stillgelegt und soll durch Wandsbek Rathaus und Bovestraße ersetzt werden.
Alle Stationen der Strecke sollen über einen Mittelbahnsteig mit einer langzugtauglichen Länge von 210 m und der im Gleichstrom-Netz üblichen Höhe von 96 cm verfügen, sodass an allen Stationen ein stufenloser Ein- und Ausstieg möglich ist.
Die Bahnsteige der bestehenden Stationen entlang der Strecke sollen entsprechend den o. g. Parametern angepasst werden; in Tonndorf, Ahrensburg, Kupfermühle und Bad Oldesloe können hierzu die vorhandenen Anlagen genutzt werden, in Rahlstedt, Gartenholz (bislang Seitenbahnsteige) und Bargteheide ist jeweils ein kompletter Neubau erforderlich. Erwähnenswert ist hierbei, dass die Bahnsteige der letztgenannten Station erst 2010 hergestellt wurden, die Baukosten betrugen (allerdings für die gesamte Station) 8,2 Millionen Euro.
Weiterhin sollen alle bestehenden niveaugleichen Kreuzungen mit anderen Verkehrsarten entlang der Strecke beseitigt werden. Aus Gründen des Naturschutzes sind hierfür teilweise aufwendige Ingenieurbauwerke wie eine neue Brücke im Naturschutzgebiet Stellmoor-Ahrensburger Tunneltal erforderlich, was zu Verzögerungen im Planungsprozesses und zu einer Kostensteigerung führte.
Betrieb
Die Strecke soll durch eine neu einzurichtende Linie S4 bedient werden, die ab Hasselbrook zum Hauptbahnhof und weiter stadteinwärts über den City-Tunnel geführt werden und in Altona bzw. am künftigen neuen Fernbahnhof am Standort der S-Bahn-Station Diebsteich enden soll. Perspektivisch wird eine Fortführung der Linie nach Elmshorn und darüber hinaus nach Itzehoe und Kellinghusen angestrebt (siehe hier).
Nach dem Endausbau soll die Strecke zwischen Altona und Rahlstedt tagsüber mit dem im restlichen S-Bahn-Netz üblichen 10-Minuten-Takt bedient werden, der während der Hauptverkehrszeit bis Gartenholz ausgeweitet werden soll. In der Normal- und Nebenverkehrszeit ist zwischen Rahlstedt und Bargteheide ein 20-Minuten-Takt vorgesehen, die Verbindung nach Bad Oldesloe soll grundsätzlich stündlich bedient werden.
Aufgrund der Elektrifizierung über Oberleitung ist der Einsatz von Zweisystem-Fahrzeugen vorgesehen.
Die Regionalbahn-Linie RB81 soll mit Inbetriebnahme der Gesamtstrecke der S4 durch diese ersetzt werden. Bis auf Ahrensburg würden entsprechend alle Halte zwischen Bad Oldesloe und dem Hauptbahnhof in reine S-Bahn-Stationen umgewandelt. Die Regionalexpress-Linien RE8 und RE80 zwischen Hamburg und Lübeck blieben als schnellere Verbindung erhalten. Ob weiterhin einzelne Züge der genannten Regionalexpress-Linien in Hasselbrook und Rahlstedt halten können sollen, ist noch nicht abschließend bestimmt.
Kosten und Finanzierung
Die Kosten des Vorhabens werden auf 1,847 Milliarden Euro prognostiziert. Die Prognose berücksichtigt neben dem Bau der Anlagen für die S-Bahn die erforderlichen Anpassungen der vorhandenen Fern- und Güterverkehrsanlagen wie Gleisverschwenkungen und den Neubau von Bahnsteigen, zu erbringende Lärmschutz-Maßnahmen sowie die Beseitigung der plangleichen Kreuzungen mit anderen Verkehrsarten.
Am 29. November 2019 schlossen der Bund, die Länder Hamburg und Schleswig-Holstein sowie die Deutsche Bahn ein Finanzierungsabkommen. Nach diesem trägt der Bund mit 1,557 Milliarden Euro rund 84 Prozent der Kosten. Den auf die Länder entfallenden Anteil in Höhe von rund 290 Millionen Euro tragen Hamburg zu 70 und Schleswig-Holstein zu 30 Prozent. Die Deutsche Bahn trägt 20 Millionen Euro der Kosten. Aufgrund der Bedeutung der Strecke Hamburg–Lübeck für die gesamteuropäische Verkehrsinfrastruktur (TEN-V-Kernnetzkorridor Skandinavien–Mittelmeer) und der mit dem Ausbau für die S-Bahn verbundenen Entlastung bzw. Kapazitätssteigerung der Strecke zugunsten des Güter- und Fernbahnverkehrs konnten Bund und Länder erfolgreich eine Kofinanzierung aus Fördermitteln der Europäischen Union einwerben.
Zu den o. g. Baukosten kommen Kosten für die Beschaffung der für den Betrieb erforderlichen zusätzlichen 29 Fahrzeuge hinzu. Bei der laufenden Bestellung der S-Bahn Hamburg GmbH für die Fahrzeuge der Baureihe 490 wurde eine entsprechende Option zur Aufstockung der Bestellung für die S4 berücksichtigt. Bei einem Stückpreis von 5,45 Millionen Euro pro Einheit ergeben sich somit weitere Kosten in Höhe von rund 158 Millionen Euro.
Zur Reduzierung der Projektkosten wurden im Laufe des Planungsprozesses einzelne zunächst geplante Maßnahmen wieder zurückgenommen. So war u. a. ursprünglich der Bau eines rund 7 Kilometer langen separaten S-Bahn-Gleises zwischen Ahrensburg und Bargteheide vorgesehen, das letztlich auf den Abschnitt Ahrensburg – Gartenholz verkürzt wurde. Weiterhin entfiel ein geplanter Halt in der Gemeinde Delingsdorf nördlich von Ahrensburg, und der Umbau der Station Bargteheide wird in reduzierter Form erfolgen. Hierdurch sollen die Kosten um rund 93 Millionen Euro gesenkt worden sein.
Stand des Projekts
Am 9. August 2016 reichte die DB Netz AG als Vorhabenträgerin die Planfeststellungsunterlagen für den Abschnitt Hasselbrook – Luetkensallee beim Eisenbahnbundesamt als zuständiger Planfeststellungsbehörde ein, am 27. Juli und 30. September 2017 folgten die Anträge für die Abschnitte Landesgrenze Hamburg/Schleswig-Holstein – Gartenholz und Luetkensallee – Landesgrenze. Der Planfeststellungsbeschluss für den ersten Abschnitt wurde am 24. August 2020 erlassen. Die Deutsche Bahn trifft zurzeit keine Prognose dazu, wann die Beschlüsse für die weiteren zwei Abschnitte vorliegen werden.
Die bauvorbereitenden Maßnahmen für den ersten Streckenabschnitt wurden am 9. November 2020 aufgenommen. Seit Frühjahr 2021 wurden weitere umfangreiche Arbeiten u. a. zur Flächenfreimachung entlang der Strecke durchgeführt. Der offizielle Baubeginn mit dem symbolischen ersten Spatenstich erfolgte am 10. Mai 2021 durch den Ersten Bürgermeister der Freien und Hansestadt Hamburg, Peter Tschentscher, den schleswig-holsteinischen Ministerpräsidenten Daniel Günther, Bundesverkehrsminister Andreas Scheuer und DB-Infrastrukturvorstand Ronald Pofalla.
Vor Aufnahme der bauvorbereitenden Maßnahmen waren vier gegen den Planfeststellungsbeschluss eingereichte Eilanträge durch das Bundesverwaltungsgericht abgewiesen worden.
Die Neubaustrecke zwischen Hasselbrook und Rahlstedt soll im Dezember 2027, die Strecke zwischen Rahlstedt und Gartenholz im Dezember 2029 in Betrieb genommen werden. Bereits mit Eröffnung der Strecke bis Rahlstedt soll die S4 den Betrieb zwischen Altona und Bad Oldesloe aufnehmen und hierfür bis zur Fertigstellung der Strecke bis Gartenholz bereits ab Rahlstedt die bestehenden Gleise nutzen. Zwischen Rahlstedt und Ahrensburg ist in dieser Phase ein 20-Minuten-Takt zunächst ohne Verstärkerzüge vorgesehen, zwischen Ahrensburg und Bad Oldesloe soll die S4 stündlich verkehren. Weiterhin soll die Linie RB81 in einem Vorlaufbetrieb voraussichtlich ab Mitte 2026 mit den für die Linie S4 bestimmten S-Bahn-Fahrzeugen betrieben werden.
Hintergrund
Zwischen 2000 und 2010 wuchs das Fahrgastaufkommen im Regionalverkehr zwischen Hamburg und Bad Oldesloe bereits um rund 50 Prozent; ein weiteres Wachstum wurde und wird erwartet. Daneben wird auch im Fern- und Güterverkehr – insbesondere mit Blick auf die Realisierung der festen Fehmarnbeltquerung – ein steigendes Verkehrsaufkommen auf der Strecke prognostiziert, für dessen Bewältigung die bisherige Trassenkapazität als nicht ausreichend angesehen wird. Durch die Vermischung von Nah-, Regional-, Fern- und Güterverkehr kann für die Regionalbahn heute maximal ein Halbstundentakt angeboten werden. Hinzu kommt die hohe Störanfälligkeit des Betriebs, die sich in einer deutlich unterdurchschnittlichen Pünktlichkeitsquote von lediglich 86 Prozent im Regionalverkehr zwischen Hamburg und Bad Oldesloe niederschlägt.
Durch den Bau der S-Bahn-Strecke kann der langsamere Nah- und Regionalverkehr von den schnelleren Verkehrsarten getrennt werden. Hierdurch ergibt sich für alle Verkehrsarten eine höhere Fahrplan- und Betriebsstabilität bei gleichzeitiger höherer Taktung. Weiterhin können am Hauptbahnhof durch Verlagerung eines Teils des Regionalverkehrs auf die S-Bahn zusätzliche Bahnsteigkapazitäten für den Fern- und sonstigen Regionalverkehr gewonnen werden. Durch die zusätzlichen Stationen ergibt sich eine engmaschigere Erschließung, und große Teile des Bezirks Wandsbek sowie des Kreises Stormarn erhalten erstmals umsteigefreie Verbindungen in die Hamburger Innenstadt.
Insgesamt leben im Einzugsbereich der Strecke rund 250.000 Personen, und es wird erwartet, dass die Fahrgastzahlen durch die Einführung der S-Bahn von aktuell 30.000 auf rund 50.000 Personen am Tag steigen.

#### S5: Kaltenkirchen über Eidelstedt
| Anschluss- und Endstation  | Haltestellen | Ausbau und Betrieb | Vsl. Inbetriebnahme | Linie |
| -------------------------- | --- | --- | ------------------- | ----- |
| Eidelstedt – Kaltenkirchen | Eidelstedt – Eidelstedt Zentrum – Hörgensweg – Schnelsen Süd – Schnelsen – Burgwedel – Bönningstedt – Hasloh – Quickborn Süd – Quickborn – Ellerau – Tanneneck – Ulzburg Süd – Henstedt-Ulzburg – Kaltenkirchen Süd – Kaltenkirchen | Übernahme der Bestandsstrecke der AKN zwischen Eidelstedt und Ulzburg Süd, Mischbetrieb mit AKN zwischen Ulzburg Süd und Kaltenkirchen; vollständig zweigleisiger Ausbau der teilweise eingleisigen Bestandsstrecke mit Ausnahme des Abschnitts Ellerau – Tanneneck; Elektrifizierung der Gesamtstrecke über Oberleitung | Ende 2028           |       |

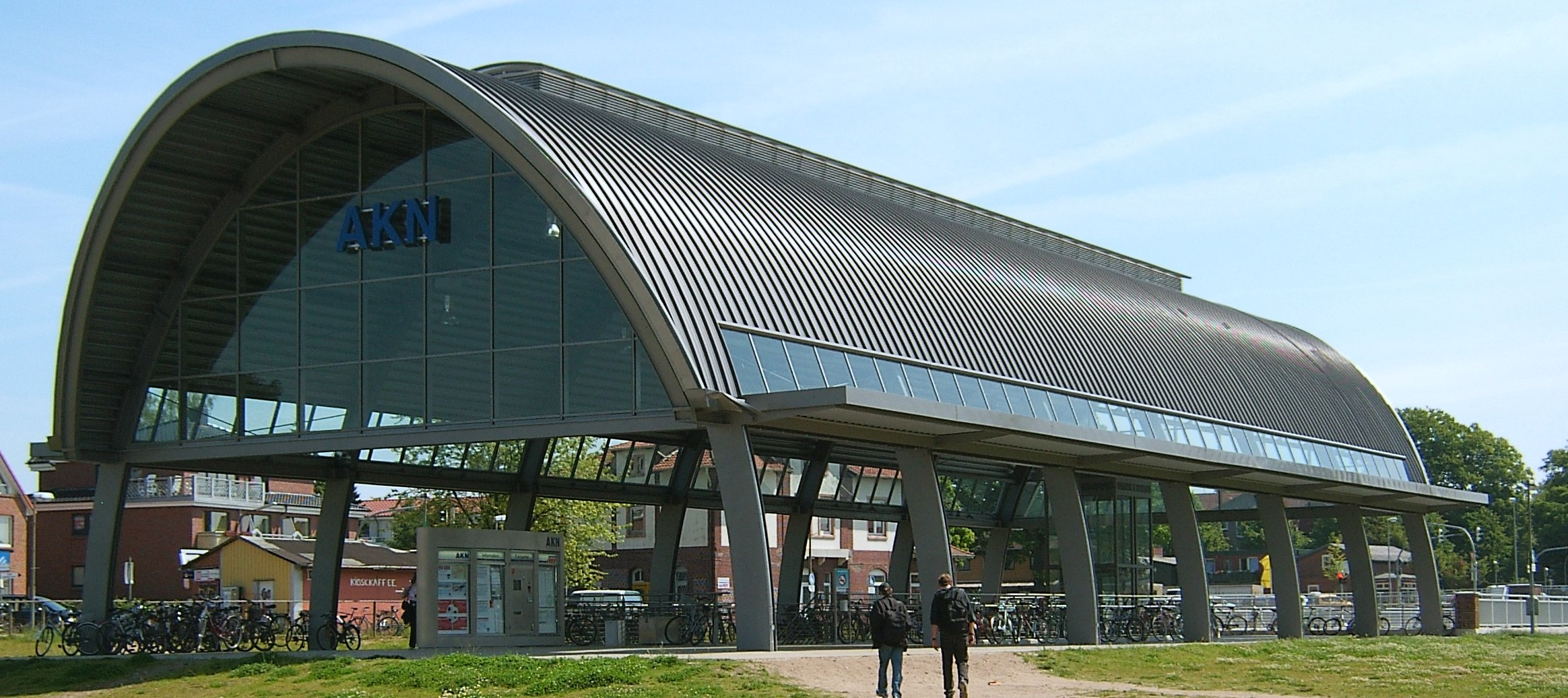
Kaltenkirchen: Künftiger Endhaltepunkt der S-Bahn

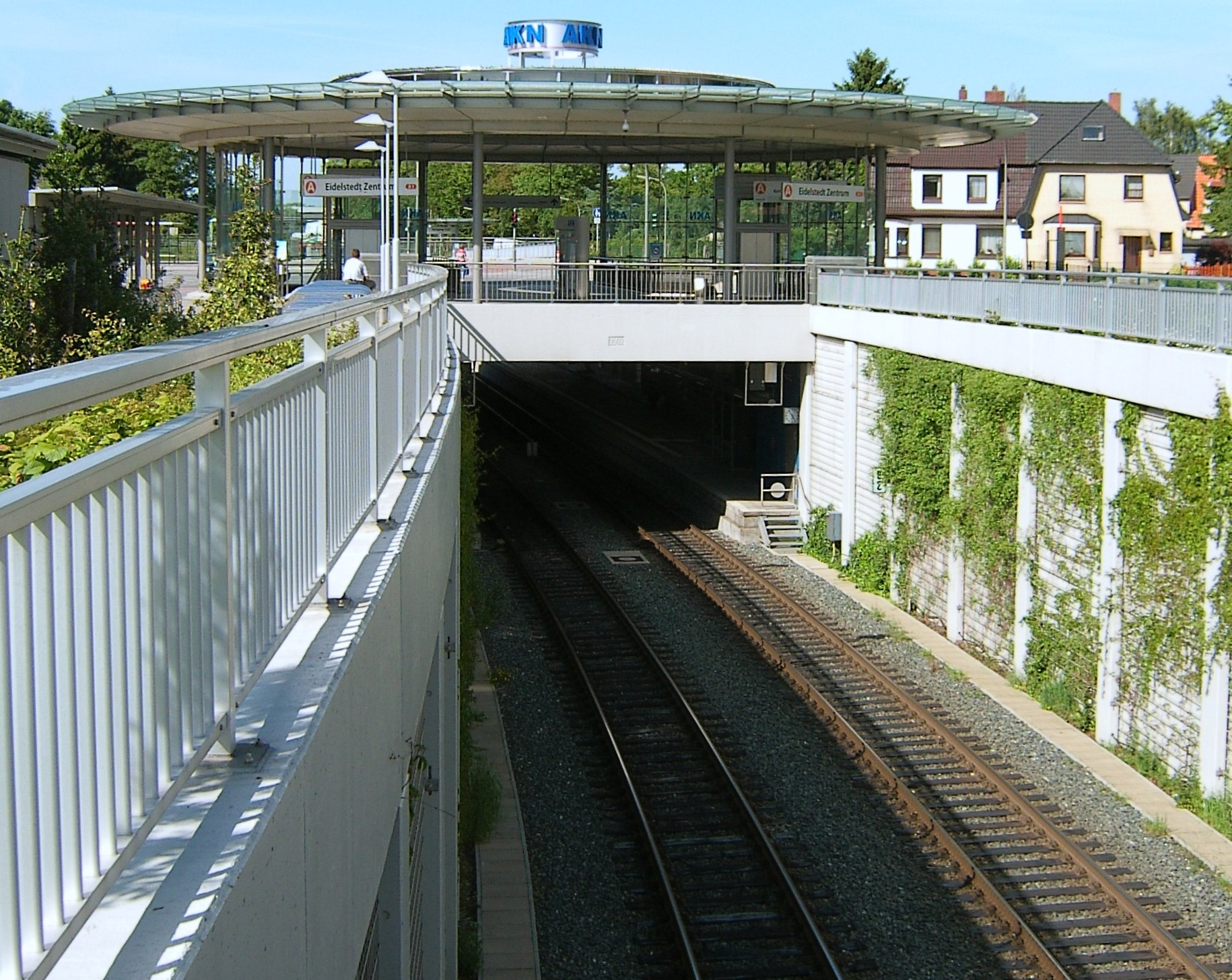
Eidelstedt Zentrum: Haltepunkt der AKN und künftig der S-Bahn im Hamburger Stadtteil Eidelstedt

Die Strecke sollte ursprünglich durch die zum 10. Dezember 2023 eingestellte Linie S21 bedient werden, weshalb sich ältere Quellen auf diese beziehen.
Strecke und Stationen
Die S-Bahn wird den Betrieb auf der bestehenden Strecke der AKN zwischen Eidelstedt und Ulzburg Süd (Bahnstrecke Hamburg-Altona–Neumünster) übernehmen und später über die anschließende, im Mischverkehr mit der AKN bediente Strecke bis Kaltenkirchen weiterverkehren. Die insgesamt rund 30 Kilometer lange Strecke zwischen Eidelstedt und Kaltenkirchen wird hierfür vollständig über Oberleitung elektrifiziert und mit Ausnahme des weiterhin eingleisigen Abschnitts zwischen Ellerau und Tanneneck zweigleisig ausgebaut.
Mit dem Vorhaben wird das S-Bahn-Netz um insgesamt 15 Stationen erweitert. Es sind dies die 14 bestehende Stationen der AKN sowie die neue Station Schnelsen Süd, die im Zuge des Ausbaus zwischen den bestehenden Haltepunkten Hörgensweg und Schnelsen eingerichtet wird. Die Bahnsteige der vorhandenen Stationen werden von bislang überwiegend 110 Metern auf eine vollzugtaugliche Länge von rund 140 Meter verlängert. Die Bahnsteige der künftig ausschließlich von der S-Bahn bedienten Stationen – das umfasst die Stationen von Eidelstedt Zentrum bis einschließlich Tanneneck – werden vollständig auf die im S-Bahn-Netz übliche Höhe von 96 cm gebracht. An den im Mischbetrieb mit der AKN bedienten Stationen Ulzburg Süd, Henstedt-Ulzburg, Kaltenkirchen Süd und Kaltenkirchen werden demgegenüber nur die Enden der Bahnsteige auf 96 cm erhöht, ansonsten aber die bisherige Höhe von 76 cm beibehalten. Auf diese Weise wird im jeweils ersten Wagen eines S-Bahn-Zuges bzw. bei Vollzügen am ersten und letzten Wagen ein barrierefreier Einstieg ermöglicht, während die Züge der AKN im niedrigeren mittleren Bahnsteigabschnitt halten und so ihrerseits barrierefrei zugänglich sind.
Eine Besonderheit gegenüber den Bestandsstrecken der S-Bahn sind die zahlreichen Bahnübergänge entlang der Strecke, die im Zuge des Ausbaus für die S-Bahn nicht zurückgebaut werden.
Betrieb
Die Strecke soll durch die Linie S5 bedient werden, die hierzu in Eidelstedt aus dem bestehenden S-Bahn-Netz ausgefädelt werden wird. Die Strecke soll tagsüber durchgehend im 20-Minuten-Takt bedient werden, der in den Hauptverkehrszeiten zwischen Eidelstedt und Quickborn auf den im S-Bahn-Netz üblichen 10-Minuten-Takt verdichtet werden soll.
Aufgrund der Elektrifizierung über Oberleitung ist der Einsatz von Zweisystemfahrzeugen vorgesehen. Die zwanzig für den Betrieb der Strecke erforderlichen Einheiten der Baureihe 490 wurden im Frühjahr 2021 im Rahmen einer insgesamt 64 Einheiten umfassenden Option beim Fahrzeughersteller Alstom bestellt.
Die durch die Verschwenkung der Linie entfallende Verbindung von Eidelstedt nach Elbgaustraße bzw. die entfallende Durchbindung von Elbgaustraße über die Verbindungsbahn soll perspektivisch durch die geplante Linie S6 Elbgaustraße – Verbindungsbahn – Harburg Rathaus (– Neugraben) (siehe hier) bedient werden.
Kosten und Finanzierung
Die Kosten für den Strecken- und Stationsausbau wurden auf 120 Millionen Euro geschätzt. Die Länder gehen davon aus, dass der vom Bund zur Verfügung gestellte Förderrahmen vollkommen ausgeschöpft werden kann und bis zu 75 Prozent der förderungsfähigen Kosten aus den Mitteln des Gemeindeverkehrsfinanzierungsgesetzes gedeckt würden. Den Rest übernehmen Schleswig-Holstein zu 75 Prozent und Hamburg zu 25 Prozent. Die für die Zuwendung des Bundes erforderliche standardisierte Bewertung wurde 2019 mit einem Wert von 1,93 abgeschlossen.
Für die Beschaffung der 20 für den Betrieb der Strecke benötigten zusätzlichen S-Bahn-Fahrzeuge ergeben sich bei einem Stückpreis von rund 5,45 Millionen Euro weitere Kosten von rund 109 Millionen Euro.
Stand des Projekts
Das Planfeststellungsverfahren für den auf Hamburger Gebiet liegenden, rund 6½ Kilometer langen Streckenabschnitt wurde im Mai 2016 eröffnet und am 1. November 2018 mit dem Planfeststellungsbeschluss abgeschlossen. Das Verfahren für den rund 23 Kilometer langen schleswig-holsteinischen Abschnitt folgte im Januar 2017 und wurde nach mehrjähriger Verzögerung, u. a. infolge von Anpassungen der Planungen für den Bereich Ellerau und Tanneneck, am 28. Februar 2022 erfolgreich abgeschlossen. Die vorbereitenden Baumaßnahmen an der Strecke wurden am 1. Dezember 2022 begonnen, und die Hauptbauarbeiten wurden am 16. Januar 2023 aufgenommen. Die Inbetriebnahme ist für Ende 2028 avisiert.
Zum Zeitpunkt des Baubeginns ging die AKN von einer Inbetriebnahme bis Ende 2025 aus, korrigierte dieses Ziel jedoch im Oktober 2023 u. a. mit Verweis auf Lieferschwierigkeiten für Materialien, auf Verzögerungen bei der Vergabe von Bauleistungen und auf die insgesamt begrenzten Kapazitäten auf Seite der Bauunternehmen, wodurch der bis zu diesem Zeitpunkt kalkulierte Bauzeitplan nicht mehr eingehalten werden konnte.
Hintergrund
Die AKN betrieb auf der Relation bis zum Beginn der Bauarbeiten am 16. Januar 2023 bereits einen S-Bahn-ähnlichen Verkehr mit einem Takt von zehn bis zwanzig Minuten. Die Strecke ist in Eidelstedt mit dem S-Bahn-Netz verknüpft und bot einen bahnsteiggleichen Übergang zwischen den Zügen. Mit Ausnahme von zwei werktäglichen Fahrten der AKN, die über die Verbindungsbahn zum Hauptbahnhof durchgebunden wurden, bestand für Fahrgäste aus und in Richtung Kaltenkirchen jedoch ein Umsteigezwang in Eidelstedt. Eine von der AKN in Auftrag gegebene Studie erwartet eine Verdoppelung der Fahrgastzahlen bei Bedienung der Strecke nach Kaltenkirchen durch eine ganztägige umsteigefreie S-Bahn-Verbindung.
Im Siedlungsgebiet entlang der Strecke leben insgesamt etwa 156.000 Menschen, die von einem Ausbau profitieren könnten.

### Weitere Planungen

#### S2/S5/S6: Verbindungsbahnentlastungstunnel zwischen Hauptbahnhof und Altona/Diebsteich
| Linien                                                                                             | Anschlussstationen               | Stationen (unter Vorbehalt)                                                                       | Anmerkungen                                                                                       |
| -------------------------------------------------------------------------------------------------- | -------------------------------- | ------------------------------------------------------------------------------------------------- | ------------------------------------------------------------------------------------------------- |
| | Hauptbahnhof – Altona/Diebsteich | Hauptbahnhof – Dammtor – Sternschanze – Holstenstraße – Altona Mitte (Altona)/Altona (Diebsteich) | Basistrasse Mitte der Machbarkeitsuntersuchung; entspricht Verlauf der bisherigen Verbindungsbahn |
| Hauptbahnhof – Dammtor – Feldstraße – Max-Brauer-Allee – Altona Mitte (Altona)/Altona (Diebsteich) | Hauptbahnhof – Altona/Diebsteich | Basistrasse Süd der Machbarkeitsuntersuchung                                                      |                                                                                                   |

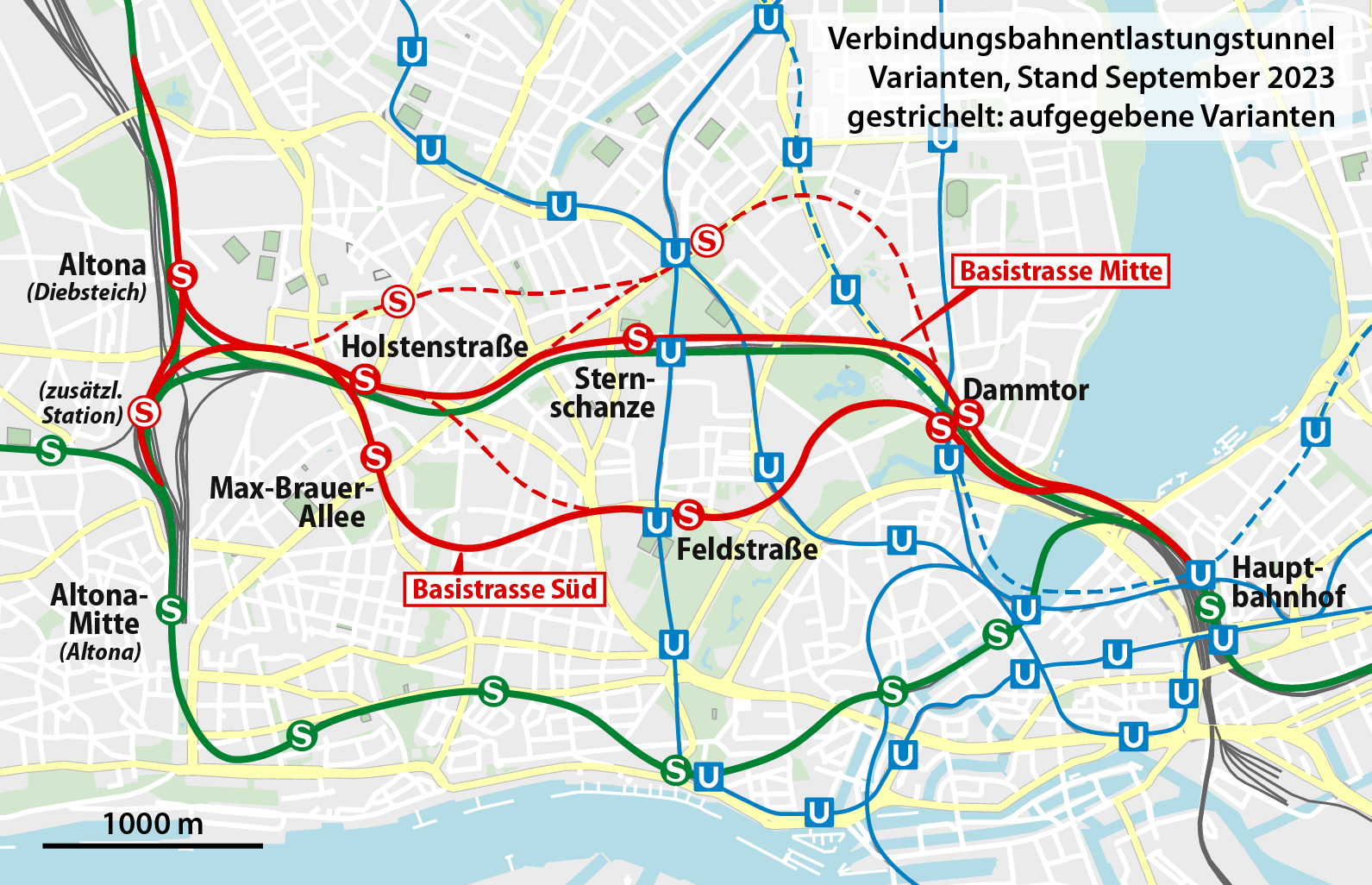
Planungen zum Verbindungsbahnentlastungstunnel, Stand September 2023: zwei mögliche Trassen, drei aufgegebene Alternativtrassen

Unter dem Projektnamen Verbindungsbahn-Entlastungstunnel (VET) untersuchen die Deutsche Bahn und die Freie und Hansestadt Hamburg die Verlegung der bestehenden S-Bahn-Strecke zwischen dem Hauptbahnhof und den Stationen Altona und Diebsteich auf der Verbindungsbahn in einen neuen, rund 5½ Kilometer langen Tunnel.
Deutsche Bahn und Senat stellten die Ergebnisse einer hierzu erstellten Machbarkeitsuntersuchung am 21. März 2023 erstmals öffentlich vor. Die Untersuchung benennt dabei die im nebenstehenden Plan dargestellten drei Haupt- und zwei Alternativvarianten für einen möglichen Streckenverlauf, die zwischen Hauptbahnhof und Altona/Diebsteich jeweils drei Zwischenstationen vorsehen. Auf Grundlage dieser Varianten soll in einem nächsten Schritt eine umfassende Öffentlichkeitsbeteiligung erfolgen. Am 26. September 2023 veröffentlichte der Senat die Eingrenzung auf nur noch zwei Varianten: die Basistrasse Mitte parallel zur jetzigen Trasse und die Basistrasse Süd über Feldstraße und Max-Brauer-Allee.
Das Vorhaben steht in einem engen Zusammenhang mit den Planungen zur Einführung des Deutschland-Takts, da die freiwerdenden Kapazitäten auf der Verbindungsbahn, am Hauptbahnhof (Gleise 3 und 4) und am Bahnhof Dammtor (Gleise 1 und 2) dem Regional- und Fernverkehr zur Verfügung gestellt werden sollen und zudem zur allgemeinen Entlastung des bereits heute hochbelasteten Hauptbahnhofs beitragen könnten.
Im April 2024 veröffentlichte der Landesverband Nord des Verkehrsclubs Deutschland (VCD) ein alternatives Konzept „Schiene Plus“, nach welchem der Bahnhof Berliner Tor stattdessen zum Hauptbahnhof Hamburgs ausgebaut werden soll. Der VCD argumentiert, der geplante Verbindungsbahnentlastungstunnel könne so eingespart werden, dessen zusätzliche Kapazität würde nur benötigt, da die Strecke von in Hamburg beginnenden oder endenden Fernzügen genutzt wird, die nur schwach ausgelastet seien.

#### S4: Itzehoe und Kellinghusen über Pinneberg
| Linie | Anschluss- und Endstation            | Haltestellen (unter Vorbehalt) | Ausbau und Betrieb                                                         |
| ----- | ------------------------------------ | --- | -------------------------------------------------------------------------- |
|       | Pinneberg – Itzehoe / – Kellinghusen | Pinneberg – Prisdorf – Tornesch – Elmshorn Süd – Elmshorn – (Zugteil I:) Herzhorn – Glückstadt – Krempe – Kremperheide – Itzehoe / – (Zugteil II:) Horst – Dauenhof – Wrist – Kellinghusen | in Altona Wechsel in das Fernbahnnetz; ab dort Versorgung über Oberleitung |

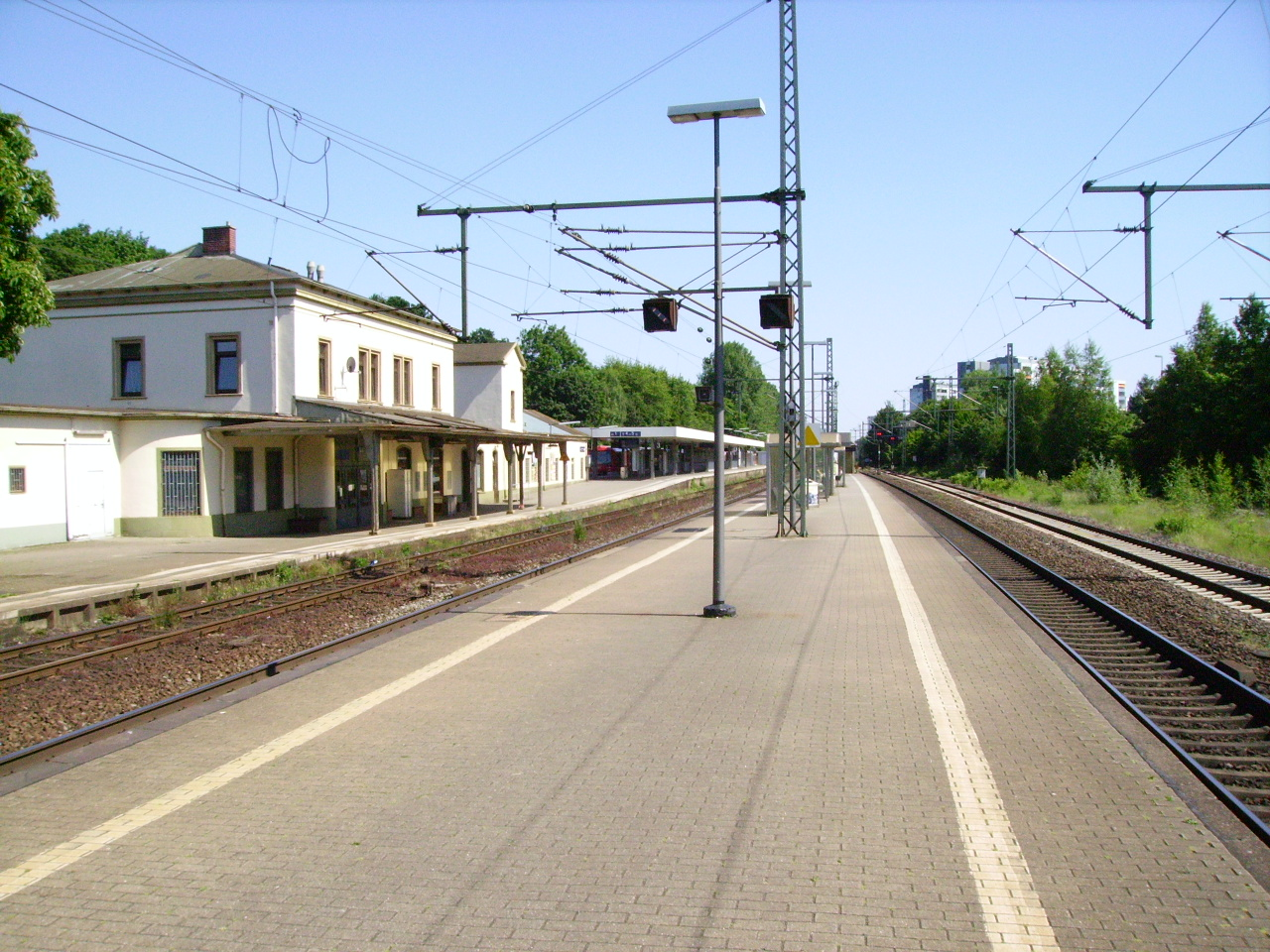
Bahnsteig der Regionalbahn in Pinneberg, im Hintergrund links der Bahnsteig der S-Bahn (Zustand 2008)

Aus der Innenstadt kommend sollen die Züge nördlich des Bahnhofs Altona in das Fernbahnnetz (Bahnstrecke Hamburg-Altona–Kiel) wechseln und als Expresslinie ohne Zwischenhalt bis Pinneberg verkehren, anschließend die bestehenden Haltepunkte Prisdorf und Tornesch sowie einen neu einzurichtenden Haltepunkt Elmshorn Süd bedienen und bis Elmshorn verkehren. In Elmshorn könnten die Züge geflügelt werden und jeweils ein Zugteil über Glückstadt nach Itzehoe und über Dauenhof nach Kellinghusen weiterfahren.
Die zurzeit zwischen Hamburg und Wrist/Itzehoe verkehrenden Regionalbahnlinien würden vollständig durch die S4 ersetzt. Mit Ausnahme von Elmshorn würden die Stationen zwischen Pinneberg und Itzehoe sowie die Stationen zwischen Elmshorn und Wrist in reine S-Bahn-Stationen umgewandelt werden und ihren Regionalbahn-Anschluss dementsprechend verlieren. Stattdessen würden sie dann von der S4 im 20-Minuten-Takt bedient. Ob die parallel verlaufenden Regionalexpresslinien RE7 und RE70 zusätzlich in Pinneberg oder auch Tornesch halten, ist bisher unklar. Die Reaktivierung der Bahnstrecke Wrist–Itzehoe auf dem Abschnitt Wrist–Kellinghusen soll bereits vor Eröffnung/Verlängerung der S4 im Rahmen des sog. Netzes Mitte erfolgen. Die zunächst auf der Strecke eingesetzte Regionalbahn würde dann zu einem späteren Zeitpunkt durch die S-Bahn ersetzt.
Die Strecke wurde im Rahmen der Vorentwurfsplanung für den östlichen Ast der S4 nach Bad Oldesloe mitbetrachtet, doch liegen noch keine verlässlichen Kostenschätzungen für das Vorhaben vor. Eine Umsetzung soll nach Aussagen des schleswig-holsteinischen Verkehrsministeriums frühestens erfolgen, nachdem der östliche Streckenast der S4 fertiggestellt ist, d. h. nach derzeitiger Planung nicht vor 2027.
Die schleswig-holsteinische Regierung schlug in ihrem sog. Drei-Achsen-Konzept für den Ausbau des Schienenpersonennahverkehrs Schleswig-Holstein/Hamburg aus dem Jahr 2008 erstmals den Ausbau der S-Bahn über Pinneberg hinaus nach Elmshorn und Itzehoe vor. Die Strecke entspricht damit dem Verlauf der Regionalbahn-Linien R70 (bis Elmshorn) und R60 (ab Elmshorn). Ergänzend hierzu wurde später der Streckenast nach Kellinghusen in die Planungen aufgenommen.

#### S6: Zusätzliche Linie auf der Relation Elbgaustraße – Verbindungsbahn – Neugraben
Die Strecke sollte ursprünglich durch eine neueinzuführende Linie S32 bedient werden, weshalb sich ältere Quellen auf diese beziehen.
Planung
Auf der Relation Elbgaustraße – Verbindungsbahn – Neugraben soll eine zusätzliche Linie S6 eingeführt werden, die insbesondere der Kapazitätssteigerung auf der Strecke Hauptbahnhof – Neugraben dienen soll, die aktuell durch die Linien S3 und S5 bedient wird und die am stärksten frequentierte Strecke des gesamten S-Bahn-Netzes ist. Die S6 soll im Zehn-Minuten-Takt verkehren, sodass auf allen von ihr befahrenen Strecken und Streckenabschnitten tagsüber eine Frequenz von mindestens 18 Zügen je Stunde und Richtung bestünde. Weiterhin stellte die Linie eine direkte Verbindung zwischen dem wichtigen Busknoten Elbgaustraße und der Verbindungsbahn her, die mit der geplanten Verschwenkung der Linie S5 auf die Strecke nach Kaltenkirchen entfallen würde. Perspektivisch soll die Linie zudem die geplante Strecke zum Osdorfer Born bedienen (siehe hier).
Voraussetzung für die Einrichtung der S6 ist die umfassende Sanierung und Modernisierung der Strecke Hauptbahnhof – Neugraben, die insbesondere die Erneuerung der Strom-, Weichen- und Signaltechnik und die Installation eines elektronischen Stellwerks umfasst. Durch den Ausbau soll die Kapazität der Strecke um 40 Prozent von heute 15.000 Fahrgästen pro Stunde und Richtung auf künftig 21.000 Fahrgäste pro Stunde und Richtung erhöht werden. Weiterhin soll die Maßnahmen zur Steigerung der Betriebsstabilität und -flexibilität im gesamten Netz beitragen.
Der Ausbau soll im ersten Halbjahr 2024 mit dem Bau eines neuen Gleichrichterwerks am Standort Kornweide aufgenommen werden. Der Abschluss der Bauarbeiten und die Einführung der Linie S6 sind für Ende 2029 avisiert.
Hintergrund
Die S-Bahn Hamburg GmbH stellte 2011 erste Überlegungen für eine zusätzliche Linie zwischen Harburg Rathaus und Altona vor, die im 10-Minuten-Takt und ausschließlich während der Hauptverkehrszeiten verkehren sollte. Der Verkehrsausschuss der Bürgerschaft sprach sich im November 2011 für die Angebotsverdichtung aus und forderte den Senat zur schnellstmöglichen Umsetzung auf. Die Verkehrsbehörde ging zu diesem Zeitpunkt davon aus, dass die Linie frühestens 2018 nach Beschaffung der erforderlichen zusätzlichen Fahrzeuge eingeführt werden könnte. Eine entsprechende Option für zusätzliche Einheiten wurde bei der Bestellung der Baureihe 490 berücksichtigt – da die Fahrzeuge jedoch erst seit Frühjahr 2018 in Dienst gestellt werden, wäre eine Inbetriebnahme der neuen Linie im selben Jahr fraglich gewesen.
Der Koalitionsvertrag des Senats Scholz II für die Legislaturperiode 2015–2020 erklärte, dass „die Verstärkung des S-Bahn-Angebots nach Harburg (…) in jedem Fall sicherzustellen [ist]“ und „[n]ach Schaffung der infrastrukturellen Voraussetzungen durch die DB (…) eine S32 als dritte Linie neben der S3 und der S31 mindestens im 10-Minuten-Takt nach Harburg fahren [soll].“ Diese Voraussetzungen bezogen bzw. beziehen sich auf die Maßnahmen, die aktuell von der S-Bahn Hamburg GmbH verfolgt werden.
Am 24. April 2022 erklärte die S-Bahn Hamburg GmbH gegenüber dem Ausschuss für Mobilität und Inneres der Bezirksversammlung Harburg, dass die Einführung der S32 auf der Relation Neugraben – Altona für das Jahr 2027 avisiert werde und dass eine spätere Ausfädelung zum Osdorfer Born vorgesehen sei.
Am 24. Oktober 2023 gaben Senat und S-Bahn Hamburg GmbH das aktuell verfolgte Zieldatum und die geplanten Ausbaumaßnahmen an der Harburger Strecke bekannt.

#### S6: Osdorfer Born über Holstenstraße
| Linie | Anschluss- und Endstation     | Haltestellen                                                                | Ausbau und Betrieb                                                  |
| ----- | ----------------------------- | --------------------------------------------------------------------------- | ------------------------------------------------------------------- |
|       | Holstenstraße – Osdorfer Born | Holstenstraße – Ruhrstraße – Von-Sauer-Straße – Lurup Mitte – Osdorfer Born | Neubau einer zweigleisigen Tunnelstrecke für den Gleichstrombetrieb |

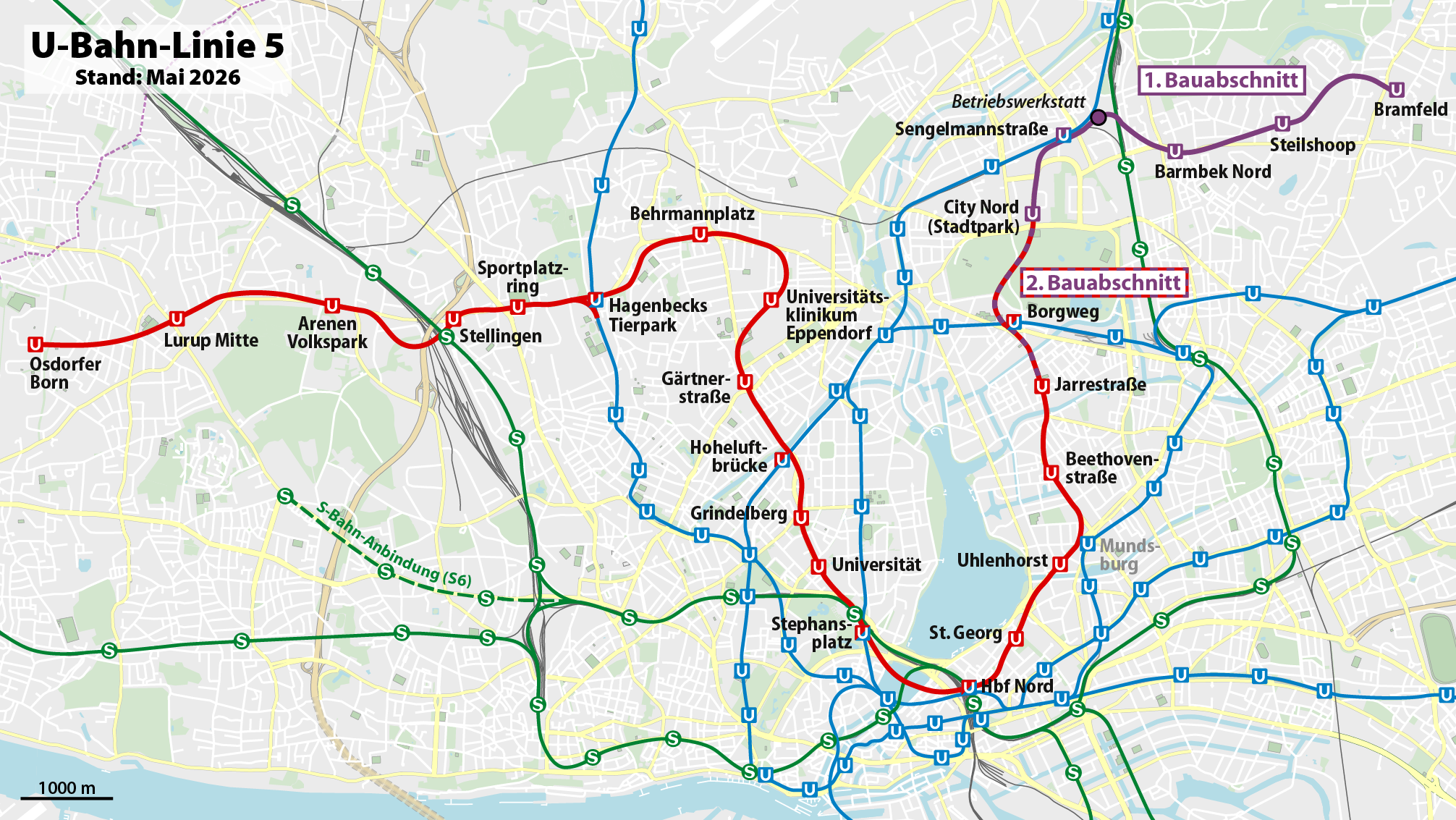
Planungen für die Strecke zum Osdorfer Born im Zusammenhang mit den Planungen für die U-Bahn-Linie U5

Vorgesehen ist eine Ausfädelung aus der Verbindungsbahn westlich der Bestandsstation Holstenstraße, von wo aus die Strecke im Wesentlichen dem Verlauf der MetroBus-Linien 2 und 3 entlang der Luruper Chaussee folgte und über die Trabrennbahn Bahrenfeld die Großwohnsiedlung Osdorfer Born in Osdorf und Lurup erreichte.
Die Strecke verfügte über fünf neue Stationen und soll vollständig im Tunnel trassiert werden, die Länge betrüge rund 6 Kilometer.
Die Strecke soll durch die Linie S6 bedient werden, die voraussichtlich 2029 auf der Relation Elbgaustraße – Verbindungsbahn – Neugraben eingeführt werden soll (siehe hier) und mit Inbetriebnahme der Strecke zum Osdorfer Born ihren westlichen Endpunkt Elbgaustraße aufgäbe.

### Bauvorleistungen
Im Vergleich zur Hamburger U-Bahn wurden für die S-Bahn nur wenige Vorleistungen für Streckenerweiterungen erbracht.
In der Station Harburg-Rathaus gibt es zwei Nischen, die für einen Tunnel in die Eißendorfer Straße genutzt werden könnten. Eine der Nischen befindet sich im Tunnel südlich des Bahnhofs, die andere liegt innerhalb der unterirdischen Bahnsteighalle am Ausgang Neue Straße hinter einer Wand. Die Größe der Aussparungen kann anhand von Dehnungsfugen in der Wand nachvollzogen werden. Zudem befindet sich dort eine Revisionstür.
Im Bahnhof Altona ist der Tunnelmund der S-Bahn auf der Westseite aufgeweitet. Dies geschah in Hinblick auf einen etwaigen sechsgleisigen Ausbau der Rampe vom Tunnelmund bis über den Lessingtunnel hinaus. Der Ausbau würde eine dichtere Zugfolge bei Zügen mit Richtungswechsel ermöglichen.
Ebenfalls in Altona befindet sich unter dem S-Bahn-Tunnel eine feste Bodenplatte, da ursprünglich geplant war, unter dem S-Bahnhof einen U-Bahn-Tunnel zu errichten. Entsprechende Pläne wurden jedoch wieder verworfen.
Entlang der Strecke nach Lübeck, die u. a. von der Regionalbahnlinie RB81 befahren wird, wurden Flächen für die Einrichtung der Gleise der S4 nach Bad Oldesloe vorgehalten. Beispielsweise wurden nördlich der Station Hasselbrook Flächen von schwerer Bebauung freigehalten und für Kleingärten genutzt, um die Umwidmung zu vereinfachen. Ebenfalls als Vorleistung für die S4 wurde die Regionalbahn-Station Gartenholz so dimensioniert, dass die Verlegung eines zusätzlichen Gleises für die S-Bahn problemlos möglich war. Diese Vorleistungen werden bzw. wurden im Zuge der laufenden Baumaßnahmen für die S4 genutzt.
Die Lager der Brücke über die B 431 nahe dem Haltepunkt Iserbrook wurden so dimensioniert, dass dort ein Überbau für zweites Gleis eingebaut werden könnte. Ein Ausbau ist jedoch vorerst nicht geplant. Zurzeit ist dort eine Fußgängerbrücke vorhanden, die bauartbedingt keine Züge tragen kann.

## Unternehmen

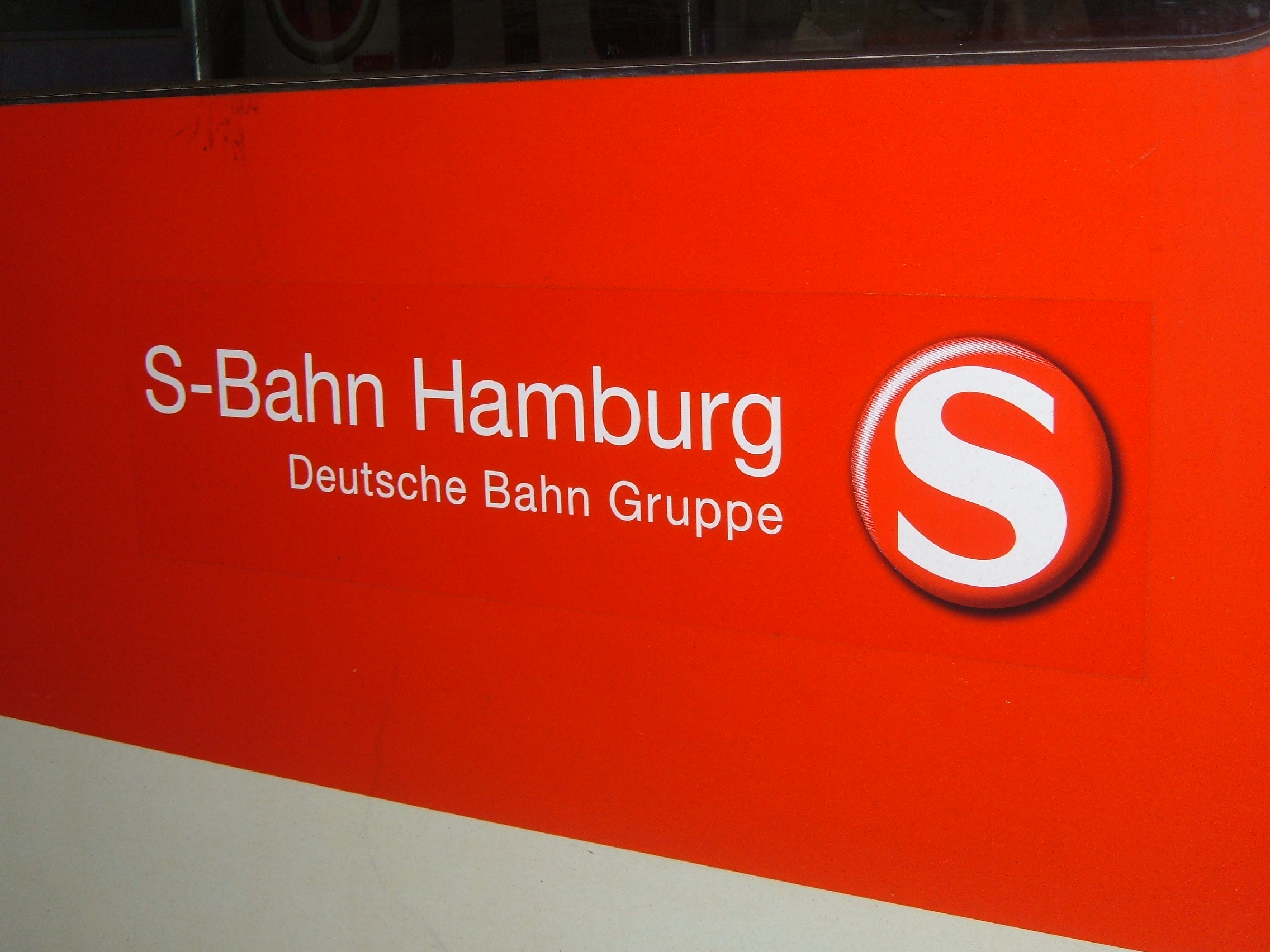
Logo der Hamburger S-Bahn bis Dezember 2007 …

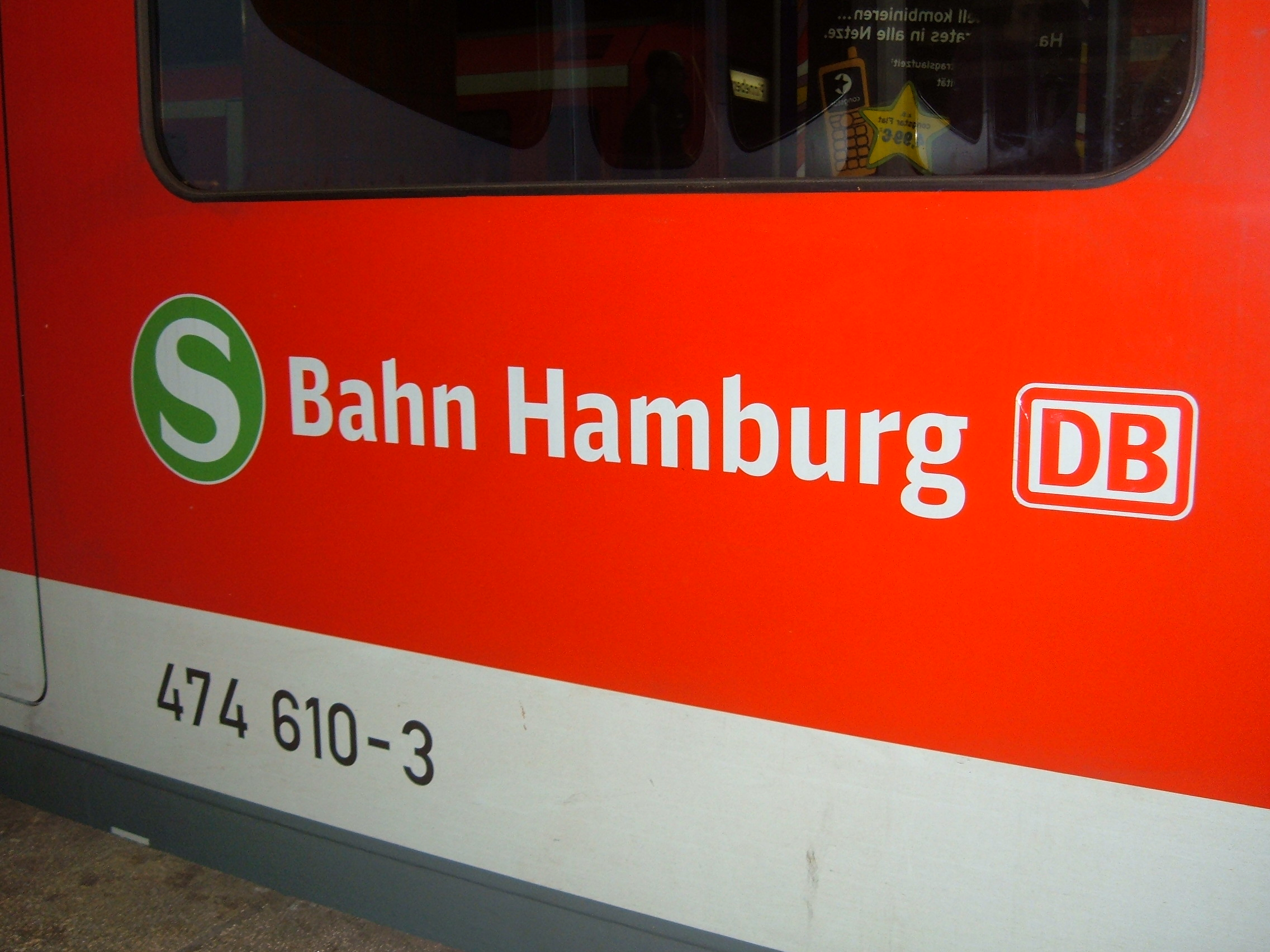
… und seit Dezember 2007

Die Hamburger S-Bahn wird seit 1907 unter der Regie der jeweiligen Staatsbahn betrieben. Aktueller Betreiber ist die S-Bahn Hamburg GmbH, die 1997 als selbstständiges Tochterunternehmen der Deutschen Bahn gegründet wurde. Deren Vorgänger Deutsche Bundesbahn war 1965 Gründungsmitglied des Hamburger Verkehrsverbundes (HVV).
Das Unternehmen beschäftigt etwa 900 Mitarbeiter in den Bereichen Fahrdienst, Instandhaltung, Zugabfertigung und Disposition. Rund 300 weitere Angestellte sind in Subunternehmen in den Bereichen Sicherheit und Reinigung tätig.
Bis zum 1. März 2010 gehörte die S-Bahn Hamburg GmbH zusammen mit der S-Bahn Berlin GmbH zum Geschäftsbereich DB Stadtverkehr, seitdem sind beide Unternehmen dem Bereich DB Regio zugeordnet, dem auch alle anderen von der DB betriebenen S-Bahnen unterstehen. Die DB reagierte mit der Umstrukturierung auf die im Jahr 2009 aufgedeckten Sicherheitsmängel am Rollmaterial der Berliner S-Bahn, die im Rahmen der standardmäßig durchgeführten Überprüfungen der S-Bahn Berlin GmbH nicht erkannt worden waren. Mit der Reorganisation sollten die Sicherheits- und Qualitätsstandards der DB Regio einheitlich auf alle Schienennahverkehrsangebote der DB ausgeweitet werden, obgleich bei der S-Bahn Hamburg keine vergleichbaren Mängel aufgetreten waren.

### Innere Struktur
Das Streckennetz und die Haltestellen der S-Bahn befinden sich im Eigentum der DB InfraGO AG als Eisenbahninfrastrukturunternehmen. Die S-Bahn Hamburg GmbH nutzt diese Anlagen als Eisenbahnverkehrsunternehmen (EVU) gegen Entgelt. Als Besonderheit im Hamburger Netz sind allerdings zentrale Aufgaben des Infrastrukturunternehmens im Bereich des Gleichstromnetzes über Geschäftsbesorgungsverträge wieder auf die S-Bahn Hamburg GmbH rückübertragen worden. Dazu zählen die Betriebsführung, die Fahrgastinformation, die Sicherheit auf den Stationen sowie die Fahrplangestaltung.

### Rotes bzw. grünes S-Bahn-Zeichen
Bis November 2007 zeichnete sich das Logo der Betreibergesellschaft durch eine farbliche Besonderheit gegenüber den Logos der anderen S-Bahnen in Deutschland aus: während die S-Bahn als Verkehrsmittel auch in Hamburg durch ein weißes „S“ in einem grünen Kreis symbolisiert wird, zeigte das Firmenzeichen ein weißes „S“ auf rotem Grund. Hintergrund dieser Gestaltung war die Entscheidung der seinerzeit neu gegründeten S-Bahn Hamburg GmbH, dass die Züge anstelle des DB-Logos das klassische „S“-Signet auf der Stirnseite tragen sollten. Da befürchtet wurde, dass dessen üblicherweise grüne Trägerfläche insbesondere in einer großflächigeren Darstellung zu stark mit der verkehrsroten Lackierung der Fahrzeuge kontrastierte, wurde das Logo farblich angepasst. Allerdings wurde das „S“-Signet auf der Stirnseite mittlerweile wieder durch das Logo der Deutschen Bahn ersetzt, das „S“-Signet wird nur noch verhältnismäßig klein auf den Seitenwänden der Wagen abgebildet. Im Zuge der Vereinheitlichung des Markenauftritts der S-Bahnen in Deutschland wurden zwischen Ende 2007 und Mitte 2008 die roten Signets durch grüne ersetzt.

## Tarif
Das Angebot der S-Bahn ist vollständig in das Tarifsystem des HVV integriert. Die vorwiegend urbane Ausrichtung des Verkehrsmittels zeigt sich daran, dass der Großteil des Netzes innerhalb des Tarifgebiets Hamburg AB (bis Dezember 2016 Großbereich Hamburg) liegt, das die Stadt Hamburg und ihren engeren Verflechtungsraum umfasst. Lediglich die Stationen Wohltorf und Aumühle der Linie S2 und der Großteil der von der Linie S5 befahrenen Wechselstromstrecke nach Stade liegen außerhalb dieses engeren Verflechtungsraums und führen zumindest im Falle Stades durch vorwiegend ländlich geprägte Räume.
Neben Fahrkarten des HVV sind Fahrscheine der Deutschen Bahn einschließlich der Ländertickets von Niedersachsen, Mecklenburg-Vorpommern und Schleswig-Holstein, des Quer-durchs-Land-Tickets und des DB-City-Tickets sowie Nahverkehrsfahrscheine der am Tarifverband der Bundeseigenen und Nichtbundeseigenen Eisenbahnen in Deutschland (TBNE) beteiligten Verkehrsunternehmen gültig.
Der HVV-Tarif sah bis 31. Dezember 2023 als Besonderheit vor, dass das Betreten räumlich abgeschlossener Stationen der S-Bahn und der U-Bahn innerhalb des Tarifgebiets Hamburg AB nur mit gültiger Fahrkarte oder Bahnsteigkarte gestattet war, welche zuletzt für 0,10 Euro erworben werden konnte und für eine Stunde an der jeweiligen Station gültig war.